# Ancona
Ancona (AFI: /anˈkona/) è un comune italiano di 99 576 abitanti, capoluogo della provincia omonima e delle Marche; è uno dei principali centri economici della regione, oltre che suo principale centro urbano per dimensioni e popolazione. Affacciata sul mare Adriatico, sorge su un promontorio a forma di gomito piegato, che dà origine a un golfo e protegge l'ampio porto naturale, tra i maggiori d'Italia per traffico internazionale di passeggeri. Le banchine portuali sono circondate dalle colline su cui sorgono i rioni storici.
La storia della città è legata alle attività portuali e di navigazione sin dal 387 a.C. quando divenne una colonia greca di Siracusa, in contatto con i principali centri del levante mediterraneo; l'origine greca di Ancona è ricordata dall'appellativo che le è attribuito comunemente: "città dorica".
In età romana, sotto l'imperatore Traiano svolse il ruolo di ingresso d'Italia dai porti d'Oriente, come si legge nell'iscrizione dell'Arco di Traiano. Nel Medioevo visse il suo periodo aureo, sia artisticamente sia economicamente, quando fu florida repubblica marinara e guadagnò l'appellativo di "porta d'oriente". Dal 1532 sino all'Unità d'Italia fu parte dello Stato della Chiesa. Nel Risorgimento partecipò attivamente alle lotte per l'Unità d'Italia, in particolare durante la Prima guerra d'Indipendenza. Durante la Seconda guerra mondiale la città fu liberata dall'occupazione nazista dalle truppe del II Corpo polacco.
La città si estende su numerose colline, a picco sul mare nel settore orientale del promontorio. La costa alta della città fa parte della Riviera del Conero e ricade nel Parco del Conero.

## Geografia fisica

### Territorio

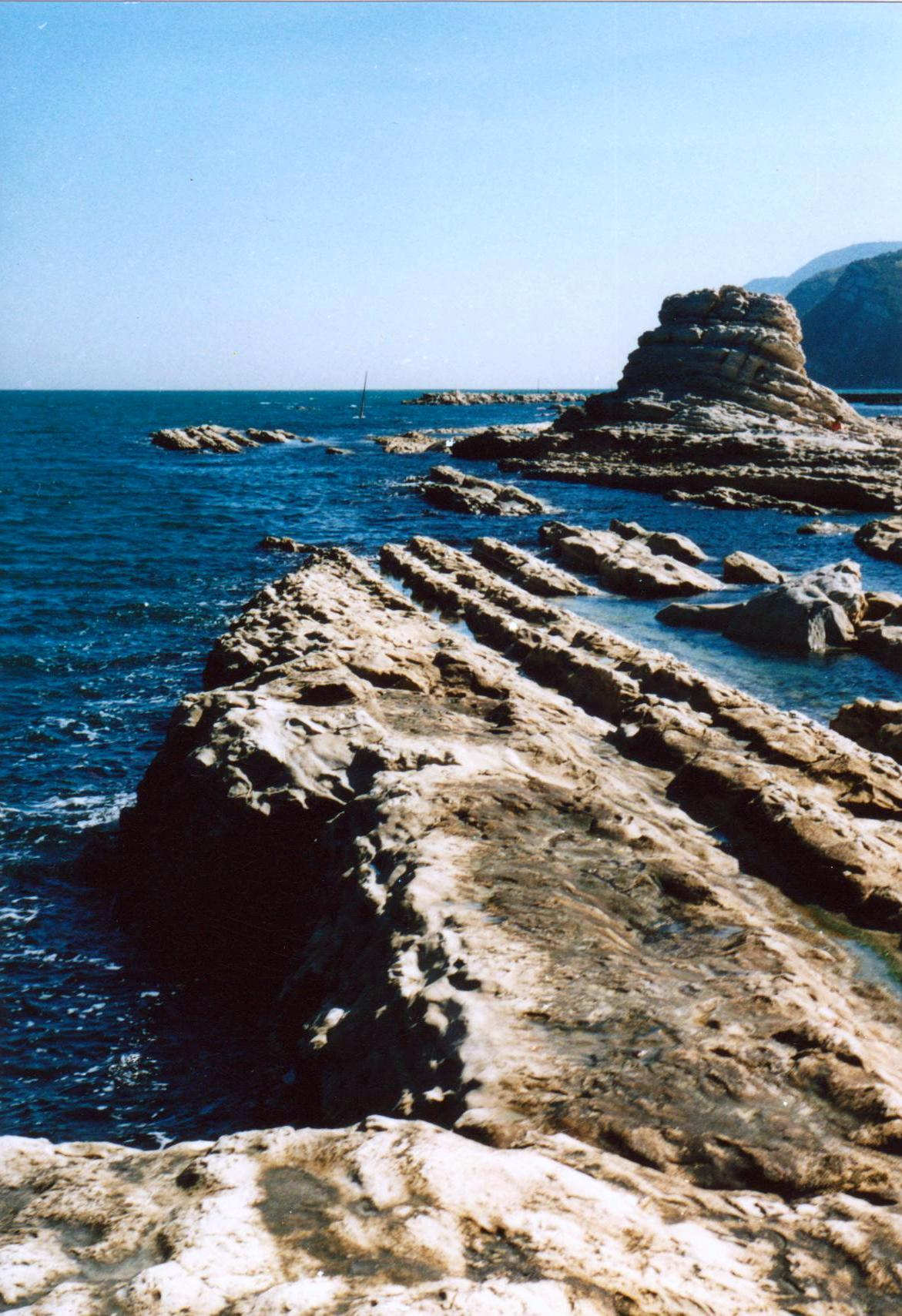
Scogli del Passetto, con la Seggiola del Papa

La città di Ancona sorge sulla costa dell'Adriatico centrale, sulle pendici settentrionali del monte Conero, che formano un promontorio di forma triangolare, con il colle del Duomo posto al vertice. Questo promontorio dà origine verso ovest a un golfo, il golfo di Ancona, nella cui parte più interna si trova il porto naturale. La costa del golfo è bassa: le colline arrivano a ridosso del mare, ma non formano rupi; in questa zona si trova la spiaggia sabbiosa di Palombina Nuova, bordata dalla linea ferroviaria.
A sud del colle del Duomo la costa è alta e rocciosa, tanto che nel corso dei secoli la città non ebbe mai necessità di costruire mura di difesa verso est; tra le spiagge di questo tratto di litorale, si ricorda quella del Passetto, caratterizzata da grandi scogli bianchi, tra i quali la Seggiola del Papa, uno dei simboli della città. Altre spiagge di costa alta si susseguono verso sud, tra le quali quelle di Mezzavalle e di Portonovo.
In corrispondenza della linea che congiunge il promontorio di Ancona e quello di Piombino c'è la massima larghezza degli Appennini e della Penisola italiana: 254 km.
Dal punto di vista orografico il territorio urbano è contraddistinto da un'alternanza di fasce collinari e di vallate, che corrono da est ad ovest. Le colline dove sorgono i rioni più antichi sono cinque: il colle Guasco, con il Duomo, monte Cappuccini, con il Faro, monte Cardeto, con il suo parco, il colle Astagno, con la Cittadella, e il colle di Santo Stefano, con il Pincio. Lungo la vallata centrale corrono i tre corsi principali e il viale della Vittoria, che nel loro complesso permettono di attraversare tutto il promontorio percorrendo i due chilometri che separano le banchine del porto dal belvedere marino della pineta del Passetto.
Il luogo dove sorge Ancona rientra nella zona a sismicità medio-alta, è classificata di livello 2 dalla Protezione Civile. La scossa maggiore verificatasi a partire dal secondo dopoguerra è quella del 14 giugno 1972, che raggiunse il X grado della scala Mercalli ed ebbe epicentro nel mare di fronte alla città.

#### Particolarità geografiche
La particolare forma del promontorio dà origine a due fenomeni naturali che sono sempre stati considerati caratteristiche distintive di Ancona: il sole che sorge e tramonta sul mare e la visibilità, in condizioni di tempo sereno, delle cime delle montagne dalmate.
La possibilità di vedere sia l'alba, sia il tramonto sul mare è dovuta al fatto che il promontorio cittadino è bagnato dall'Adriatico sia ad est che a ovest. Ciò è considerato particolare perché, mentre osservare il sole sorgere sul mare è tipico di tutta la costa adriatica occidentale, non è così per il tramonto.
Il fenomeno è visibile nella sua completezza per circa un mese, a cavallo del solstizio d'estate, quando il sole cala direttamente nell'orizzonte marino; negli altri periodi il sole tramonta dietro ad una sottile striscia di terra.
Occasionalmente, nelle giornate molto serene, da alcuni punti della sommità delle varie colline cittadine, è possibile osservare ad occhio nudo le vette più alte delle Alpi Dinariche, al di là dell'Adriatico.

### Clima

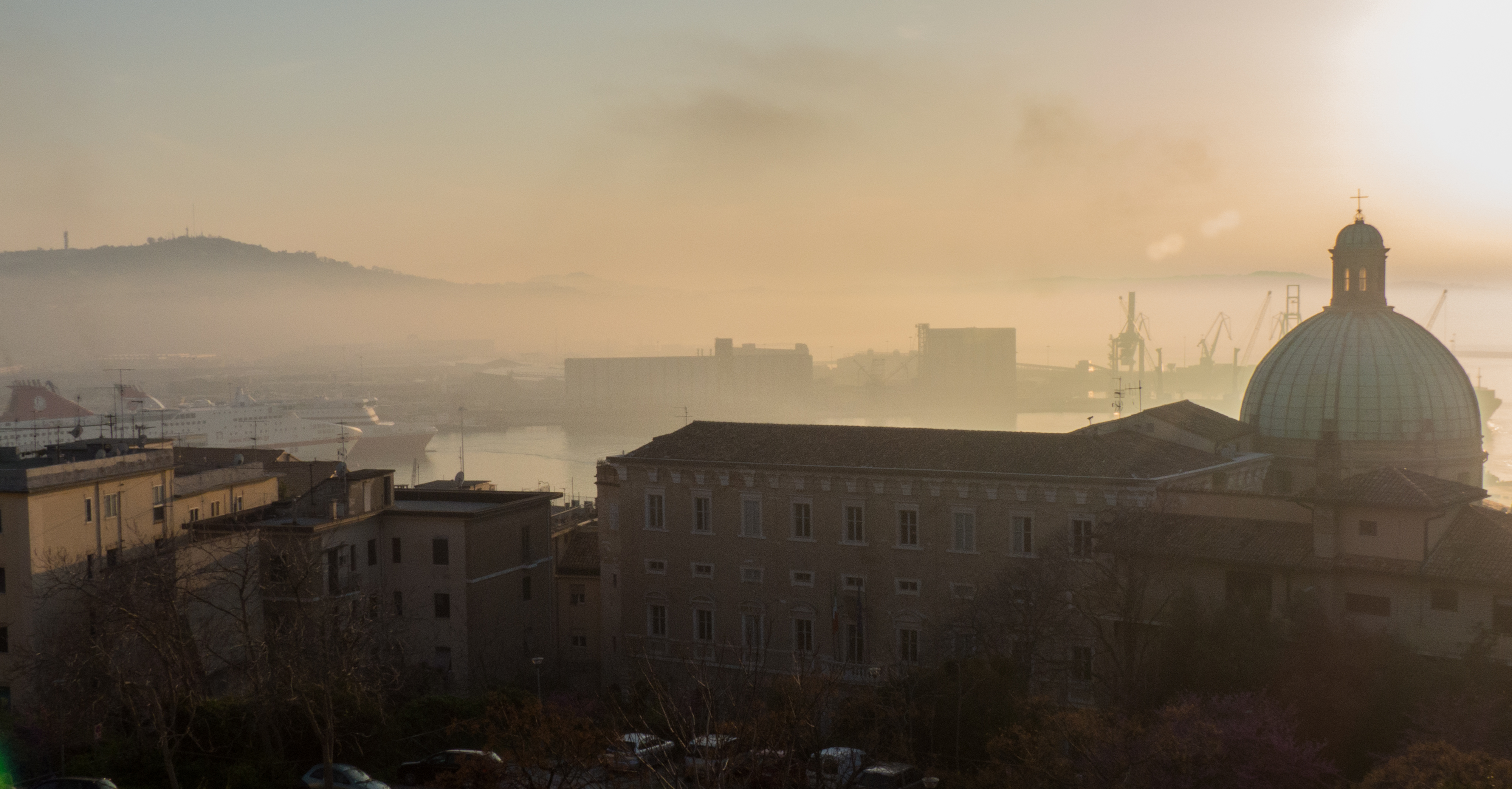
Nebbia in dissolvimento

In base alla classificazione dei climi di Köppen-Geiger, Ancona appartiene alla zona climatica Csa (clima mediterraneo).
Gli inverni sono moderatamente freddi e piovosi: le temperature diurne raggiungono in media 9,3 °C e la minima notturna è di 4 °C; nevicate sono possibili in caso di irruzioni gelide che investono l'Italia dai quadranti settentrionali o orientali; il mese più freddo è gennaio, con una media di 6 °C. In primavera la temperatura media diurna è di 16,3 °C e la minima notturna di 10,7 °C. Le estati sono calde e umide, con temperatura media diurna di 26 °C e minima notturna di 19,3 °C. In autunno la media diurna è di 18,7 °C e la minima notturna di 14 °C. I mesi più piovosi sono ottobre (98 mm) e gennaio (66 mm).
Il soleggiamento è buono, con 2.135 ore di sole all'anno. La massima temperatura del mare si ha in agosto (23,5 °C) e la minima in febbraio (10 °C).
I venti caratteristici sono la Bora da N/E, che spira a volte con violenza e che è in grado di causare intense mareggiate, lo Scirocco, da S/E, umido e spesso piovoso (afoso d'estate) e il Garbino, da O–S/O, vento di caduta dall'Appennino che spira con maggiore frequenza in autunno e in primavera.
Le stazioni meteorologiche sono due: quella di Falconara e quella di Monte Pulito.

## Origini del nome

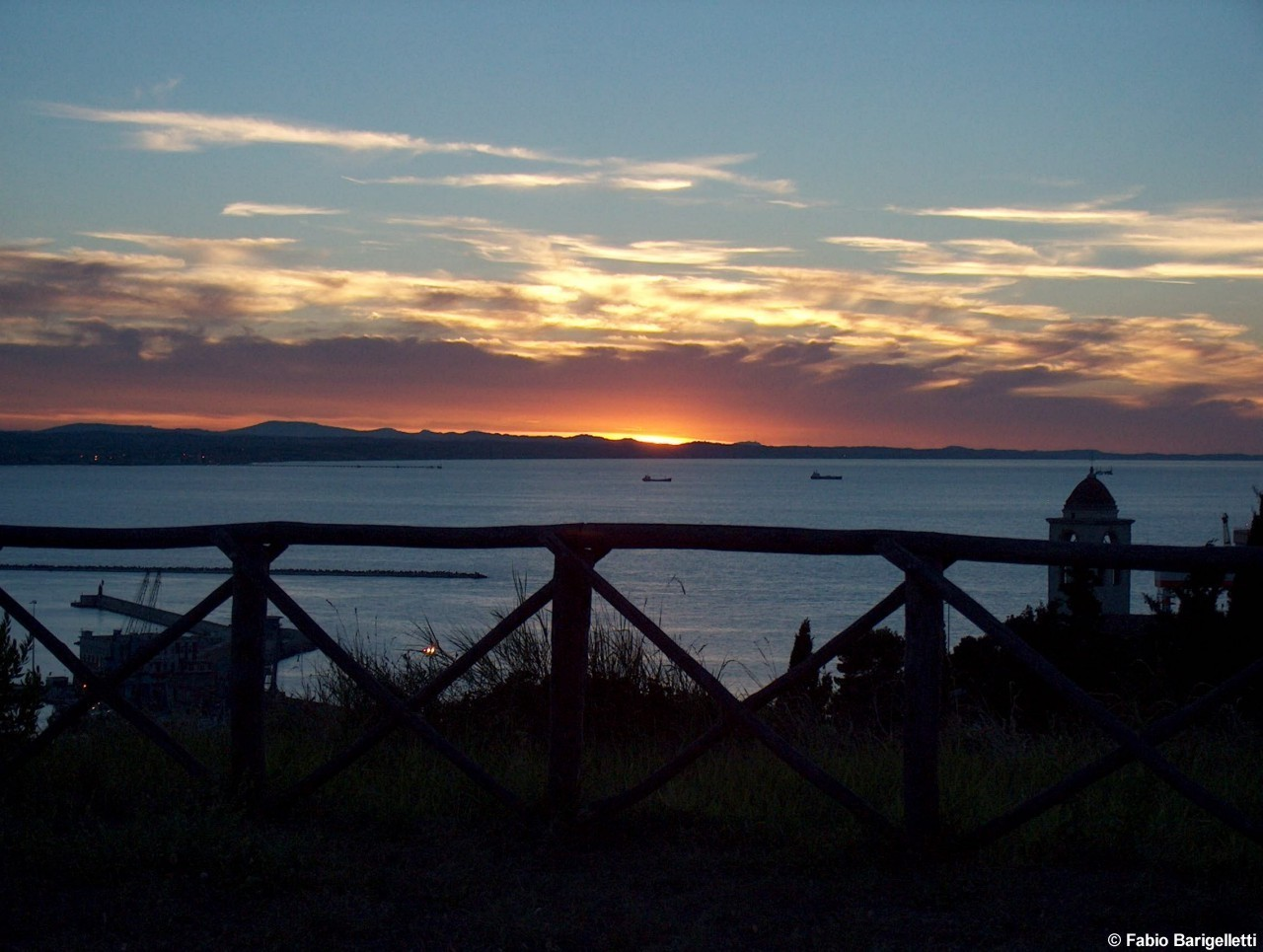
Il golfo di Ancona visto dal faro vecchio

I greci di Siracusa, che fondarono la città nel 387 a.C., notarono la forma particolare del promontorio, simile ad un triangolo o ad un gomito piegato, e per questo motivo chiamarono la nuova città Ἀγκών, Ankón, che in greco significa «gomito»
Toponimi derivati
Come è avvenuto per altre città italiane anche il nome di Ancona è stato usato per denominare città di nuova fondazione nei vari continenti. Così abbiamo un'Ancona nordamericana negli Stati Uniti (nello Stato dell'Illinois), una sudamericana in Bolivia (nel dipartimento di Potosí) ed un'Ancona oceaniana in Australia (nello Stato di Victoria).
La città di Ancona è chiamata Ancône in francese, Ankona in polacco, lituano, lettone, albanese, azero e in turco, Jakin in croato antico, Ἀγκών (Ankón) in greco antico e Ανκόνα (Ankona) in greco moderno; in latino è detta Ancon o Ancona. Nelle lingue che usano l'alfabeto cirillico diventa invece Анкона (Ankona).
Quattro località croate derivano il loro nome dal nome di Ancona in croato antico, Jakin. Esse sono: la baia di Jakišnica nell'isola di Pago, la baia di Jakinska e il promontorio di Jakisnica nell'isola di Melada e infine la località di Jakin nell'isola di Brazza; in passato erano infatti molto frequentate da navigatori anconetani. In un noto canto popolare bosniaco si parla inoltre di un giovane jakinlija e di ragazze jakinke.

## Storia

### Preistoria e Protostoria
Il promontorio di Ancona era già abitato nell'Età del bronzo. I suoi abitanti entrarono presto in contatto con i navigatori micenei, che frequentavano il porto naturale sottostante.
Nel periodo finale dell'Età del Bronzo, sul colle dei Cappuccini esisteva un villaggio di cultura protovillanoviana, che poi continuò a svilupparsi sino all'Età del Ferro, diventando un villaggio piceno. Il suo porto era frequentato dai navigatori greci, fatto che lo rendeva un vero e proprio emporio marittimo greco-piceno. Il centro era costituito da magazzini, strutture portuali e da una serie di edifici abitati da greci che conservavano le proprie tradizioni e, pur non avendo la sovranità del territorio, vivevano in piena autonomia. Gli abitanti autoctoni, dal canto loro, facevano da tramite tra i greci e i mercati dell'entroterra, dove infatti si ritrovano manufatti greci.

### Età antica

#### Periodo greco
La definitiva grecizzazione risale al IV secolo a.C. Fu nel 387 a.C., infatti, che un gruppo di greci provenienti da Siracusa, esuli dalla tirannide di Dionisio I, sbarcarono ad Ancona e vi fondarono una propria colonia. La fondazione di Ancona rientrava nel piano di Dionisio I di espandere l'influenza siracusana nell'Adriatico, e fu accompagnata dalla nascita di altre colonie greche nella sponda orientale di questo mare.
Secondo la maggior parte degli storici, la colonia greca sorse sulle pendici del colle ora chiamato Guasco; sulla sommità del colle sorse l'acropoli, con il tempio di Afrodite. Dato che i siracusani fondatori della città erano greci di stirpe dorica, Ancona è fin dall'epoca antica chiamata «la città dorica». Una delle più importanti caratteristiche di questa polis è il suo persistente attaccamento al carattere greco e la sua resistenza culturale alla romanizzazione.

#### Periodo romano
All'arrivo dei Romani nel Piceno, Ancona attraversò un periodo di transizione tra la civiltà greca e quella romana. Le tappe principali della romanizzazione sono due: il 133 a.C., quando ci fu la deduzione di una colonia romana nell'agro anconitano in seguito alla Lex Sempronia Agraria, e il 90 a.C. quando fu istituito il municipio romano in seguito alla Guerra Sociale. Da quell'anno Ancona può dirsi città romana, pur rimanendo per alcuni decenni un'isola linguistica e culturale greca. In età imperiale svolse per Roma la funzione di collegamento marittimo con l'Oriente e per questo l'imperatore Traiano ne ampliò il porto.

### Medioevo
Alla caduta dell'Impero romano d'Occidente, Ancona seguì la sorte del resto d'Italia. Dopo la guerra gotica entrò tra i possessi dell'Impero bizantino, costituendo insieme a quattro altre città la Pentapoli marittima. Nel 774 la città passò allo Stato Pontificio. Con l'istituzione del Sacro Romano Impero la città fu posta a capo della Marca di Ancona, che dopo aver assorbito le marche di Camerino e di Fermo, comprese quasi tutta l'odierna regione Marche.
Uno dei periodi più fiorenti di Ancona iniziò nell'XI secolo, quando iniziò a reggersi come libero comune e repubblica marinara, la Repubblica di Ancona. Per difendere la propria indipendenza si scontrò sia con il Sacro Romano Impero, che tentò ripetutamente di ristabilire il suo effettivo potere, sia con Venezia, che non accettava nell'Adriatico altre città marinare. Nell'assedio del 1173 da parte delle truppe imperiali, si distinsero le gesta di Stamira, l'eroina anconitana per eccellenza, e del sacerdote Giovanni di Chio. Tale assedio si concluse in favore dei difensori anconetani: una spedizione riuscì ad avvisare gli alleati, che arrivarono in aiuto della città ormai allo stremo, costringendo l'esercito imperiale a ritirarsi.
Figura di spicco del periodo della repubblica di Ancona fu Ciriaco Pizzecolli (detto Ciriaco d'Ancona), umanista, archeologo e navigatore, che viaggiò per tutto il Mediterraneo alla ricerca di testimonianze storiche, nel tentativo di salvarle dall'oblio e dalla distruzione; per questa sua attività era chiamato dai suoi stessi contemporanei pater antiquitatis ed è oggi considerato il fondatore in senso generale dell'Archeologia.

### Età moderna

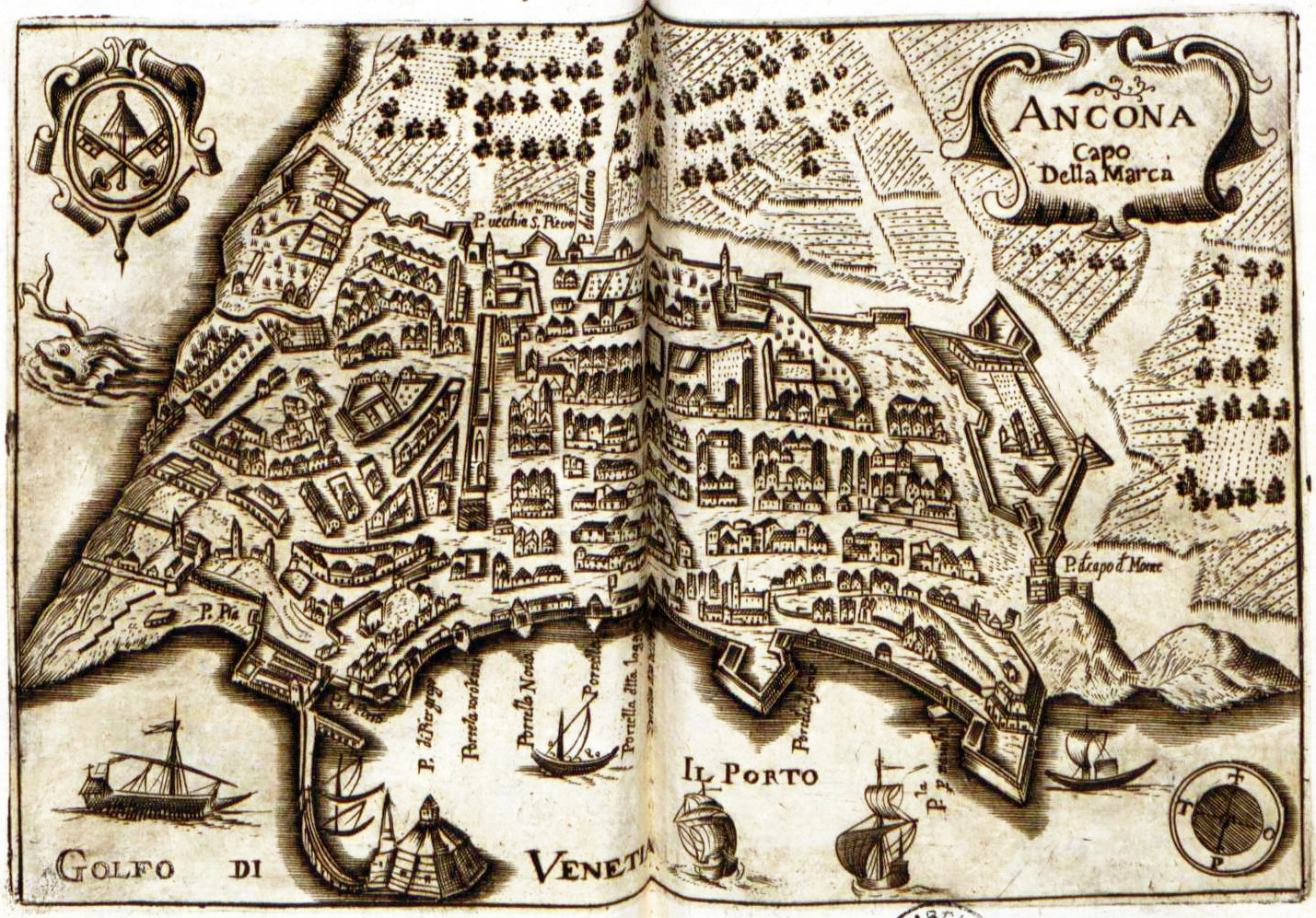
Ancona nell'Itinerario di Franz Schott, 1649

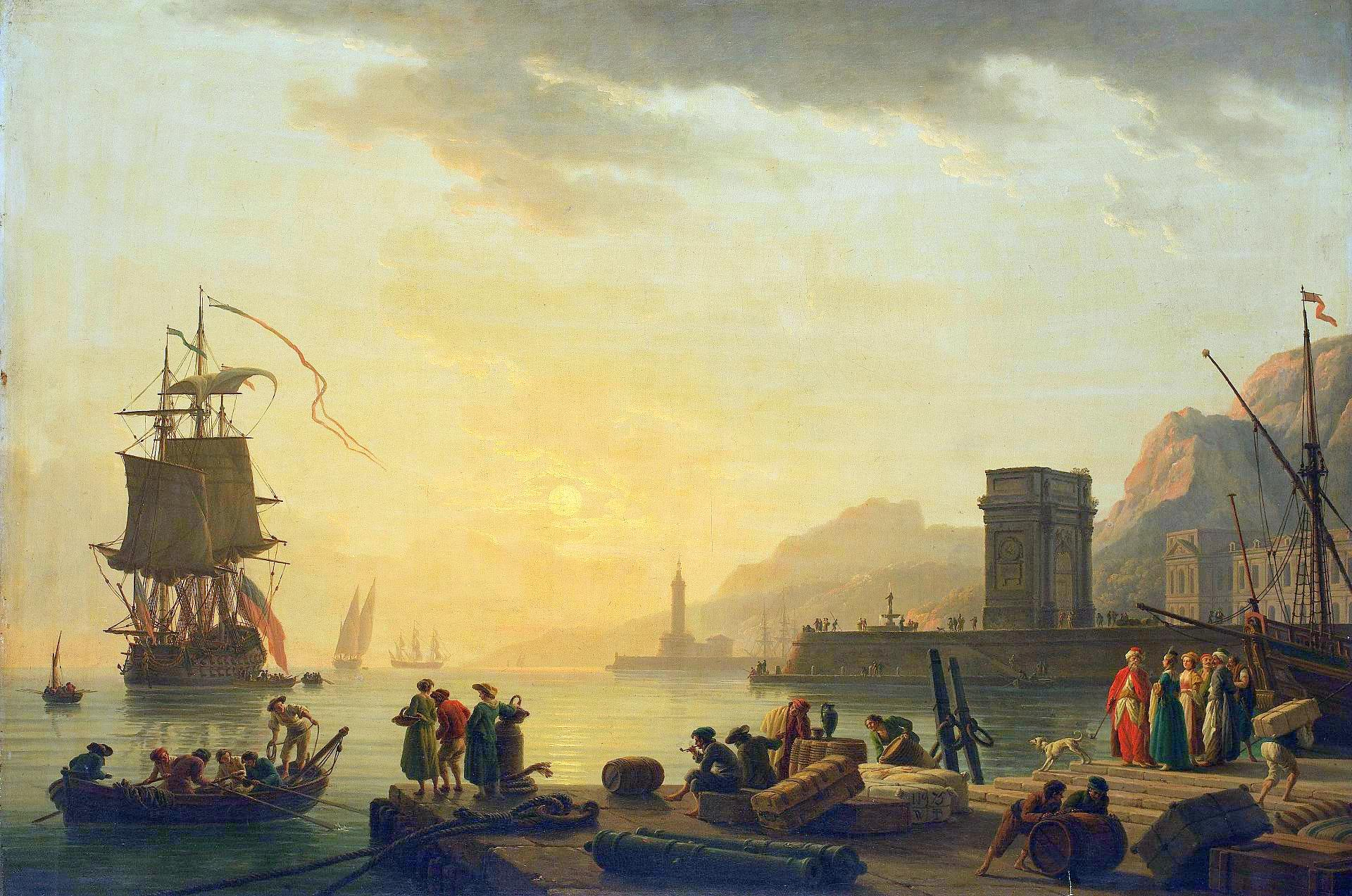
Il porto di Ancona, Claude-Joseph Vernet, 1775-80, Museo dell'Hermitage.

In seguito alla caduta di Costantinopoli e alla scoperta dell'America, per tutte le città marinare italiane, compresa Ancona, iniziò un periodo di recessione che raggiunse il suo apice nel XVII secolo.
Tuttavia, agli inizi del 1500, Ancona era ancora florida. Ciò destò la cupidigia del papa Clemente VII, il quale, ansioso di reintegrare le casse vaticane, vuote dopo il Sacco di Roma del 1527, decise di impossessarsi della città, con un abile piano. Il primo passo fu la costruzione della Cittadella, offerta dal papa alla città con il pretesto di fornirle difesa da un imminente attacco da parte dei turchi, ma in realtà realizzata per mantenere Ancona strettamente sotto il dominio papale: i cannoni della nuova fortezza erano puntati sulla città e sulle sue principali vie di accesso. Grazie a questo stratagemma, con un colpo di Stato, il 19 settembre 1532 papa Clemente VII vincolò Ancona alla Santa Sede e cedette il governo della città al cardinale Benedetto Accolti in cambio di un'ingente somma di rendita annua, nominandolo legato pontificio della Marca di Ancona; il governo dell'Accolti fu segnato da violenze e persecuzioni.
Alla morte di Clemente VII, il nuovo papa Paolo III Farnese ordinò l'imprigionamento del cardinal Accolti, il riconoscimento dell'innocenza dei cinque nobili anconetani da lui giustiziati sommariamente ed il ritorno in città degli esiliati; ripristinò inoltre una qualche autonomia del Senato anconetano. Nonostante ciò, la realtà fu che la città non fu più libera di autodeterminarsi, rimanendo sotto lo stretto controllo dei legati pontifici.
La perdita della libertà condusse a partire dalla seconda metà del Cinquecento ad una lenta decadenza, che durò oltre un secolo e che si interruppe solo nel 1732, quando papa Clemente XII concedette il porto franco, ovvero dell'esenzione delle imposte doganali. Oltre a dare alla città questo nuovo status, Clemente XII incaricò l'architetto Luigi Vanvitelli di restaurare ed ampliare il porto. Grazie a queste misure, la città visse un nuovo momento di benessere, legato alla ripresa della grande navigazione.

### Età contemporanea

#### Il periodo napoleonico
Nel 1797 Napoleone occupò la città e dopo poco venne proclamata la Repubblica Anconitana, che nel 1798 venne annessa alla Repubblica Romana. Dopo alterne vicende ed assedi che la videro passare in mano francese ed austriaca, fu annessa nel 1808 al Regno Italico napoleonico, all'interno del Dipartimento del Metauro. 
Nel 1815 fu assediata dalle forze anglo-austriache e, con la Restaurazione, nello stesso anno, tornò a far parte dello Stato Pontificio.

#### Il Risorgimento
Durante la Prima guerra di indipendenza, nel 1849, Ancona si dichiarò libera dal dominio papale e aderì alla Repubblica Romana. Il papa allora chiamò gli austriaci per riprendere il possesso delle sue terre. Compagna di Venezia e di Roma, la città di Ancona per settimane resistette eroicamente all'assedio austriaco, grazie anche ai volontari provenienti da varie regioni d'Italia. Si distinse nella lotta l'anconetano Antonio Elia, che fu uno dei più strenui difensori della città e che, dopo la resa dei patrioti e l'occupazione austriaca, venne arrestato con false accuse e fucilato.
Per l'eroismo e l'attaccamento agli ideali di libertà e di indipendenza dimostrati nel 1849 Ancona venne insignita della medaglia d'oro come "benemerita del Risorgimento nazionale".

#### L'adesione al Regno d'Italia

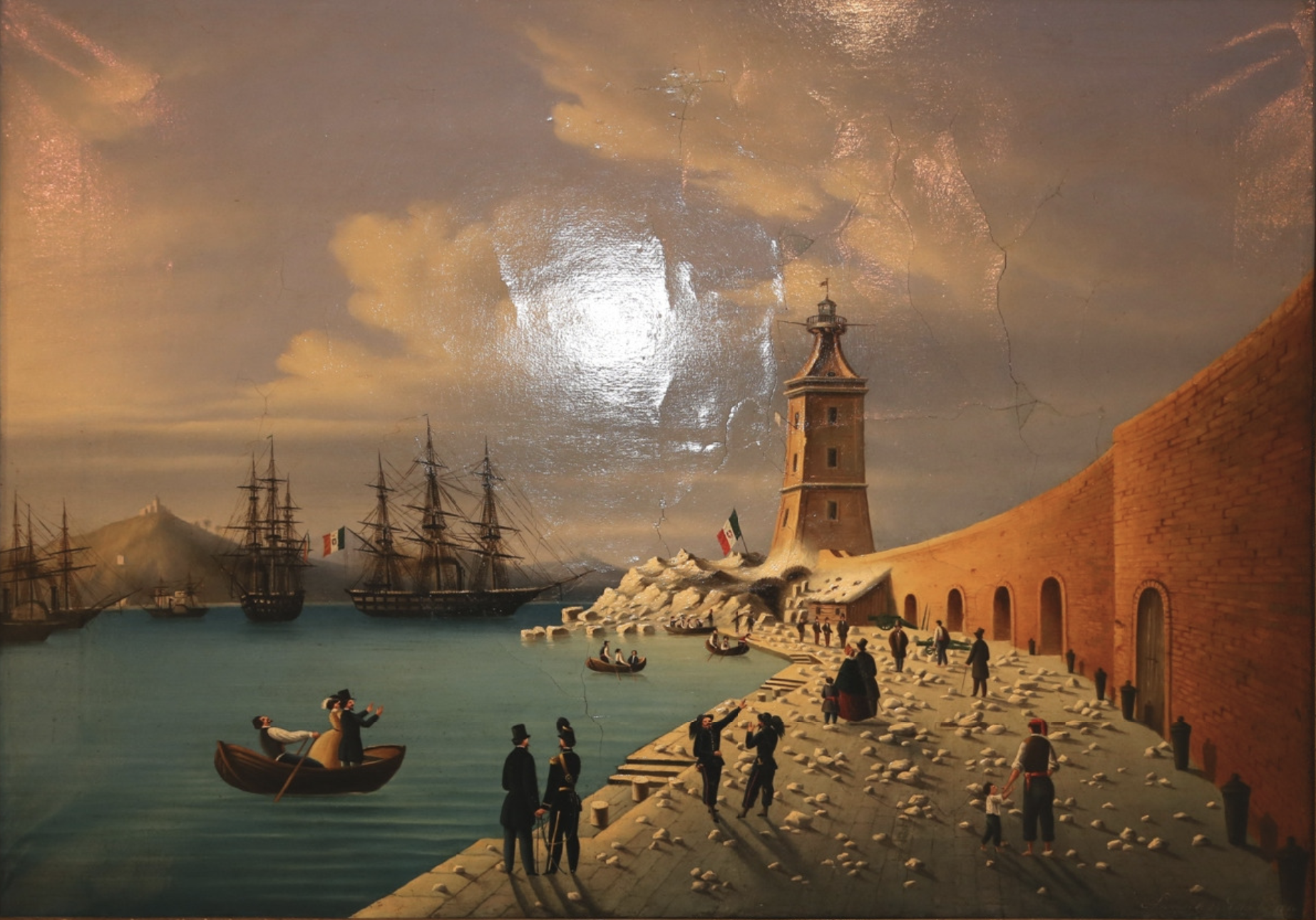
Il porto di Ancona dopo l'assedio del 1860 che permise l'unione al Regno d'Italia

Nel 1860, dopo la sconfitta di Castelfidardo, le truppe pontificie si rifugiarono ad Ancona per tentare l'ultima difesa dei domini papali.
Seguì un difficile assedio da parte delle truppe sarde.
Il 29 settembre le truppe dei generali Enrico Cialdini e Manfredo Fanti entrarono vittoriose ad Ancona, seguite dopo pochi giorni dal re Vittorio Emanuele II. Il 4 novembre dello stesso anno un plebiscito ufficializzò l'ingresso di Ancona, Marche ed Umbria nel Regno di Sardegna, poi Regno d'Italia.
Nel decennio tra il 1860 e il 1870, a causa della situazione geopolitica nazionale, Ancona rivestì un ruolo militare di primo ordine e fu dichiarata piazzaforte di prima classe insieme a sole altre quattro città italiane.
Il nuovo ruolo fu alla base di un notevole sviluppo urbano e dell'introduzione di tutti i servizi pubblici che il progresso metteva a disposizione in quegli anni.

#### Dal Novecento ai giorni nostri

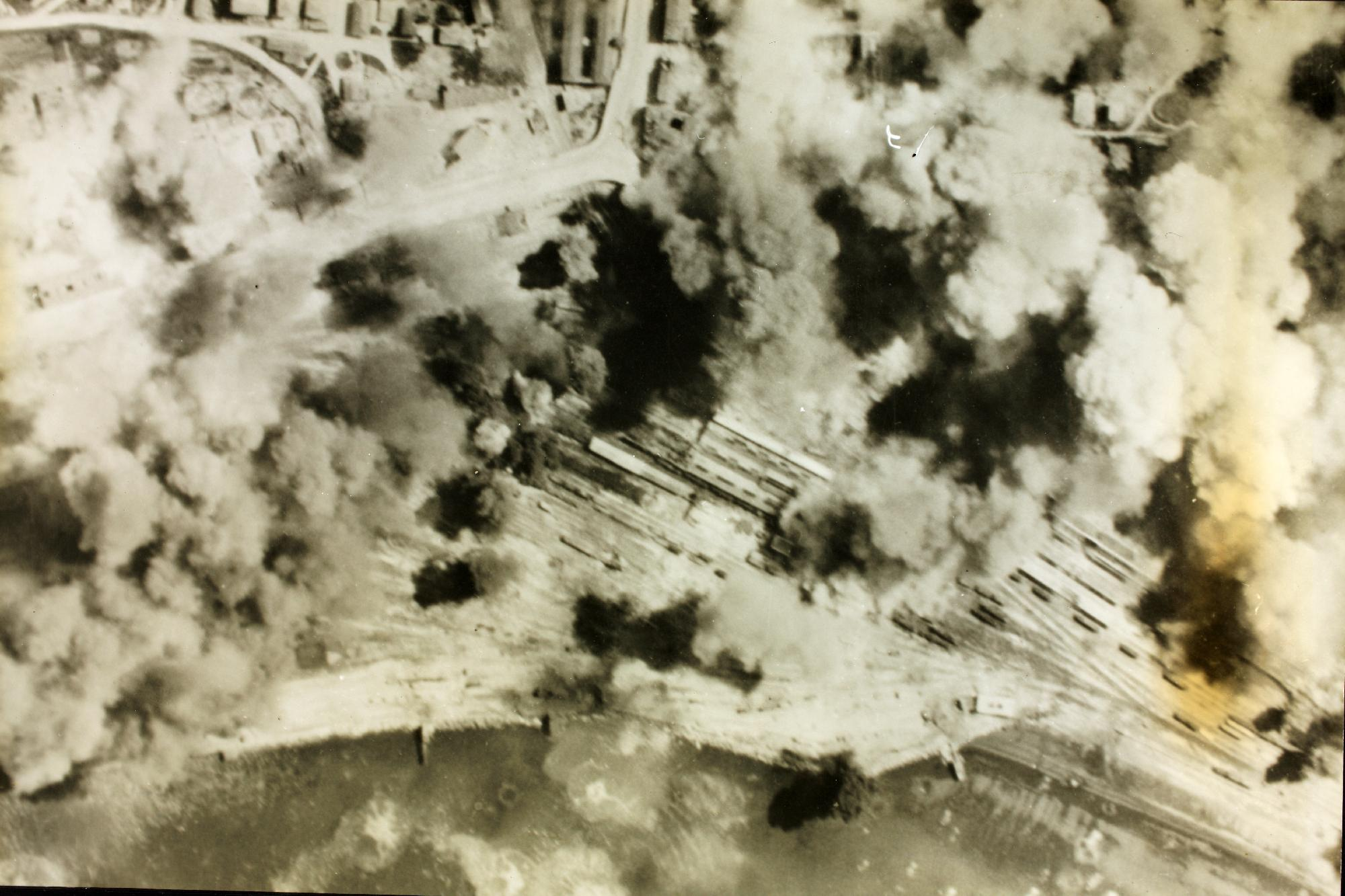
Il bombardamento di Ancona.

A cavallo della prima guerra mondiale, due momenti diversi videro la città sulla ribalta nazionale: nel 1914 per la Settimana rossa e nel 1920 per la Rivolta dei Bersaglieri, episodio culminante del Biennio rosso. Nel periodo della prima guerra mondiale si ricordano il precoce bombardamento navale di Ancona e l'Impresa di Premuda.

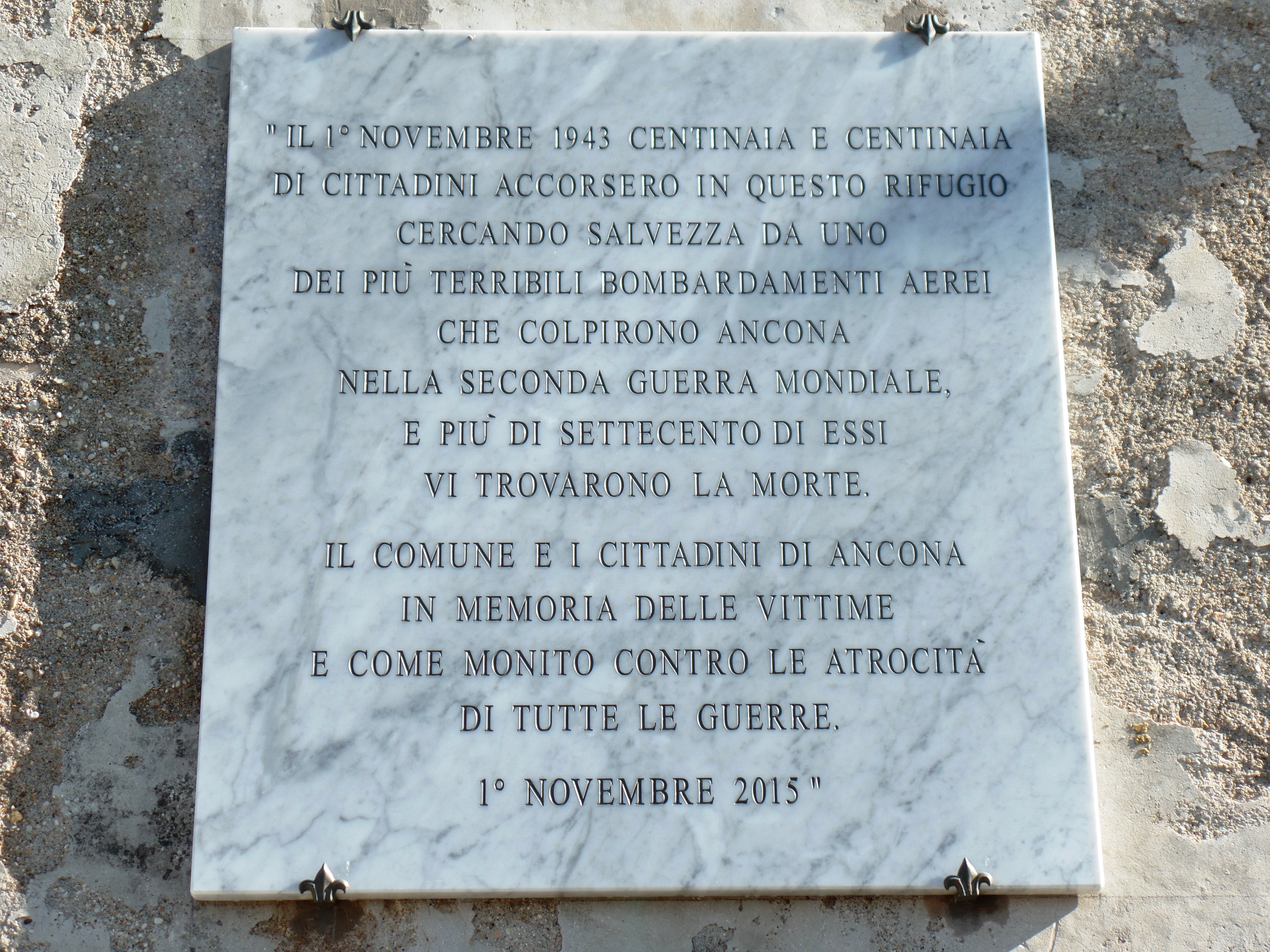
Targa a ricordo delle oltre 700 vittime perite nel rifugio durante i bombardamenti alleati

Durante il ventennio fascista, la città di Ancona ebbe un notevole sviluppo urbanistico, con l'urbanizzazione lungo il viale della Vittoria e la costruzione del rione Adriatico.

Negli ultimi anni della seconda guerra mondiale, a causa della sua importanza strategica, Ancona subì numerosissimi bombardamenti da parte delle forze alleate, che dovevano preparare il passaggio del fronte. In particolare, quello del 1º novembre 1943 fu uno dei più tragici; in pochi minuti migliaia di persone persero la vita, di cui settecento all'interno di un solo rifugio antiaereo, e un intero rione della città storica (il rione Porto) venne quasi cancellato.

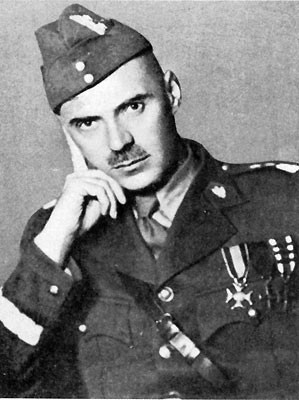
Il gen. Władysław Anders, comandante del II Corpo d'Armata polacco

In seguito alla Battaglia di Ancona, il 18 luglio 1944 il generale Władysław Anders liberò la città dai nazisti, a capo del II Corpo polacco e assieme alle formazioni partigiane ed ai militari italiani del C.I.L..
In riconoscimento del comportamento solidale della popolazione durante l'occupazione tedesca e i bombardamenti alleati, Ancona fu insignita della medaglia d'oro al valor civile.
Nel secondo dopoguerra Ancona si riprese velocemente dalle pur gravi ferite della guerra; tra l'altro, il 1959 vide la fondazione dell'Università. Si sono abbattute poi sulla città tre gravi calamità naturali: un'alluvione nel 1959, un terremoto nel 1972 e una frana nei rioni Posatora e Palombella nel 1982. Anche in queste disastrose occasioni la ripresa della città fu rapida.
Da segnalare negli ultimi decenni sono: la riapertura del Teatro delle Muse (2002), l'inaugurazione del grande Parco del Cardeto (2005) e la notevole intensificazione dei traffici del porto nelle comunicazioni con l'Europa balcanica e la Grecia. Nel 2008 il governo ha scelto Ancona come sede del Segretariato permanente dell'Iniziativa Adriatico Ionica, nella storica Cittadella cinquecentesca.
Nel 2013 Ancona ha celebrato i 2400 anni dalla fondazione, contati a partire dalla data della fondazione della colonia greca.

### Simboli

Il gonfalone

Lo stemma e il gonfalone sono stati riconosciuti con decreto del Capo del Governo del 18 novembre 1934.
Dallo Statuto comunale si ricavano le descrizioni dello stemma, del bollo e del gonfalone.
Stemma
Il Capo d'Angiò è d'azzurro, al lambello di rosso di quattro pendenti con tre gigli d'oro sottostanti allineati.
Lo scudo è sormontato da corona murale dalle cinque torri ed è affiancato da due ramoscelli (d'ulivo e di quercia rispettivamente a destra e a sinistra di chi guarda) che si incrociano in basso, con nastro sovrapposto recante la scritta:
"ANCON DORICA CIVITAS FIDEI".»
Sigillo
"ANCON DORICA CIVITAS FIDEI" orientata in senso orario e preceduta in alto da una croce scorciata espansa fra due stelle.»
Gonfalone
Gli ornamenti esterni, dorati, sono costituiti da due cordoni laterali per parte, di differente lunghezza, con nappe terminali che si annodano prima all'asta trasversale pomellata e quindi a quella verticale, al cui incontro è un nastro azzurro con frange dorate, decorato agli estremi con il guerriero dorato come allo stemma.
L'asta è sormontata dal guerriero d'oro armato di spada sul cavallo corrente.»

La bandiera del libero comune di Ancona, usata come base del gonfalone

## Monumenti e luoghi d'interesse
I monumenti più importanti della città sorgono nei luoghi più significativi nel suo promontorio: il Duomo, al suo vertice, l'Arco di Traiano e il Lazzaretto nel porto, la Cittadella sulle sommità di una collina a picco sul mare e il Monumento ai Caduti nel luogo in cui la vallata centrale della città sbocca sulla costa alta.
Le testimonianze storiche più importanti sono legate ai due periodi di massimo splendore della città e del suo porto: l'epoca del repubblica marinara e quella del porto franco settecentesco.

### Architetture religiose

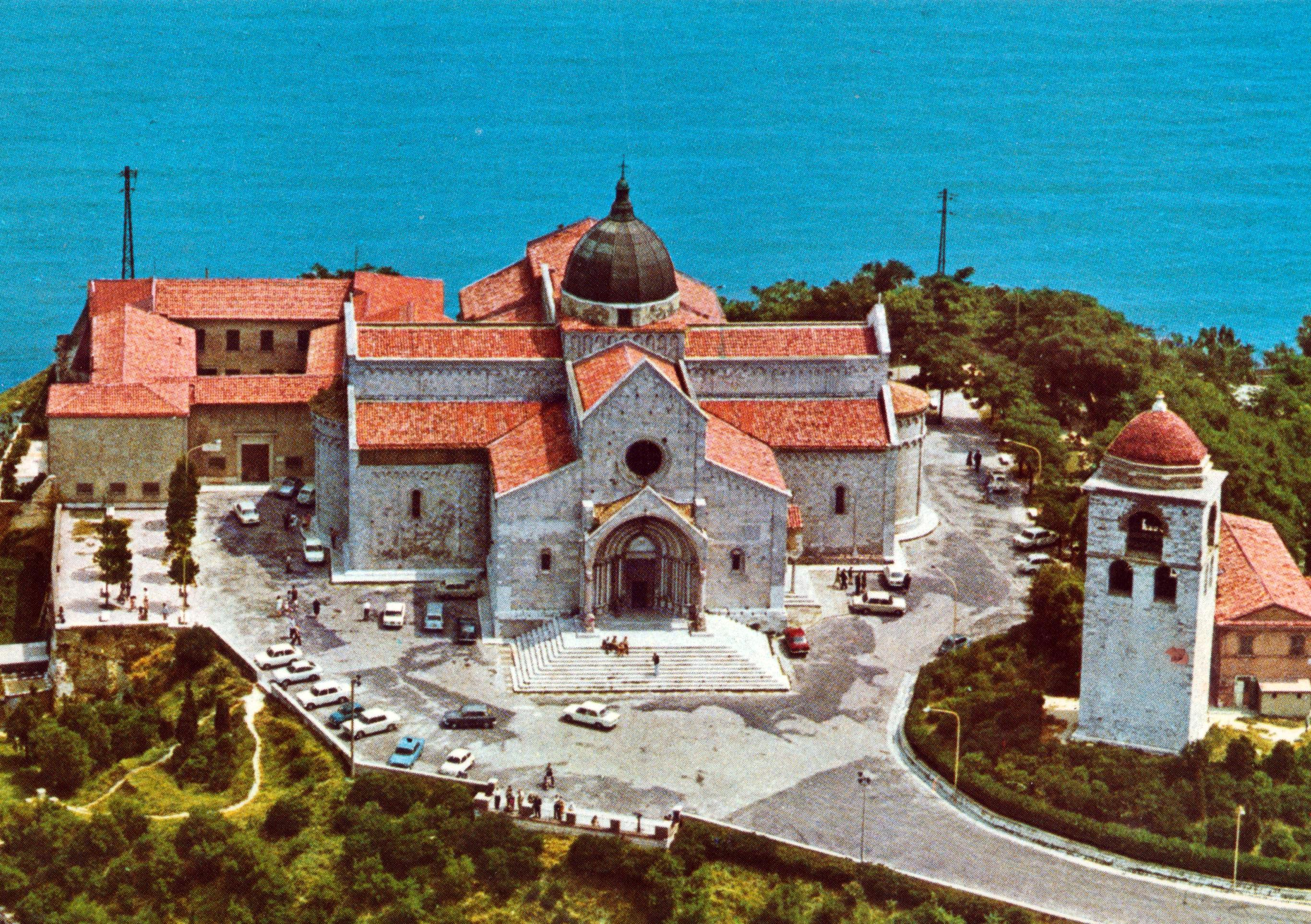
Il duomo

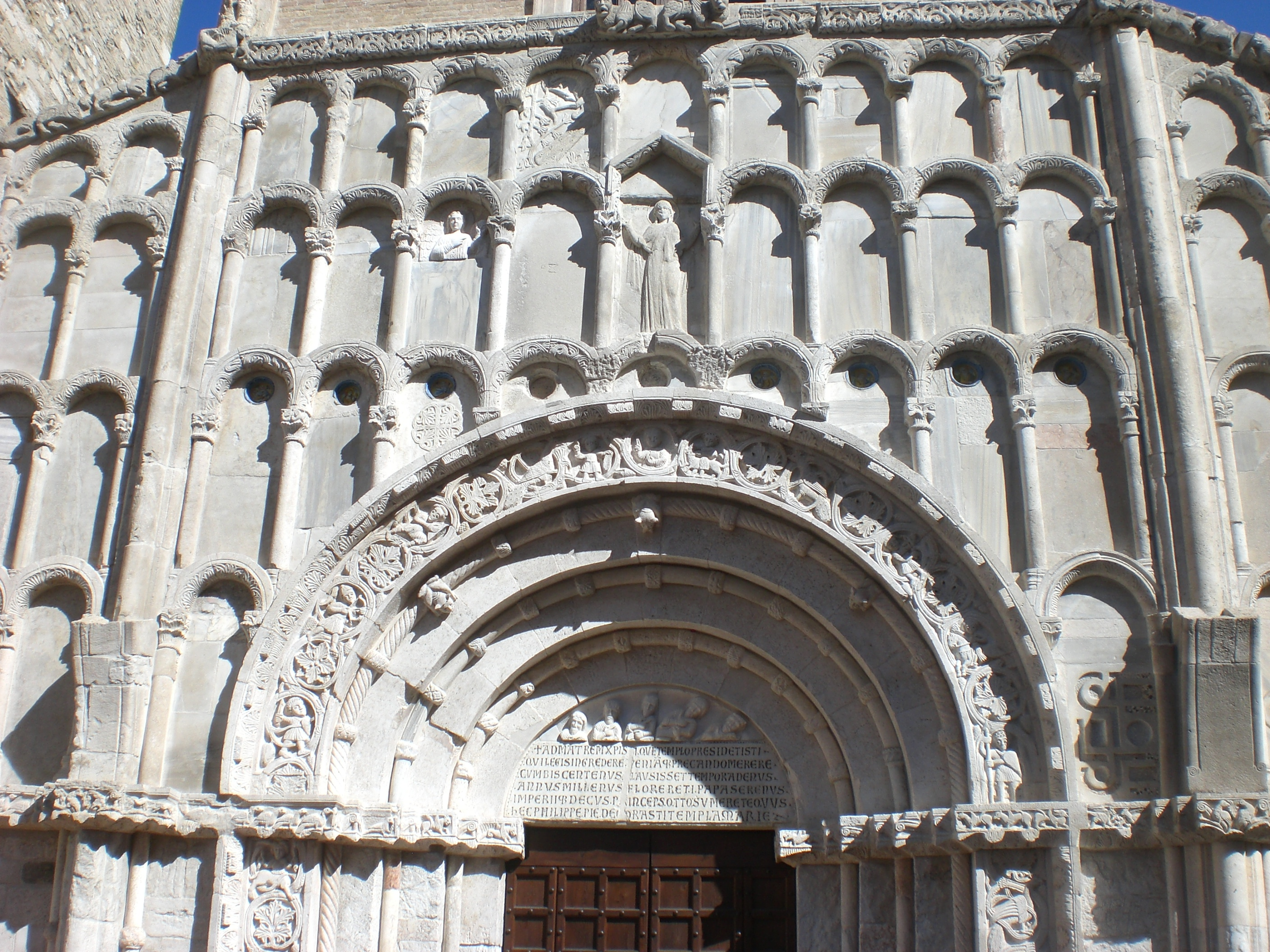
Particolare della facciata di Santa Maria della Piazza

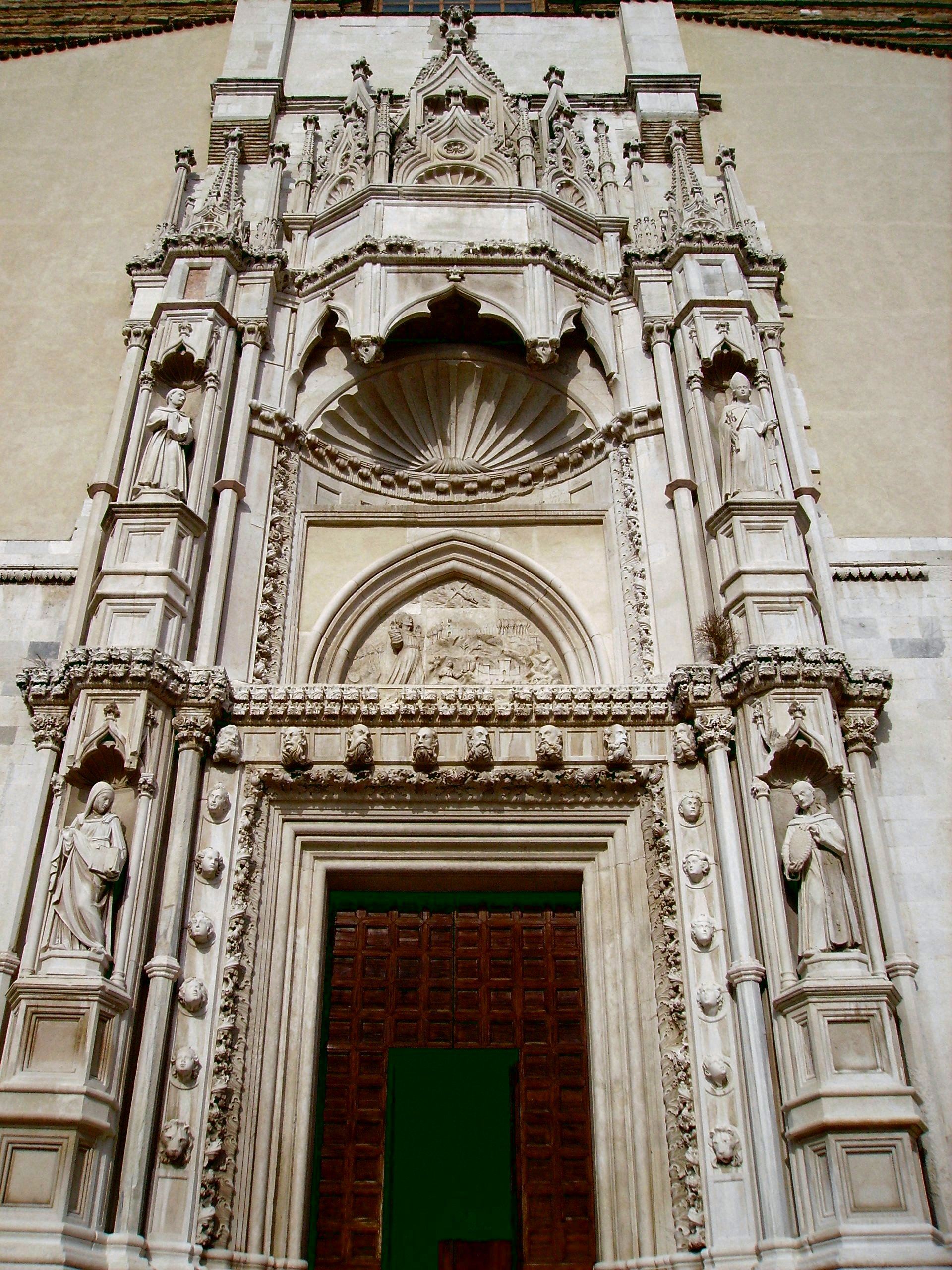
Il portale della Chiesa di San Francesco alle Scale, di Giorgio da Sebenico

Il Duomo di San Ciriaco è uno dei simboli della città, sia perché con i suoi più di ventiquattro secoli ne riassume la storia, sia perché con la sua posizione, sulla sommità del colle Guasco e sulla punta più estrema del promontorio, domina il porto, il golfo e caratterizza i panorami della città: è visibile persino da alcuni quartieri periferici. È una fusione di arte romanica e bizantina, quest'ultima presente nella pianta a croce greca e nelle sculture. I due leoni stilofori del portale sono essi stessi uno dei simboli cittadini.
Per il Medioevo, oltre al Duomo, sono notevoli altre due chiese. La prima è Santa Maria della Piazza, che ha una facciata ad archetti di ispirazione bizantina e un portale ricco di figure simboliche; dal suo interno si accede ai resti della sottostante basilica paleocristiana. La seconda è la chiesa monastica di Santa Maria di Portonovo; è situata nei dintorni della città, tra il bosco e la spiaggia di Portonovo e sotto le rupi di Monte Conero. Ha una singolare pianta, fusione tra una basilica a cinque navate e una croce greca.
Nel Quattrocento, lo scultore e architetto dalmata Giorgio da Sebenico ha lasciato in città tre notevoli esempi di Rinascimento adriatico: i portali della chiesa di San Francesco alle Scale e dell'ex chiesa di Sant'Agostino e la facciata di un edificio civile: la Loggia dei Mercanti. Lo stesso artista è autore anche di Palazzo Benincasa, palazzo nobiliare gotico.
Arrivando al Settecento, si ricordano: la chiesa del Santissimo Sacramento, con interno barocco ricco di sculture e originale campanile spiraliforme, la Chiesa del Gesù, di Luigi Vanvitelli, con la cui facciata concava l'architetto completò il suo programma di ridisegno della città, la Chiesa di San Domenico, di Carlo Marchionni, che domina scenograficamente Piazza del Papa, e la chiesa degli Scalzi, notevole per cupola ricoperta di rame che svetta nel panorama della città visto dal porto.
Le due antiche sinagoghe di Ancona, quella levantina e quella italiana, sono alloggiate in un unico edificio, nel cuore dell'antico ghetto; suggestivo è inoltre l'antico e ampio cimitero israelitico, il Campo degli Ebrei, panoramicamente situato nei pressi dell'orlo della falesia.
Si segnala inoltre la presenza, in periferia, della piccola chiesa cinquecentesca di Santa Maria Liberatrice e della neogotica chiesa dei Cappuccini, con dipinti di fra Paolo Mussini.

### Architetture civili e militari

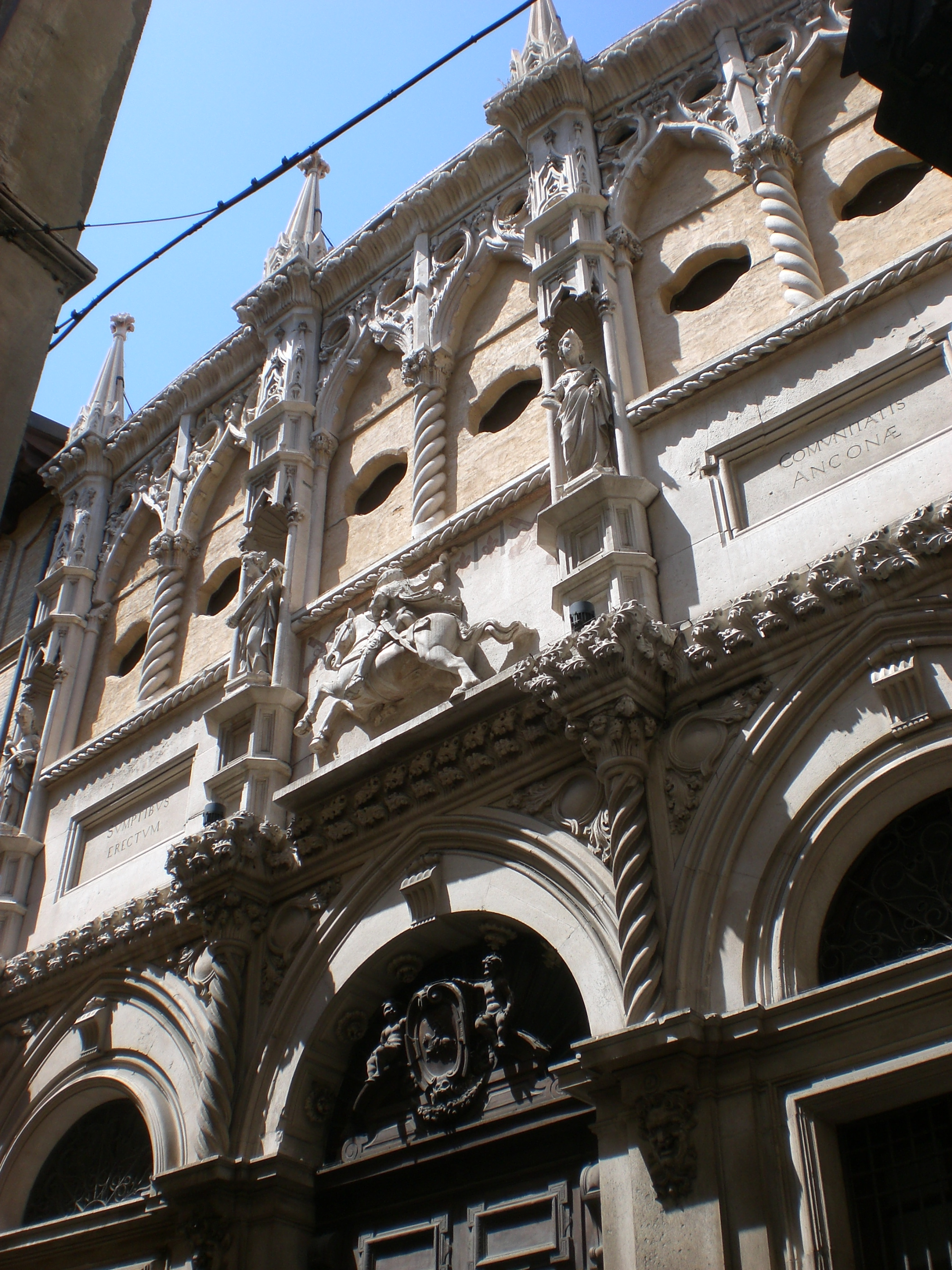
La Loggia dei Mercanti, con la facciata di Giorgio da Sebenico

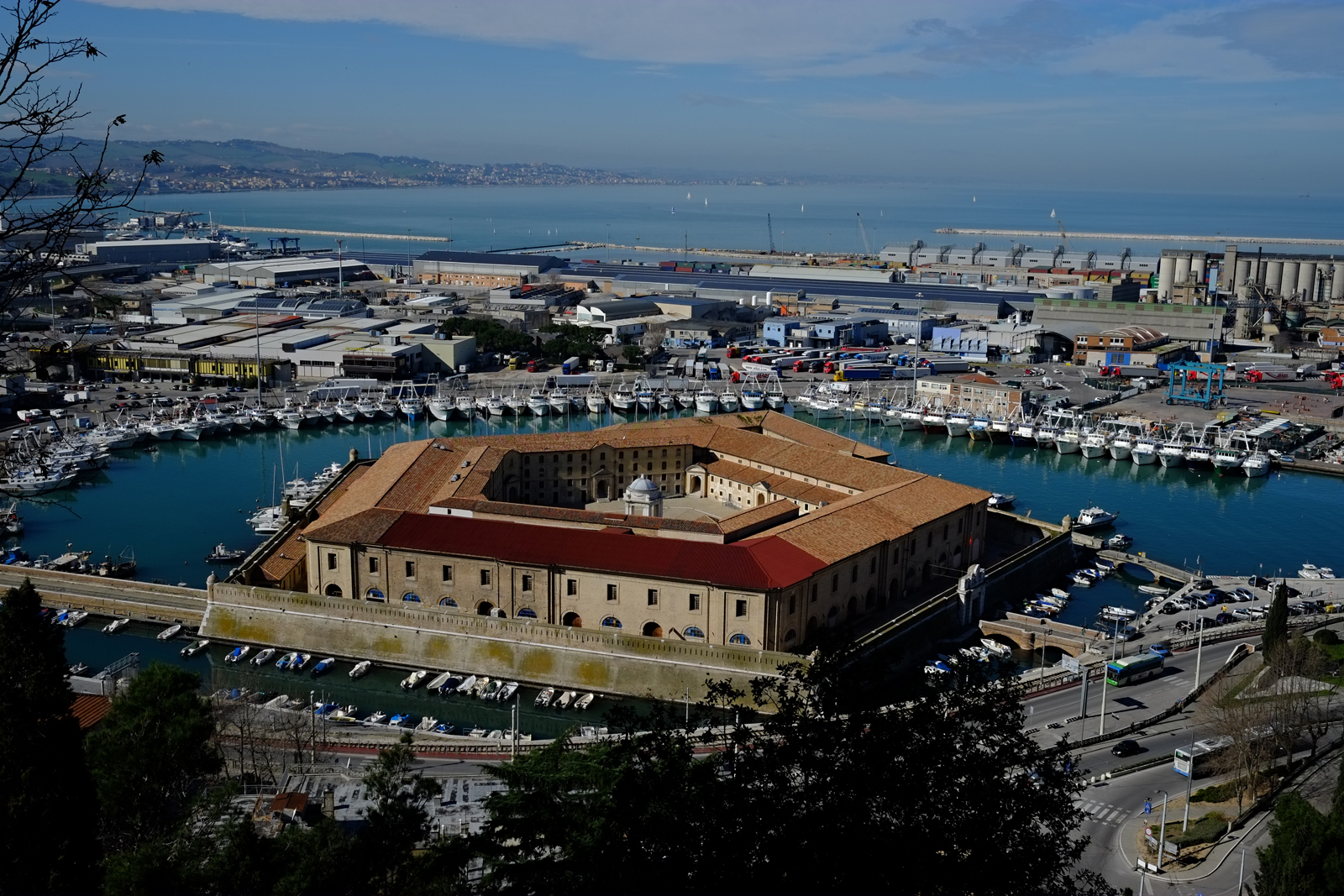
Il Lazzaretto e il Mandracchio

Testimonianza eccezionale dell'Età Antica è l'Arco di Traiano, attribuito ad Apollodoro di Damasco, che si erge sul molo che l'imperatore volle a protezione del porto. L'Anfiteatro romano è stato completamente scavato nella zona dell'ingresso principale, detto "Arco Bonarelli", mentre la parte posteriore del monumento non è stata ancora completamente riportata alla luce e risulta dunque di difficile lettura per il profano.
Tra Medioevo e Rinascimento, tre furono i palazzi in cui ebbe sede il governo della Repubblica di Ancona: il romanico Palazzo del Senato, il gotico, altissimo Palazzo degli Anziani, con la facciata principale rifatta nel Seicento, e il Palazzo del Governo, a cui lavorò anche l'architetto Francesco di Giorgio Martini, affiancato dalla torre che domina Piazza del Papa.
Per il Rinascimento, si ricordano i due monumenti più significativi. Il primo è la poderosa Cittadella, fortificazione a pianta di stella pentagonale, opera di Antonio da Sangallo il Giovane, uno dei primissimi esempi di fronte bastionato all'italiana; è sede del Segretariato permanente della Iniziativa Adriatico Ionica. Il secondo è Palazzo Ferretti, sede del Museo archeologico nazionale delle Marche, con
cortile pensile affacciato sul porto.
Il Settecento vide una rinascita artistica della città, di cui fu protagonista Luigi Vanvitelli, che oltre alla già citata Chiesa del Gesù lasciò in città il Lazzaretto, singolare e vastissima costruzione pentagonale, costruita all'interno del porto su un'isola artificiale; vanvitelliani sono anche l'Arco Clementino e il tratto di molo su cui sorge. Dopo i radicali interventi urbanistici di Vanvitelli, la città venne dotata di un nuovo ingresso monumentale, Porta Pia, che fa da contraltare all'Arco di Traiano, sul lato opposto del porto.
Dell'Ottocento si ricorda il Teatro delle Muse, con facciata neoclassica recante sul frontone gli altorilievi delle nove muse, di Apollo e di Palemone, dio dei porti.
Del Novecento notevoli sono il Mercato delle Erbe, architettura di ghisa e vetro in stile liberty, e il Monumento ai caduti, con la sua scenografica scalinata conducente al mare sottostante, accolto in breve tra i simboli della città.

### Siti archeologici

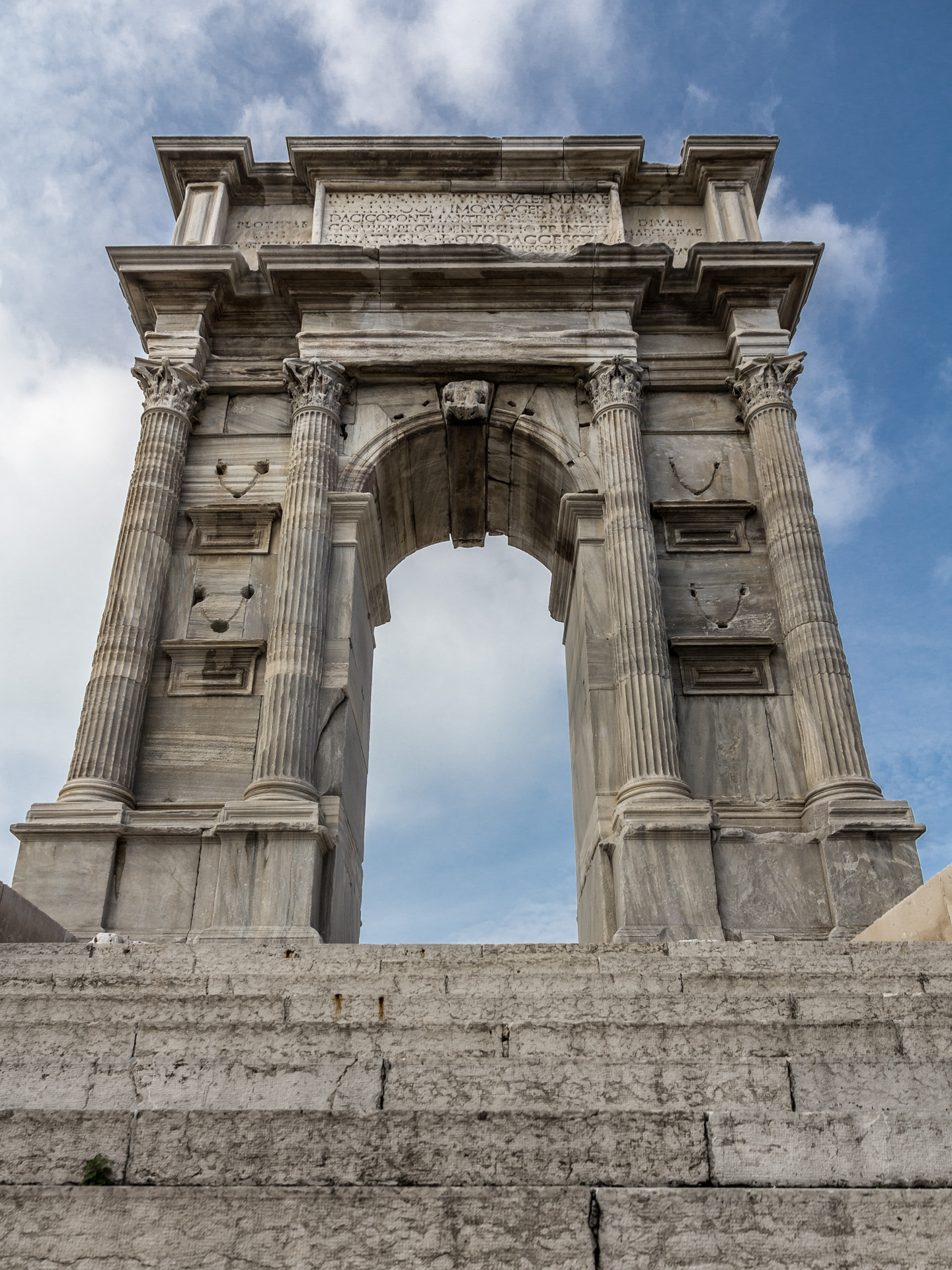
L'Arco di Traiano

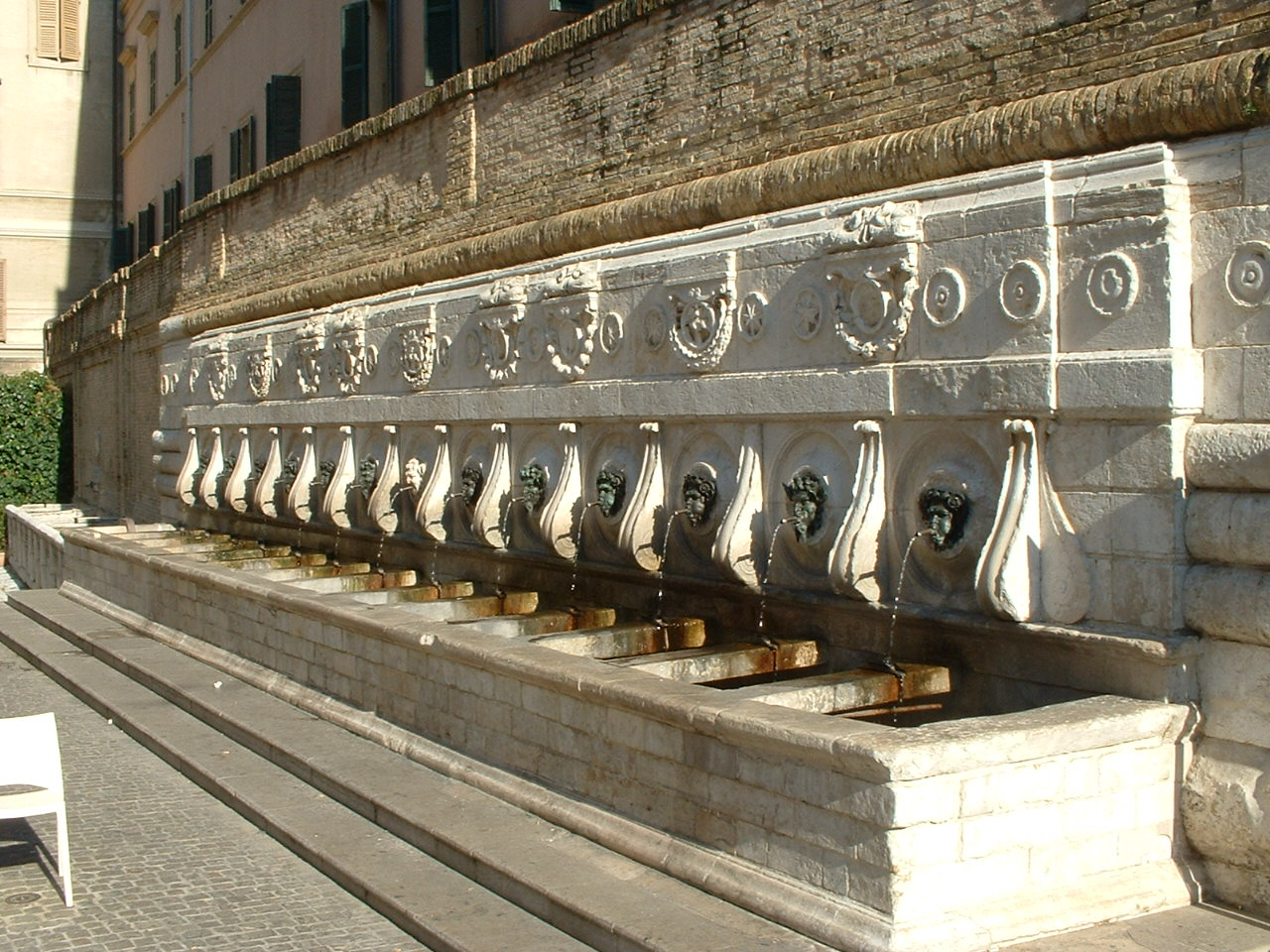
La Fontana delle Tredici Cannelle o del Calamo

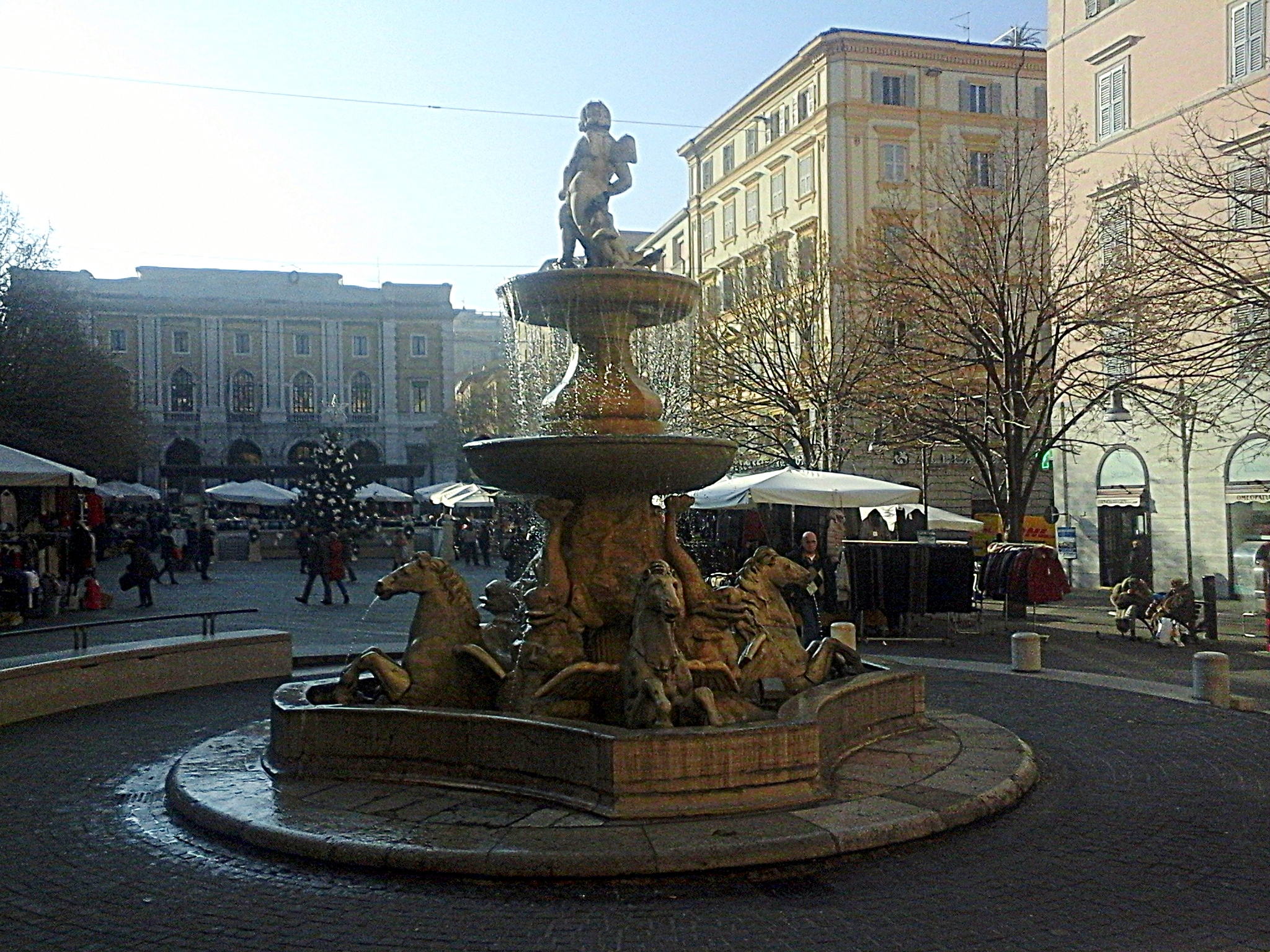
Piazza Roma e la Fontana dei Cavalli

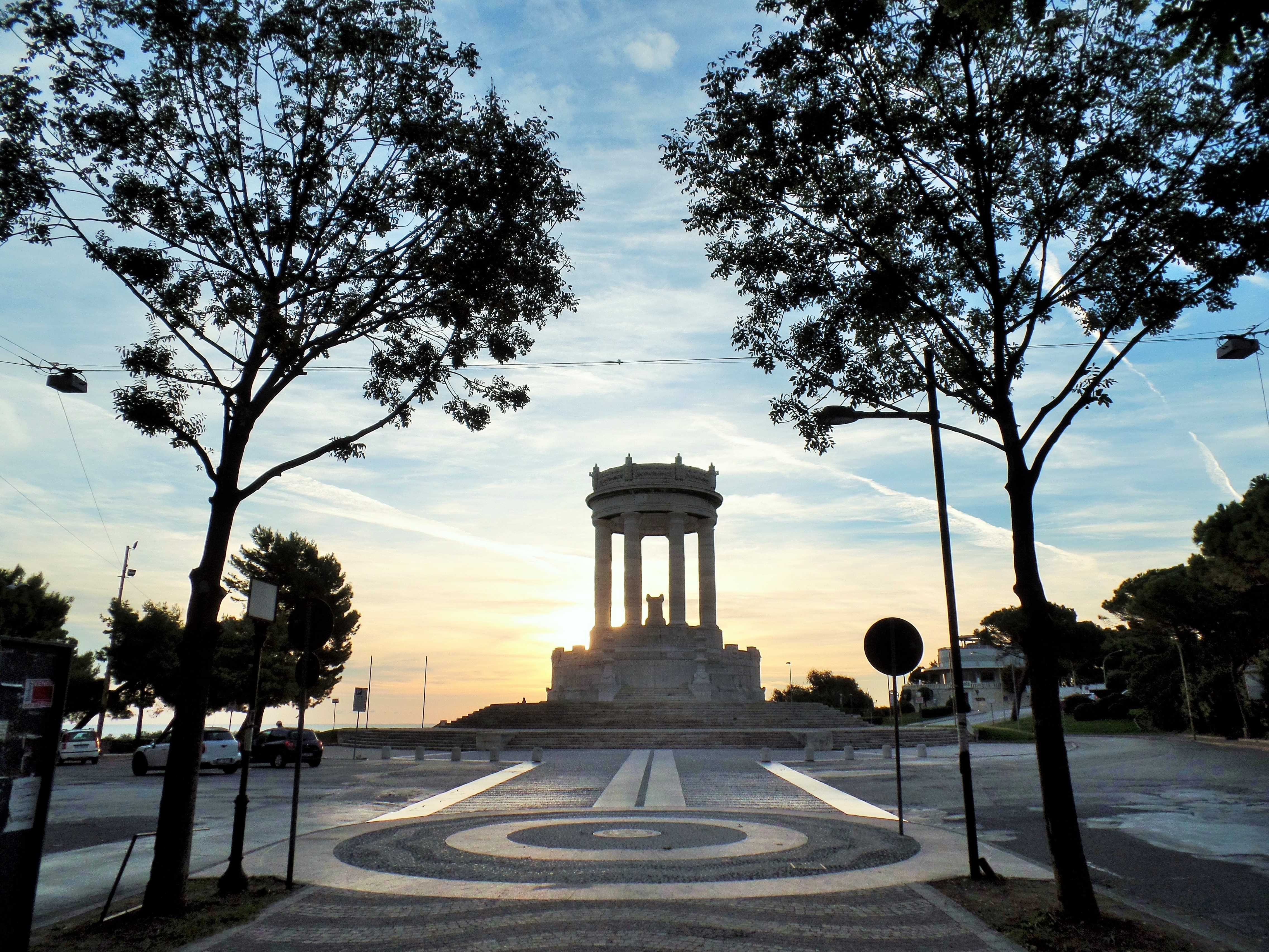
Il Monumento ai caduti all'alba

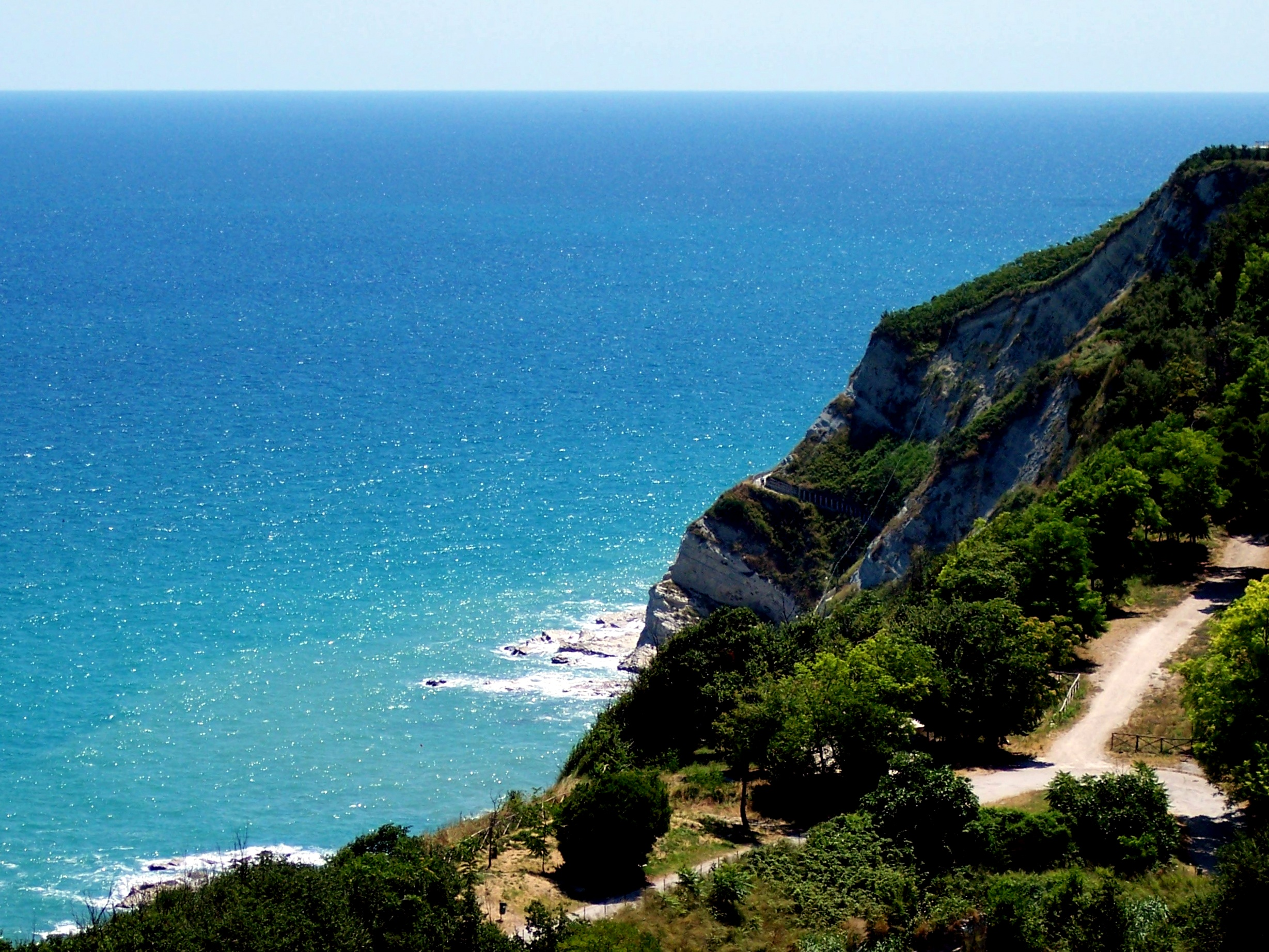
Veduta del Parco del Cardeto

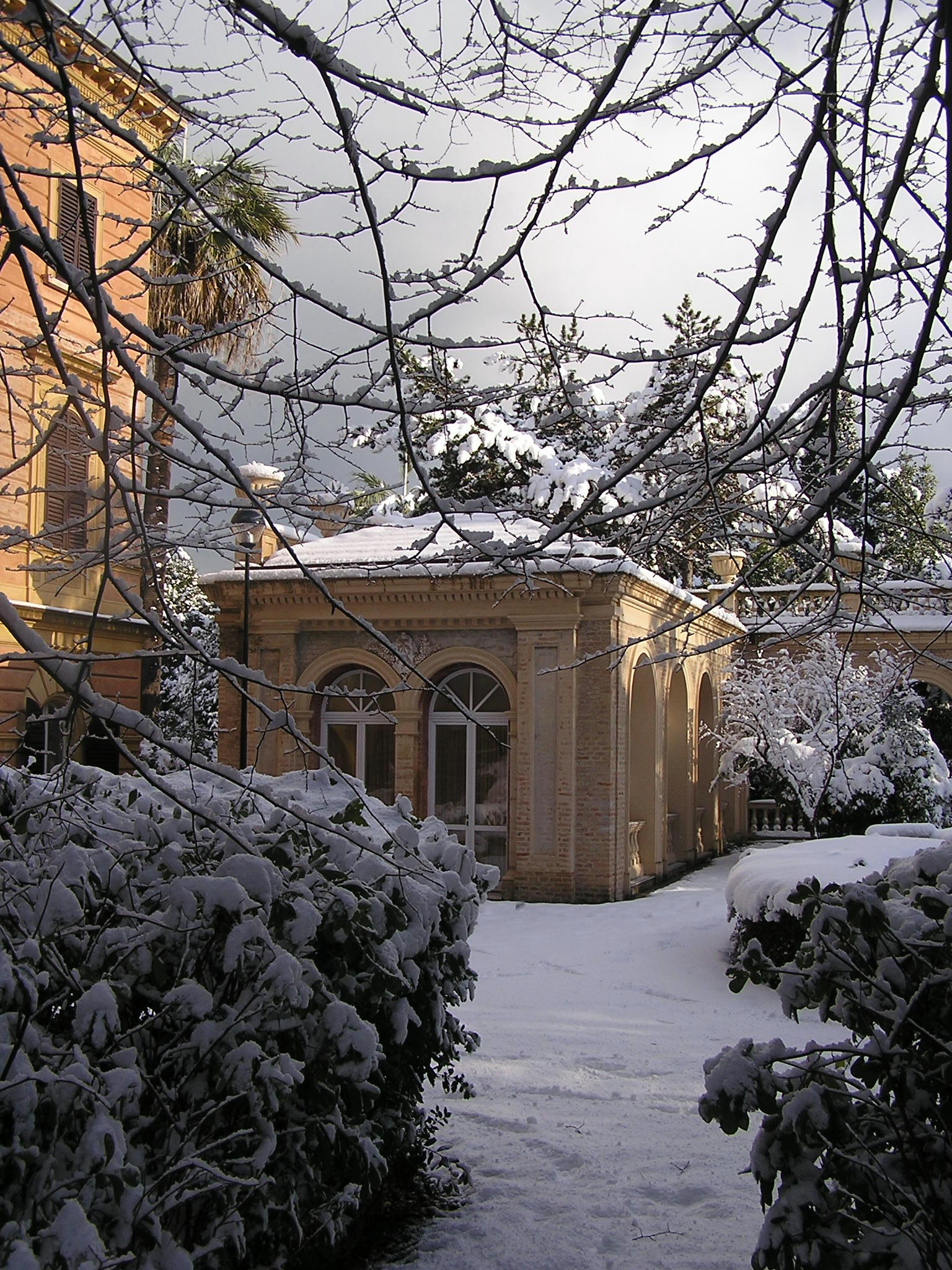
Aranciera di Villa Santa Margherita

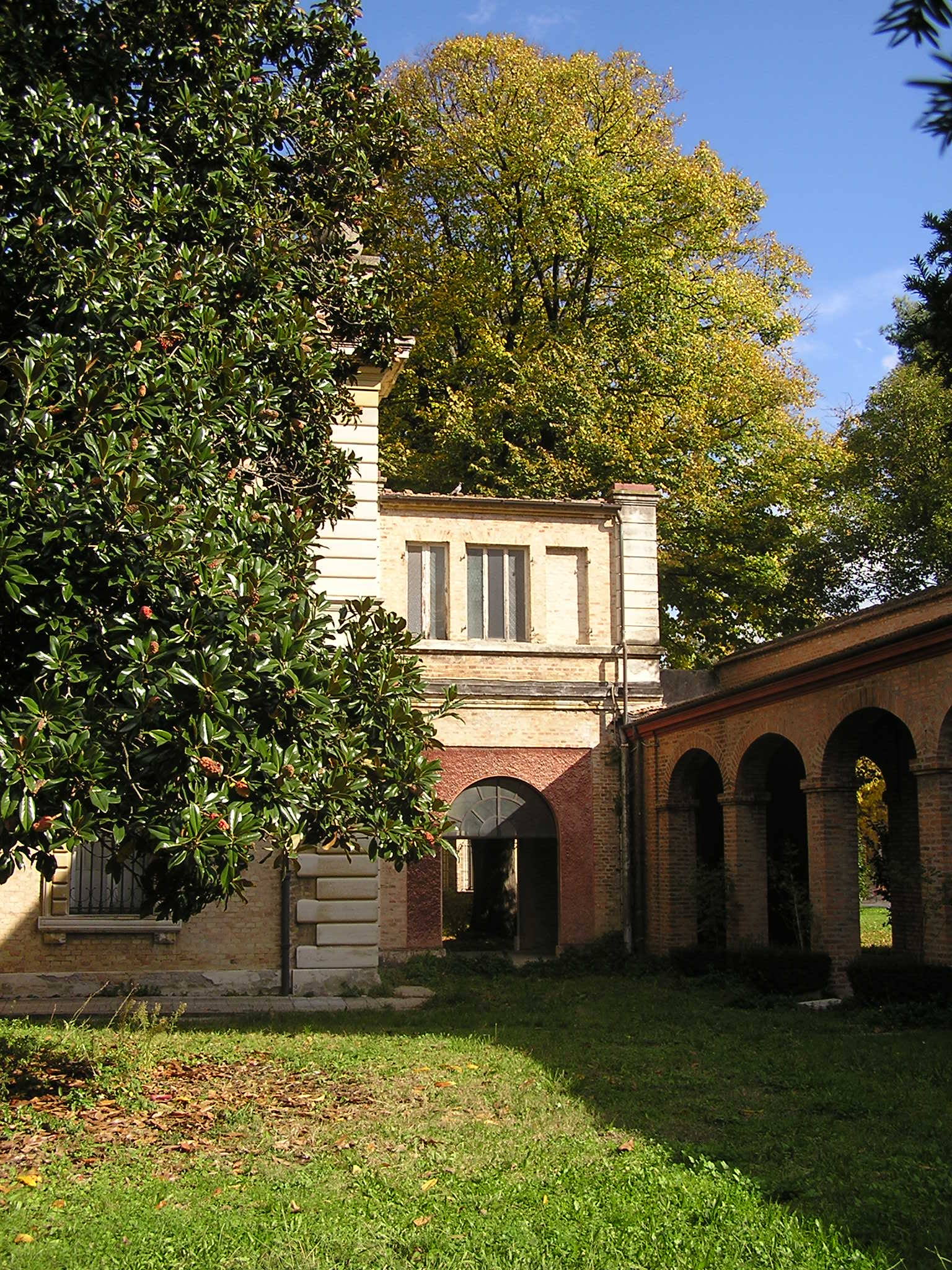
Veduta del Parco del CRASS

Nell'area archeologica del Tempio di Afrodite, situata sotto al Duomo, è visibile il basamento del tempio, studiando il quale è stato possibile ricostruire idealmente tutto l'edificio, che dall'alto del colle Guasco dominava l'Ancona greca e quella romana. Lo scavo è accessibile dall'interno del Duomo, ma nonostante rivesta un notevole interesse è da anni precluso ai visitatori.
Degli scavi archeologici dell'Anfiteatro romano si è già dato conto nella sezione Architetture civili e militari.
Sotto la chiesa di Santa Maria della Piazza ci sono i resti della basilica paleocristiana che, secondo alcuni studi, sarebbe stata l'antica cattedrale di Santo Stefano, la prima della città. Si può accedere a questa zona archeologica dall'interno della chiesa, e si possono ammirare mosaici policromi con simbologia paleocristiana, resti delle absidi, dei colonnati, del fonte battesimale e della cattedra.

### Altro
Strade
Via XXIX Settembre è affacciata sulle banchine portuali, sugli arrivi e sulle partenze delle navi e su uno dei più classici panorami della città, dominato dal Duomo, dal Faro vecchio e dai vecchi rioni arrampicati sui colli. All'inizio della via si trova la statua bronzea di Traiano, che ricorda l'ampliamento del porto deciso dall'imperatore.
Via della Loggia è l'antica via del Porto, sulla quale si affacciano edifici che hanno visto la storia della città marinara, tra i quali la Loggia dei Mercanti e il Palazzo Benincasa.
La passeggiata "da mare a mare", ossia dalle banchine del porto al belvedere del Passetto, permette di congiungere i due lati del promontorio sul quale sorge la città; è costituita dai tre corsi principali e dal Viale della Vittoria. I tre corsi, dedicati a Garibaldi (Corso Nuovo), Mazzini (Corso Vecchio) e a Stamira, attraversano paralleli i quartieri ottocenteschi della città e ne costituiscono il centro commerciale. Il Viale della Vittoria, attraversa invece l'espansione urbanistica del primo Novecento e presenta interessanti esempi di architettura eclettica e liberty.
Via del Comune (Via Pizzecolli), prima dell'apertura dei corsi ottocenteschi, fu per secoli la strada principale della città. Percorre in salita tutto l'antichissimo rione di San Pietro e conduce sulla sommità del Colle Guasco, dove sorge il Duomo; ha aspetto medievale ed è ricca di palazzi storici, di monumenti e di scorci panoramici sul porto.
Via Astagno, con i vicoli limitrofi, costituiva l'antico ghetto ebraico, con i suoi alti palazzi e le strade strette e ripide.
Piazze
Le piazze centrali della città sono quattro.
Piazza della Repubblica, comunemente detta "del Teatro", è il punto di unione tra centro e porto; vi si scorgono le banchine, con i traghetti in partenza per la Grecia e i paesi balcanici; vi si affaccia il Teatro delle Muse.
Piazza del Papa, di forma singolarmente allungata, è il cuore dei rioni più antichi della città. Prende nome dalla statua di papa Clemente XII, responsabile della rinascita settecentesca dei traffici portuali; è un ritrovo serale molto frequentato.
L'ottocentesca piazza Cavour è la più vasta della città ed è sistemata a giardino, come la vicina piazza Stamira; in entrambe le piazze le aiuole sono caratterizzate da palme di varie specie.
Piazza Roma, insieme al Corso Vecchio, ospita nei giorni feriali l'animato mercato di bancarelle ed è caratterizzata dalla Fontana dei Cavalli; a pochi passi c'è l'antica Fontana delle Tredici Cannelle; secondo la tradizione chi deve partire può assicurarsi il ritorno in città bevendo l'acqua di questa fontana.
Luoghi panoramici
I luoghi panoramici più noti di Ancona sono: il piazzale del Duomo, affacciato sul porto, sulla città e sulla costa, visibile sino a Pesaro; Porta Pia, con vista su porto, Duomo e Faro, il belvedere di Capodimonte, da cui si può osservare l'isola pentagonale del Lazzaretto circondata dal Mandracchio, il Pincio, con vista sulla città e sul porto, la pineta del Passetto, affacciata sulla costa alta, visibile sino a Monte Conero. A questi punti panoramici classici si aggiungono quelli aperti al pubblico negli ultimi decenni: la Lanterna Rossa, con vista completa sui rioni antichi disposti ad anfiteatro intorno al porto, e il Faro, alto sulle rupi e sui tetti della città antica.

### Aree naturali

#### Parchi pubblici di Ancona
La città è ben dotata di viali, piazze alberate e parchi, panoramici perché posti sulle parti più alte delle colline; ha infatti 52 m² di verde per abitante. Tra essi si elencano i più importanti dal punto di vista storico e paesaggistico.
Parco del Cardeto
Il Parco del Cardeto il più vasto della città (circa 35 ettari) è caratterizzato da interessanti testimonianze storiche, da un'elevata naturalità e da numerosi punti panoramici. È a picco sul mare ed occupa la sommità di due colline: Monte Cardeto e il Colle dei Cappuccini. Al suo interno zone di prato naturale, di boschetti sempreverdi, di macchie di ginestre; le fioriture spontanee (tra cui quelle di varie orchidee selvatiche) si susseguono lungo il corso dell'anno.
Parco del Passetto
Il Parco del Passetto è situato a sud del Monumento ai Caduti. Si trova a picco sul mare, cui conduce un sentiero; è caratterizzato dalla presenza di tre laghetti artificiali, di una pista di pattinaggio e di una piscina pubblica e da terrazze affacciate sul mare. Per anni lasciato in degrado, il suo recente restauro è stato segnato da vicende giudiziarie che hanno rivelato una progettazione mal eseguita e mal realizzata.
Parco della Cittadella
Il Parco della Cittadella è cinto dalle mura del Campo Trincerato e confina con la Cittadella, da cui prende il nome. All'interno del parco le antiche strutture militari convivono con una vegetazione in gran parte spontanea; interessante la presenza di un percorso dedicato alla conoscenza tattile e olfattiva del mondo vegetale.
Pincio
Il Pincio di Ancona, non molto esteso, è di grande importanza storica, dato che è il più antico della città, essendo sorto dopo il 1870 per celebrare la presa di Roma. Come il suo omonimo romano, il Pincio di Ancona è ricco di sempreverdi, ha un impianto geometrico dei sentieri ed ha un belvedere da cui si gode di un'ampia vista sulla città.
Villa Santa Margherita
Villa Santa Margherita risale all'Ottocento ed è organizzata come un giardino romantico: tra la vegetazione che imita il paesaggio naturale sorgono quinte architettoniche, un'aranciera e un edificio belvedere immerso nel bosco, ricco di alberi monumentali. Per vent'anni fu sede del convento dei Frati Minori.
Parco del Cras
Il Parco del Cras nacque nel 1901 come giardino dell'Ospedale Psichiatrico; ha gli alberi più rigogliosi della città, dato che per molti anni sono stati risparmiati dalle potature. È interessante anche per l'organizzazione degli spazi in grandi cortili verdi collegati da porticati coperti da capriate in legno, che rendono il parco visitabile anche con la pioggia.

#### Parco regionale del Conero

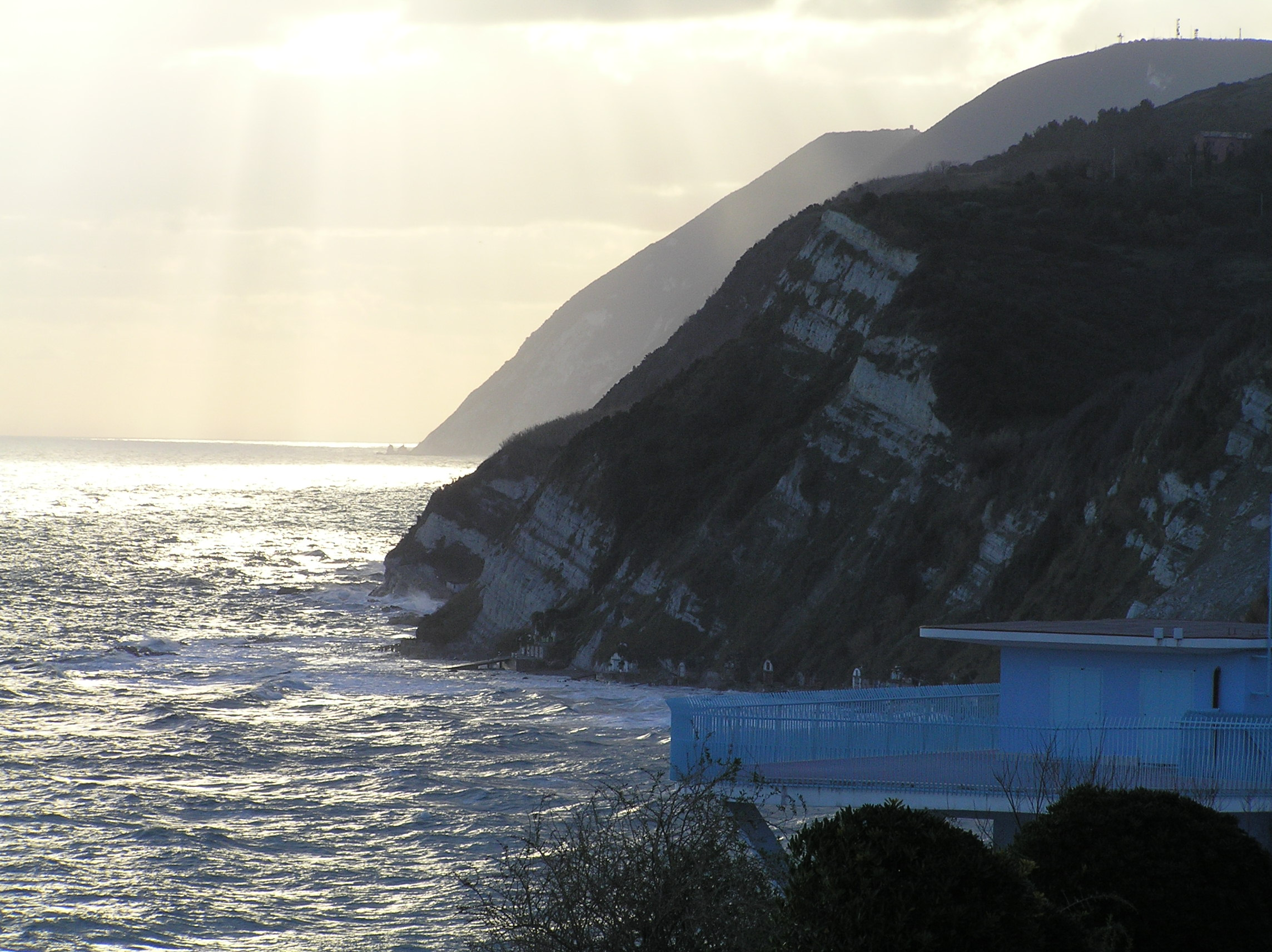
La costa alta anconitana rientra nel Parco del Conero. In lontananza la punta delle Due Sorelle e il Monte Conero

Una gran parte della fascia costiera del territorio comunale di Ancona rientra all'interno del Parco regionale del Conero, caratterizzato da ampi boschi sempreverdi di macchia mediterranea, da scogliere a picco sul mare, da spiagge raggiungibili solo a nuoto o per impervi stradelli, da una campagna di alto valore paesaggistico e ricca di prodotti tipici, come la lavanda, il miele, l'olio, i legumi. Tra le località anconetane all'interno del Parco va citata Portonovo, meta molto frequentata da anconetani e turisti, con i suoi boschi a ridosso delle spiagge e con i suoi antichi monumenti.
Peculiarità della città è il fatto che il Parco del Conero comprende anche aree prettamente urbane: tra esse la zona del Passetto, con le rupi, la pineta e le scogliere, e quella delle Valli di Pietralacroce, che dal centro abitato scendono verso il ciglio delle rupi; quattro stradelli conducono al mare, attraversando boschi e prati. Queste zone sono ricche di punti panoramici sulle scogliere sottostanti e sulla città.
I fondali marini
Da anni è in discussione al Ministero dell'Ambiente l'ipotesi di istituire un parco marino nel mare che bagna la costa orientale della città e il parco del Conero, motivata dalla presenza di fondali di grande ricchezza naturalistica: non è comune in Adriatico incontrare, ad esempio, madrepore, gorgonie e tante specie di nudibranchi. In una costa molto frequentata e nella quale il rapporto con il mare è antico ed intenso, si prevede di proteggere l'ambiente marino senza impedire gli usi tradizionali e innocui per la natura, come la balneazione, la nautica a vela o a remi e la piccola pesca amatoriale.

#### Selva di Gallignano e Orto Botanico Universitario
La Selva di Gallignano, di circa 100 ettari, è una rara testimonianza del bosco autoctono di caducifoglie che una volta caratterizzava le colline marchigiane. È un'area floristica protetta ed è il cuore dell'Orto Botanico dell'Università di Ancona, oltre che la sua maggiore peculiarità. Alcune collezioni permettono di conservare ex-situ alcune specie endemiche adriatiche, specie alimentari spontanee e piante officinali locali.

## Società

### Evoluzione demografica
| Anno          | centro urbano | frazioni e case sparse | totale  |
| ------------- | ------------- | ---------------------- | ------- |
| 1174          | 11 000        |                        |         |
| 1565          | 18 435        |                        |         |
| 1582          | 20 500        | 7 270                  | 27 770  |
| 1656          | 10 326        | 6 707                  | 17 033  |
| 1701          | 8 644         | 7 568                  | 16 212  |
| 1708          | 8 274         | 7 920                  | 16 194  |
| 1725          | 7 000         |                        |         |
| 1763          | 13 828        |                        |         |
| 1769          | 10 078        | 12 950                 | 23 028  |
| 1770          | 14 000        |                        |         |
| 1809          | 17 072        | 14 159                 | 31 231  |
| 1816          | 18 776        | 13 860                 | 32 636  |
| 1828          | 22 697        | 14 119                 | 36 816  |
| 1844          | 22 757        | 20 460                 | 43 217  |
| 1846          | 22 704        | 21 249                 | 43 953  |
| 1853          | 22 999        | 21 834                 | 44 833  |
| 1861          | 17 403        | 29 827                 | 47 230  |
| 1871          | 28 031        | 17 650                 | 45 681  |
| 1881          | 28 557        | 20 331                 | 48 888  |
| 1901          | 34 159        | 27 443                 | 58 602  |
| 1911          | 38 978        | 26 410                 | 65 388  |
| 1921          | 46 395        | 22 126                 | 68 521  |
| 1931          | 48 670        | 26 702                 | 75 372  |
| 1936          | 56 065        | 22 574                 | 78 639  |
| dicembre 1939 | 62 313        |                        |         |
| luglio 1944   | 4 000         |                        |         |
| novembre 1946 | 44 779        |                        |         |
| marzo 1950    | 57 022        |                        |         |
| dicembre 1950 | 59 630        |                        |         |
| 1951          | 61996         | 23 767                 | 85 763  |
| 1961          | 75 019        | 25 466                 | 100 485 |
| 1971          | 88 410        | 21 379                 | 109 789 |
| 1981          |               |                        | 106 432 |
| 1991          |               |                        | 101 285 |
| 2001          | 90 565        | 9 942                  | 100 507 |
| 2011          |               |                        | 101 497 |

Abitanti censiti

Per la corretta lettura dei dati si ricorda che nel 1928 vennero accorpati ad Ancona i comuni di Paterno, Montesicuro e Falconara Marittima; quest'ultimo nel 1948 ritorna ad essere autonomo.
Nella storia dell'evoluzione demografica di Ancona si nota il brusco calo avvenuto nel 1944 per lo sfollamento della popolazione verso le città e le campagne limitrofe a causa dei numerosi bombardamenti durante la seconda guerra mondiale. Altre cause del calo di popolazione sono la grave epidemia del XVIII secolo, il terremoto del 1972 e, in misura minore, la frana del 1982.
Ancona ha avuto il massimo degli abitanti nel 1971. Da allora si è assistito ad un lieve calo, favorito dai saldi naturale (differenza fra nati e morti) e migratorio (differenza fra immigrati ed emigrati) entrambi negativi dal 1979.
Dopo un minimo di 98 000 abitanti, registrato nel 1999, si è registrato un progressivo incremento della popolazione, grazie soprattutto al consistente flusso migratorio, che ha riportato la città a superare di nuovo le centomila unità, attestandosi a più di 102 000 abitanti nel rilevamento anagrafico di dicembre 2008.

### Etnie e minoranze straniere
Al 31 dicembre 2023 la popolazione straniera era di 14 629, pari al 14,67% della popolazione.

#### Nei secoli passati
Ad Ancona il fenomeno della presenza di cittadini stranieri in città non è nuovo, in quanto l'esistenza del porto ha sempre richiamato folti gruppi di persone da paesi anche lontani, che spesso si organizzavano in comunità vere e proprie.
Le principali nei secoli furono: l'ebraica (con i due rami levantino ed italiano, ognuno fornito di propria sinagoga); l'albanese; la ragusea (aveva il suo riferimento nella chiesa di San Biagio); la greca (aveva il suo riferimento nella chiesa di Sant'Anna dei Greci); l'armena (la cui chiesa era San Gregorio illuminatore). Anche i musulmani hanno sempre frequentato la città, tanto che nel periodo medievale ad essi erano stati assegnati alcuni locali nel palazzo del Comune.
La presenza in città di varie etnie è testimoniata anche dall'esistenza, all'indomani dell'Unità d'Italia, di tre cimiteri: quello ortodosso (il Campo de' Greci, chiuso dopo L'Unità e non più esistente), quello protestante (il Campo degli Inglesi, ancora visitabile), quello ebraico (il Campo degli Ebrei).
La comunità ebraica
Tra le varie comunità, quella ebraica è quella che ha lasciato più il segno nella storia della città e che tuttora è significativa. È una delle più antiche e significative comunità ebraiche d'Italia. A testimonianza della sua storia rimangono l'antico ghetto con le due sinagoghe e il suggestivo cimitero (uno dei più vasti ed antichi d'Italia): il Campo degli Ebrei.

#### Nel XXI secolo
Le comunità nazionali più numerose al 31 dicembre 2023  erano:

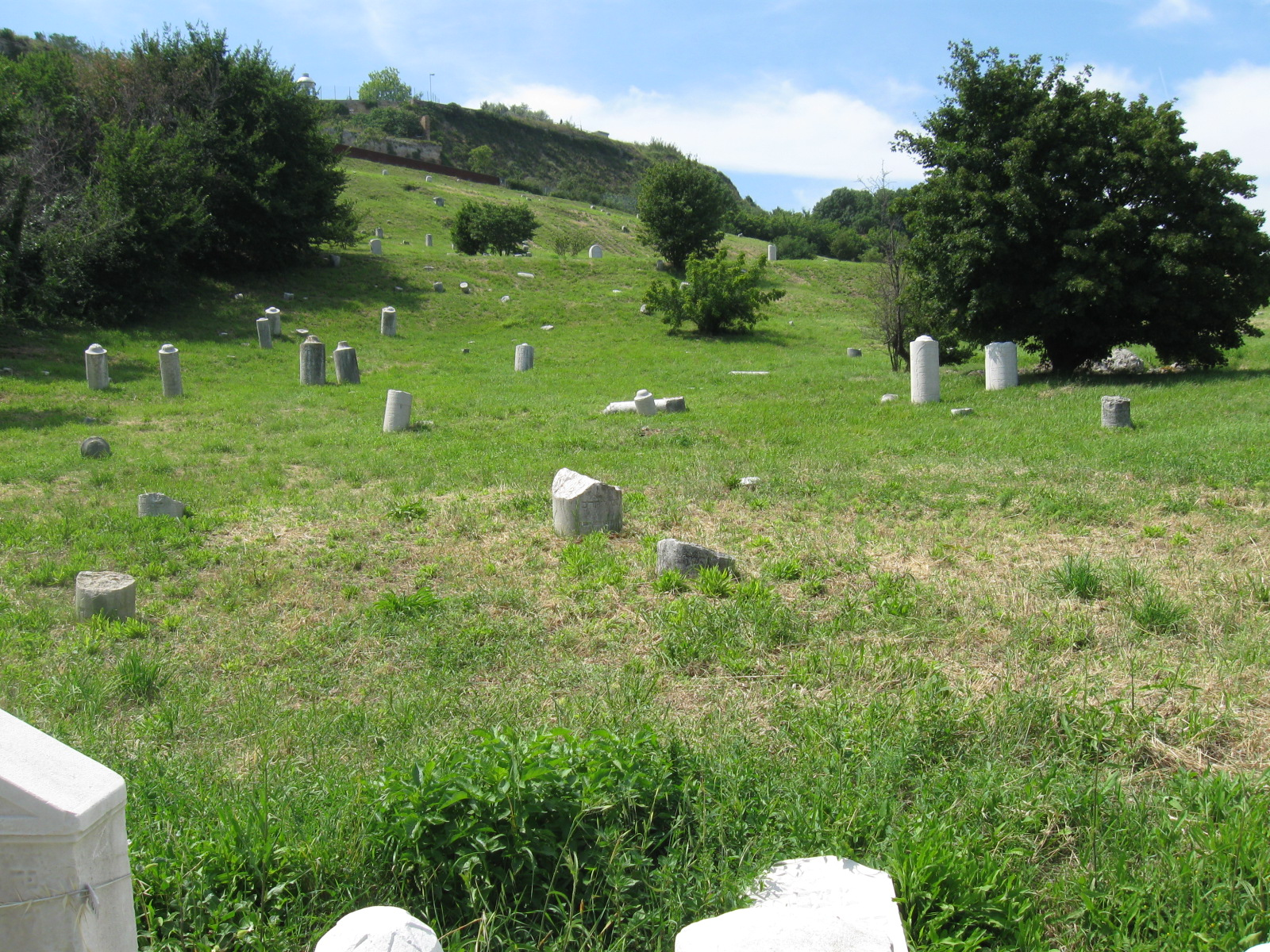
Campo degli Ebrei, Ancona

- Bangladesh 2 885
- Romania 2 320
- Albania 1 336
- Perù 977
- Filippine 683
- Ucraina 625
- Tunisia 599
- Pakistan 428
- Nigeria 422
- Marocco 319

### Lingue e dialetti
cun 'st'anima gentile; cià qualcosa
del caratere nostro anconità;
rozo de fora, duro, un po' vilà
ma drento bono, un zuchero, 'n'amore,...
ché nun conta la scorza, conta el core»
(dalla poesia" Cume se magna le crucete in porcheta" di Eugenio Gioacchini)
Il dialetto cittadino, secondo la tradizione sarebbe nato nel rione Porto, in una piccola piazza ora non più esistente, detta la Chioga, nella quale si mescolavano tre parlate: quella locale dei purtulòti (portolotti), lavoratori portuali, quella dei marinai levantini (provenienti dall'Oriente) stabilitisi in città e quella dei buranèli, ovvero le famiglie originarie dalla laguna veneta, trasferitesi ad Ancona in cerca di fortuna e dedite alla pesca. Nel corso del tempo si è modificato e reso assai singolare dagli influssi dovuti agli scambi del porto.
L'anconitano appartiene ai dialetti italiani mediani (subarea perimediana), e ha influssi gallo-italici e veneti, per cui è spesso considerato di transizione tra i dialetti centrali e quelli gallo-italici.
Il dialetto anconitano è usato nella poesia vernacolare anconetana, nel teatro e nelle canzoni popolari. Il poeta che ha reso il dialetto cittadino lingua letteraria è stato Duilio Scandali, a cui sono seguiti molti altri, fino al contemporaneo Franco Scataglini, la cui lingua non è però il dialetto popolare, ma quello trasfigurato dalla poesia. Da più di un secolo numerose compagnie di teatro dialettale si sono susseguite, creando una buona tradizione e l'annuale festival del dialetto di Varano. Tra le canzoni più note ci sono: l'"Inno del portoloto", "Erane tre surele", "Alba", "El carnevale".
Isola linguistica gallica del Conero
Le frazioni anconitane del Conero, ossia Poggio e Massignano, insieme a Camerano, formano l'area dell'isola linguistica gallica del Conero. I dialetti di questi centri non sono varianti del dialetto anconitano, ma costituiscono un nucleo gallico, simile a quello parlato a nord dell'Esino. Nei versi riportati sotto si dà un esempio del dialetto del Poggio.
bellu ch' par un fior' 'n cima a un scoy
su pr' fianchi del mont' s' rampigna
e tutta t'ariscopr' la campagna
Tutta la gent' ch passa l'arimira
ch'achì par' ch' č' god' la natura
sal ben d' la marina e quel del mont'
sa i camp' verdi e pîni sempr' d' piant'»
(Giuseppe Bartolucci, da "Biagin cucal e altri versi")

### Tradizioni e folclore

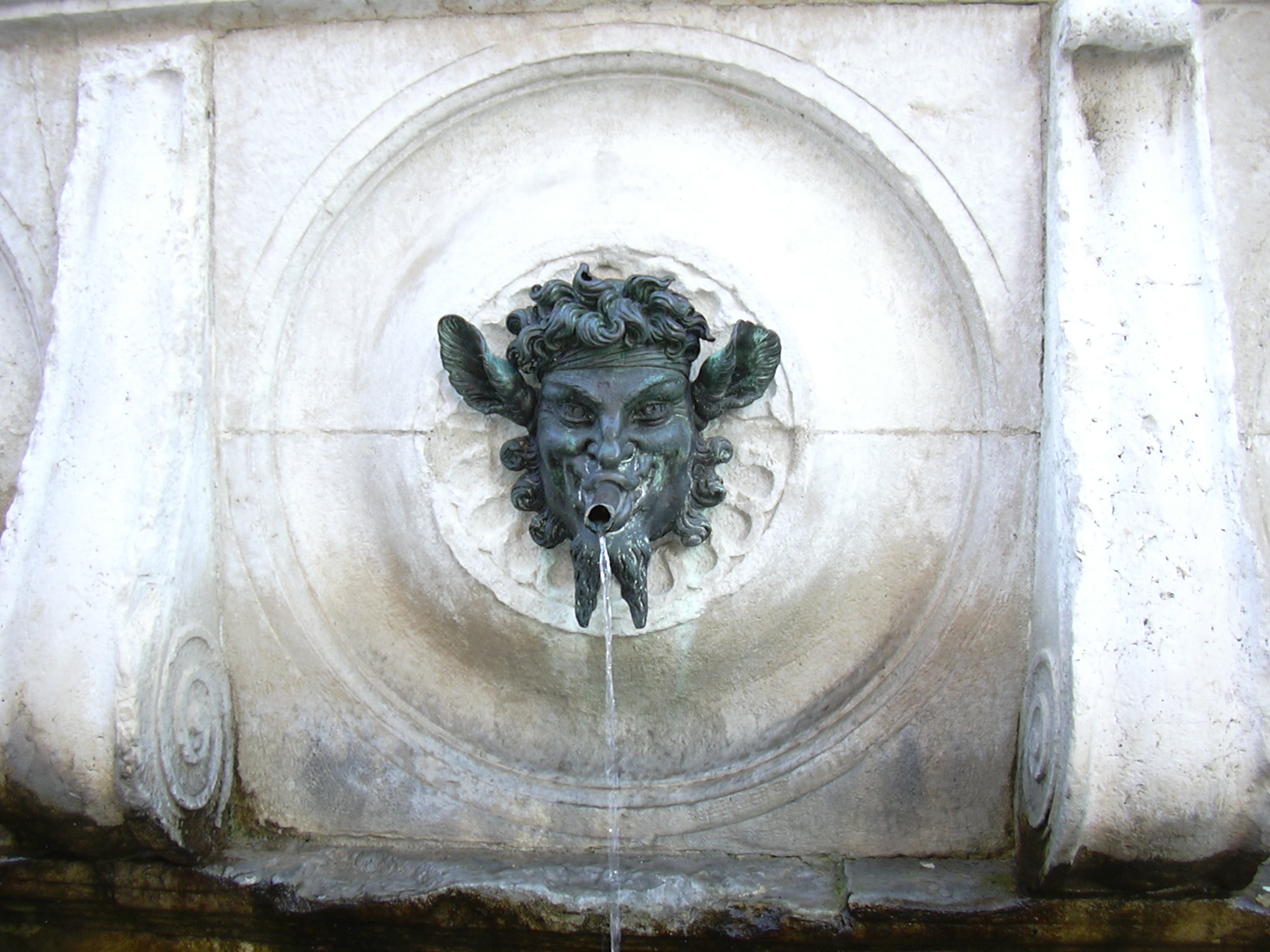
Un mascherone della Fontana del Calamo

Antichissima credenza, attestata fin dal Cinquecento, è quella di bere l'acqua della Fontana del Calamo (comunemente chiamata le Tredici Cannelle) per assicurarsi il ritorno in città.
Assai singolari e prova di uno stretto rapporto con il mare sono le grotte del Passetto, cinquecento cavità scavate sin dalla metà dell'Ottocento alla base della rupe, per servire come ricovero di barche ed appoggio estivo; i fruitori, i "grottaroli", sono riuniti in tre associazioni.
In città si usano tradizionalmente le carte da gioco piacentine, e ciò è dovuto al fatto che nello Stato Pontificio, del quale Ancona fece parte dal 1532 al 1860, la città di Piacenza aveva l'esclusiva per la fabbricazione delle carte.

### Istituzioni, enti e associazioni
Ancona è sede delle seguenti istituzioni di importanza superiore alla provinciale.
- Giunta Regionale delle Marche.
- Consiglio regionale delle Marche.
- Università Politecnica delle Marche.
- Istituto di Scienze Marine del Consiglio Nazionale delle Ricerche[A 3]
- Organi periferici del Ministero per i Beni e le Attività Culturali:
  - Soprintendenza archeologica delle Marche,
  - Soprintendenza ai Beni Ambientali ed Architettonici delle Marche,
  - Soprintendenza archivistica delle Marche.
- Organi periferici del Ministero della giustizia:
  - Tribunale di Ancona,
  - Tribunale per i minorenni di Ancona,
  - Corte d'appello di Ancona,
  - Carcere di Montacuto,
  - Carcere minorile di Ancona.
- Organi periferici del Ministero dell'interno:
  - Prefettura di Ancona,
  - Questura di Ancona,
  - Direzione Regionale dei Vigili del Fuoco del Soccorso Pubblico e della Difesa Civile.
- Organi periferici del Ministero dell'Economia e delle Finanze:
  - Ufficio delle Dogane di Ancona,
  - Direzione regionale Marche dell'Agenzia delle entrate,
  - Direzione regionale Marche ed Umbria dell'Agenzia del territorio.
- Segretariato permanente dell'Iniziativa Adriatico Ionica, emanazione del Ministero degli Affari Esteri.
- Ufficio Scolastico Regionale per le Marche, ufficio periferico del Ministero dell'istruzione, dell'università e della ricerca.
- Direzione delle Poste per le Marche e l'Umbria, organo periferico del Ministero dello sviluppo economico.
- Direzione Regionale Marche della Trenitalia S.p.A.;
- Arcidiocesi metropolita di Ancona-Osimo, facente parte della Provincia ecclesiastica di Ancona.

È presente il Corpo di polizia locale.

#### Strutture sanitarie
La sanità ad Ancona è gestita principalmente dall'"Azienda Ospedaliero-Universitaria Ospedali Riuniti", che accorpa l'Ospedale "Umberto I", il cardiologico "G. M. Lancisi" e l'Ospedale dei Bambini "G. Salesi". I primi due sono situati in un unico polo, nel quartiere delle Torrette, mentre il terzo è localizzato al Passetto. È presente una forte collaborazione con la facoltà di medicina dell'Università Politecnica delle Marche.
Sono presenti anche l'ospedale geriatrico "U. Sestilli", sede locale dell'INRCA e la casa di cura convenzionata "Villa Igea".

## Cultura

### Istruzione

#### Biblioteche
- Biblioteca comunale Luciano Benincasa, fondata nel 1669, con più di 100.000 volumi è la più importante della città; è annessa un'emeroteca. Chiusa per lavori di restauro della sede, nel 2012 è stata riaperta solo parzialmente.
- Biblioteca dell'Archivio di Stato, fondata nel 1871, conserva, tutela e valorizza circa diciassette chilometri lineari di materiale documentario;
- Biblioteca della Soprintendenza archeologica, specializzata in archeologia e storia locale;
- Biblioteca della Soprintendenza per i Beni Ambientali ed Architettonici.
- Biblioteche di istituzioni culturali:
  - della Deputazione di storia patria per le Marche;
  - dell'Accademia marchigiana di scienze, lettere ed arti;
  - dell'Istituto per la storia del movimento di liberazione delle Marche.
- Biblioteche di istituzioni religiose:
  - del Pontificio Seminario Regionale Pio XI;
  - dell'Opera Salesiana;
  - Biblioteca diocesana.
- Biblioteche universitarie:
  - dell'Istituto Teologico Marchigiano;
  - della facoltà di Economia;
  - della facoltà di Medicina e Chirurgia;
  - della facoltà di Ingegneria;
  - della facoltà di Scienze
- Biblioteca del Consiglio regionale delle Marche;
- Biblioteca privata Franco Amatori, aperta al pubblico dal 2008 nello storico Palazzo Benincasa.

Nel luglio 2020 Ancona ha ottenuto il riconoscimento di "Città che legge" 2020-2021.

#### Università politecnica delle Marche

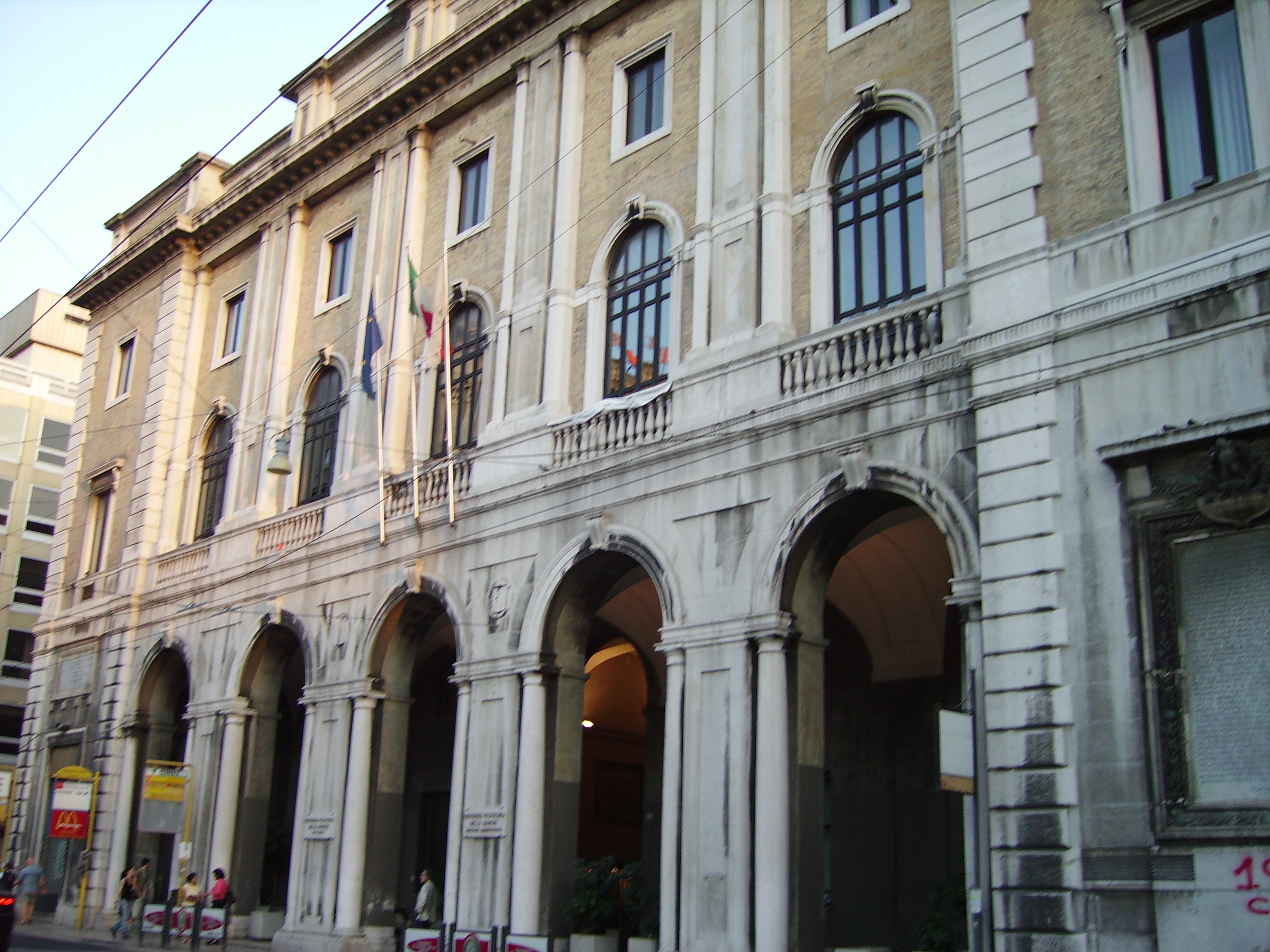
Il Rettorato, ex-sede della Provincia di Ancona, sul lato sud di piazza Roma

Nel 1562 venne aperta ad Ancona l'Universitas studii generalis cuiuscum scientiae et facultatis, con le facoltà di diritto e di teologia e la possibilità di apertura anche di facoltà scientifiche L'università anconitana si ricollegava alla scuola di diritto attiva in città nel Medioevo, dal 1300 in poi.
Gli studi universitari moderni ad Ancona iniziano nel 1959 con l'apertura della facoltà di Economia. Nel 1969 viene fondata l'Università degli Studi di Ancona, dal 2003 denominata "Università politecnica delle Marche", che conta quaranta corsi di laurea e cinque facoltà: Agraria, Economia, Ingegneria, Medicina e Scienze. Gli studenti sono più di 16.000.
Hanno inoltre sede in città l'Istituto Teologico Marchigiano e l'Istituto Superiore di Scienze Religiose «Lumen gentium», aggregati alla Facoltà di Sacra Teologia della Pontificia Università Lateranense e la Scuola Superiore per Mediatori Linguistici.
Per ciò che riguarda gli studi musicali, in città svolgeva la funzione di Conservatorio l'Istituto Superiore di Studi Musicali "G.B. Pergolesi", attivo dal 1924 al 2014, dal 2001 pareggiato ai conservatori di musica statali. Nel 2014 il Comune decise di chiudere l'istituto

#### Musei
- Museo archeologico nazionale delle Marche: è ospitato all'interno del cinquecentesco palazzo Ferretti e permette un interessante viaggio nel tempo grazie alle testimonianze ricchissime di tutte le civiltà della regione. Conserva una completa documentazione sull'arte e sulla vita quotidiana del popolo piceno; notevoli sono anche le testimonianze dell'invasione gallica del VI secolo a.C. e della fase greca di Ancona.
- Museo della città di Ancona: è un museo di storia urbana; si segnalano le vedute della città di Luigi Vanvitelli e un grande plastico in legno che ricostruisce la città di Ancona nel 1844.
- Pinacoteca civica "Francesco Podesti": tra le opere più notevoli, quelle di Carlo Crivelli, del Tiziano, di Lorenzo Lotto, del Guercino, di Sebastiano del Piombo, di Orazio Gentileschi, di Andrea Lilli, di Francesco Podesti. Conserva anche opere di autori contemporanei. Nel 2016 è stata parzialmente riaperta con nuovo allestimento.
- Museo tattile statale Omero: È uno dei più importanti musei tattili in Italia[67], e permette di avvicinarsi all'arte toccando calchi in gesso a grandezza naturale di famose opere scultoree, modellini architettonici di celebri monumenti, reperti archeologici e sculture originali di artisti contemporanei.
- Museo diocesano di Ancona: è una collezione di arte sacra; notevoli sono i sarcofagi paleocristiani e gli arazzi dai colori vivissimi di Rubens.
- Museo diffuso urbano: è un museo a cielo aperto che si snoda tra i luoghi dell'antica comunità ebraica anconitana. È attualmente chiuso.
- Sala museale Contrammiraglio Guglielmo Marconi: è un museo di storia delle telecomunicazioni, con una collezione di radio antiche e attrezzature per esperimenti. È attualmente chiuso.
- Museo di scienze naturali Luigi Paolucci: nato nel 1864 grazie all'opera del noto scienziato anconitano Luigi Paolucci, ha avuto sede in città per 80 anni e poi è stato chiuso per i danni di guerra; nel 1997 è stato trasferito nella vicina Offagna, uno dei castelli di Ancona. Sono esposti fossili, minerali, materiali didattici storici e animali impagliati.
- Museo del giocattolo e del bambino[68].

### Media

#### Stampa
Due sono i giornali che pubblicano la cronaca cittadina:
- Corriere Adriatico (edito ad Ancona);
- Il Resto del Carlino.

Viene pubblicato anche il quotidiano Gazzetta aste ed appalti pubblici, su aste, bandi e appalti pubblici.

### Arte

#### Arte ad Ancona
L'arte di ogni epoca ha lasciato in città testimonianze significative, ma Ancona è particolarmente ricca di opere d'arte dei suoi periodi di massima fioritura: quelli dell'impero di Traiano (II secolo a.C.), della repubblica marinara (dall'XI al XVI secolo), e del porto franco (XVIII secolo).
In particolare, la città fu uno dei centri principali del Rinascimento adriatico, fenomeno artistico in cui la riscoperta dell'arte classica è accompagnata da una certa continuità formale con l'arte gotica. Coinvolse pittura, scultura e architettura ed è un tipo di Rinascimento in cui non si rinnega il gotico, ma lo si svuota di significato utilizzandolo solo come decorazione, mentre la sostanza delle opere artistiche accoglie le novità legate alla riscoperta dell'arte greca e romana.
Testimonianze archeologiche di arte picena e greca
L'arte picena e quella greca sono testimoniate dai reperti ritrovati nelle antiche necropoli ed esposti al Museo archeologico nazionale delle Marche.
Architettura
Tra gli architetti che lavorarono ad Ancona si ricordano per l'Età Antica Apollodoro di Damasco, per il Medioevo Margaritone d'Arezzo, Mastro Filippo e Giorgio da Sebenico. Per il Rinascimento Antonio da Sangallo il Giovane e Francesco di Giorgio Martini, per il Settecento Luigi Vanvitelli e Carlo Marchionni, per l'Età Contemporanea Guido Cirilli, Pietro Belluschi e Vittorio Gregotti.
Scultura
Tra gli scultori che hanno lasciato le loro opere in città si ricordano per il Medioevo Margaritone d'Arezzo, Mastro Filippo e Giorgio da Sebenico, già citati come architetti. Per il Rinascimento, sono presenti opere di Giovanni Dalmata, per l'Età Moderna di Gioacchino Varlè, per l'Età Contemporanea di Vittorio Morelli, Filandro Castellani, Pericle Fazzini, Valeriano Trubbiani, Aligi Sassu e Arnaldo Pomodoro.
Pittura
Per il Medioevo, si deve ricordare la scuola di pittura gotica, la Scuola di Ancona, attiva in città tra Trecento e Quattrocento; Olivuccio di Ciccarello ne era il maestro.
Per il Rinascimento, il pieno Quattrocento è segnato dall'anconitano Nicola di Mastro Antonio. Altri protagonisti della pittura rinascimentale ad Ancona furono Carlo Crivelli, Tiziano e Lorenzo Lotto, che aprì una scuola di pittura in città. I capolavori di questi artisti sono conservati nelle chiese e nella pinacoteca. Tiziano, in particolare lasciò in città la sua prima opera datata e uno dei suoi ultimi dipinti, ciò che permette di seguire la sua evoluzione artistica.
Nel periodo manierista si distinguono i nomi di Pellegrino Tibaldi e di Andrea Lilli, mentre testimonianze della pittura del Seicento sono i dipinti di Orazio Gentileschi, di Carlo Maratta e del Guercino.
Nell'Ottocento spicca la figura del pittore anconitano Francesco Podesti, che tra accademismo, pittura storica e romanticismo raggiunse fama internazionale. Fu uno degli ultimi grandi maestri dell'affresco, e con tale tecnica dipinse in Vaticano la sala dell'Immacolata Concezione. Uno dei suoi capolavori, il Giuramento degli Anconetani, è uno dei simboli della città.
A inizio Novecento, nel periodo tra Divisionismo e Simbolismo, lavorò in città Fra' Paolo Mussini; durante gli anni Trenta del secolo, lasciò le sue opere in città Pio Pullini.

#### Ancona nell'arte
In questa sezione si elencano le principali opere che, nel corso dei secoli hanno rappresentato Ancona nella scultura, nella pittura, nella letteratura e nel cinema.
Ancona nella pittura e nella scultura

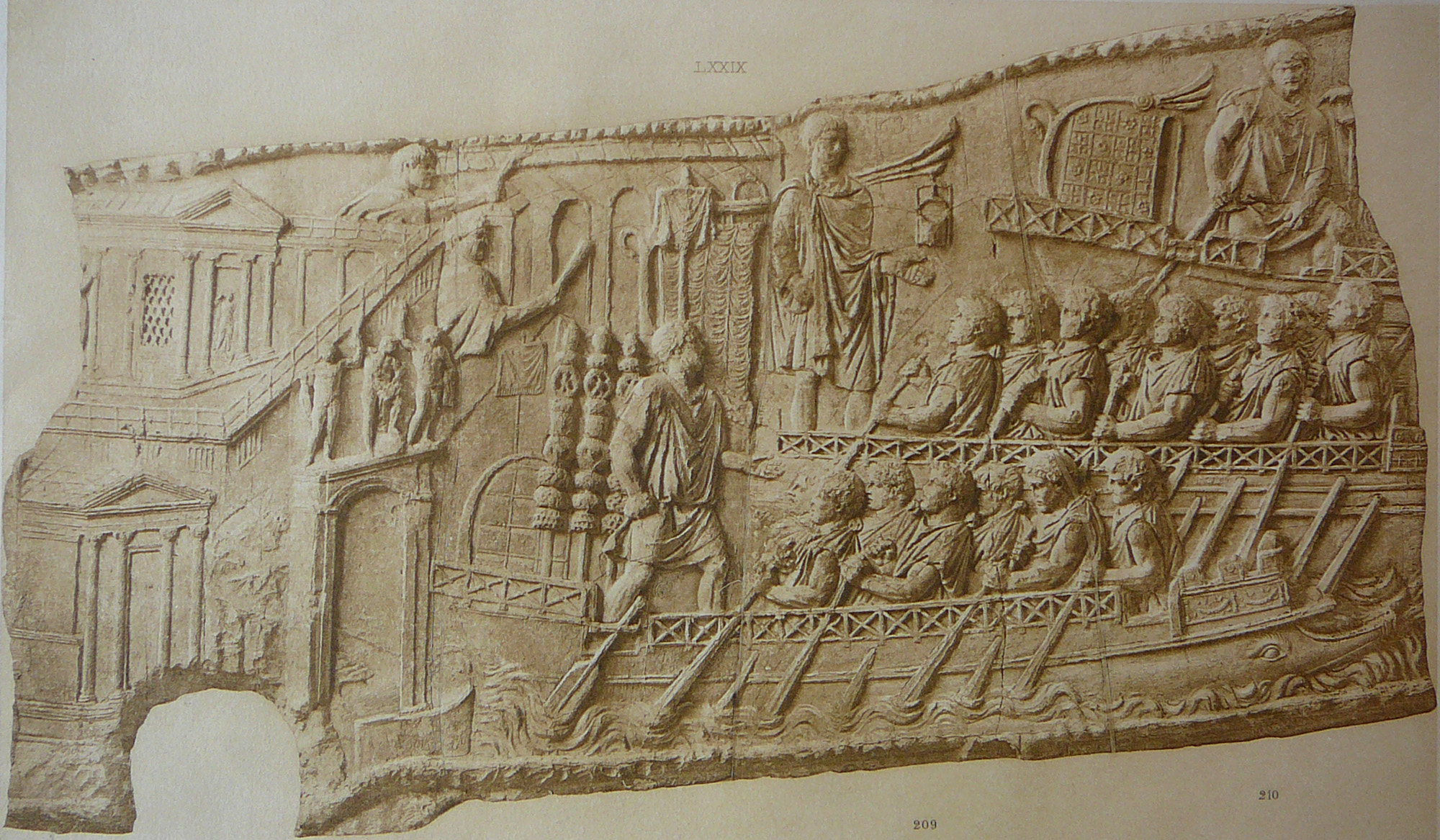

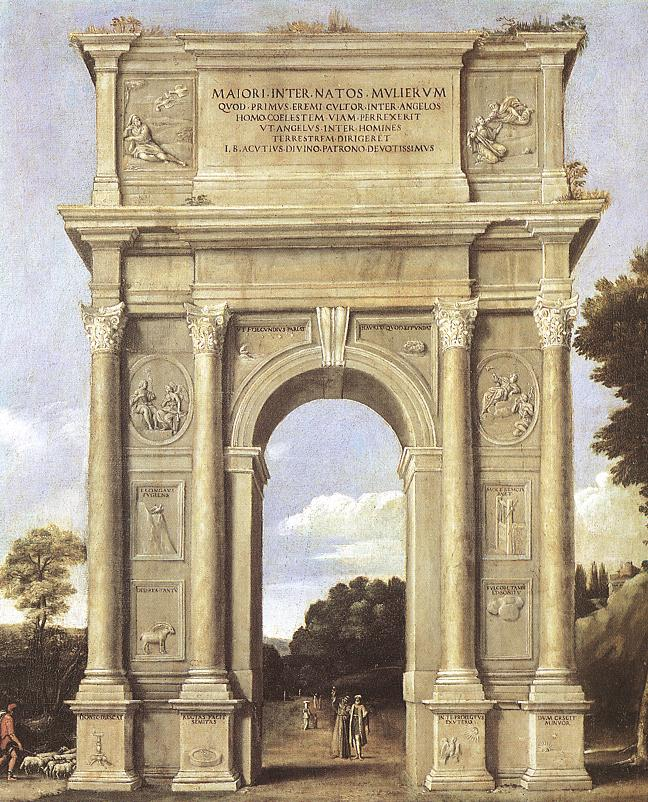
L'Arco di Traiano di Ancona in un dipinto del Domenichino

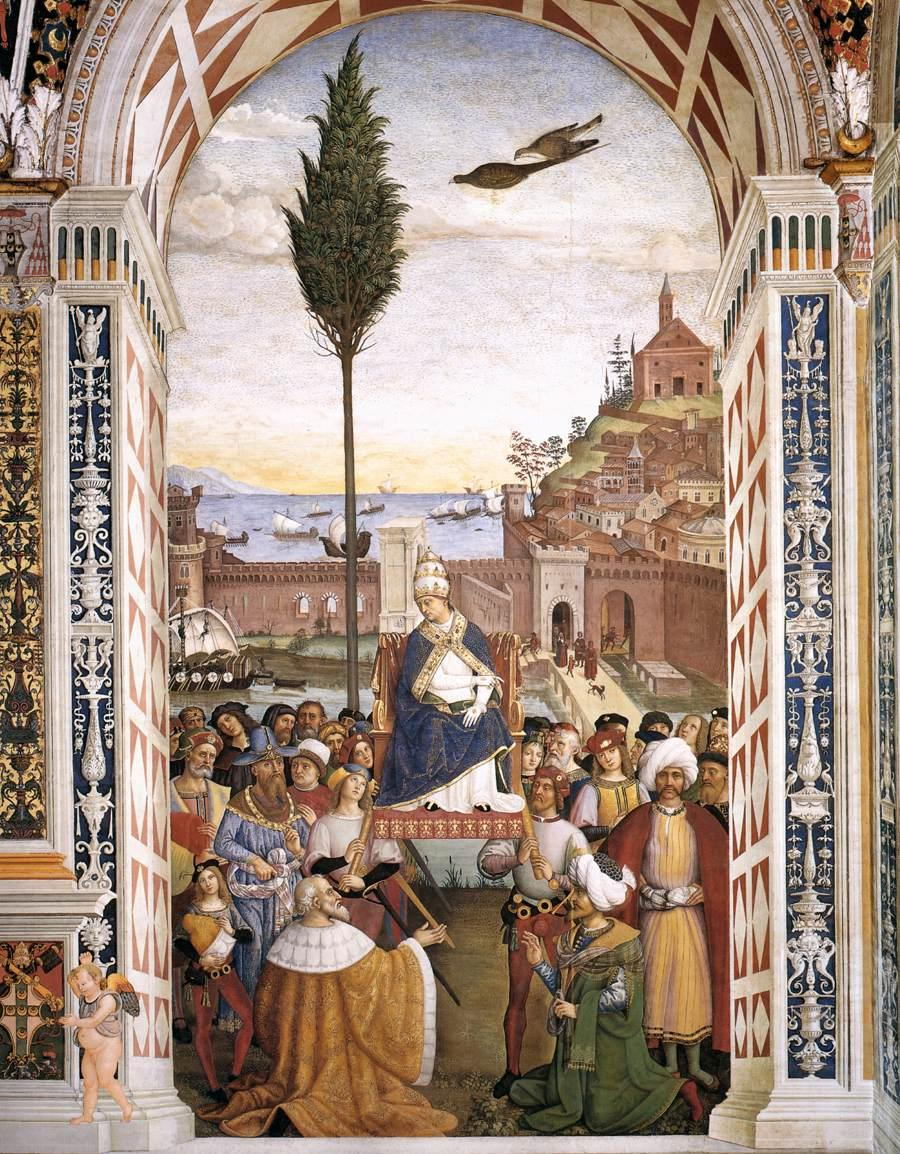
Pio II arriva ad Ancona, del Pinturicchio

Il più antico panorama di Ancona risale al ⅠⅠ secolo, si trova a Roma ed è scolpito nelle pietre della Colonna Traiana. Si tratta della scena 58, raffigurante la Partenza da Ancona dell'Imperatore Traiano per la Seconda Guerra Dacica. In questa raffigurazione Ancona è riconoscibile attraverso i monumenti più rappresentativi dell'epoca: il tempio di Venere, i cui resti sono visibili al di sotto dell'attuale duomo; il tempio di Diomede, colpito dalle onde; il molo e l'Arco di Traiano, ancora ottimamente conservati nel porto attuale. È interessante notare che, nonostante siano passati diciannove secoli, ancor oggi i luoghi rappresentativi della città siano rimasti gli stessi: il tempio sul colle Guasco, il porto, l'Arco di Traiano.
Nel Rinascimento, Ancona è stata rappresentata varie volte nei dipinti di noti artisti.
Vittore Carpaccio raffigura Ancona nel Ritratto di cavaliere (rione di Capodimonte), nel San Giorgio e il drago 
(Duomo) e nella Predica di santo Stefano (Arco di Traiano).
Giovanni Bellini rappresenta il Duomo e il colle Guasco nella Crocifissione di Prato, e il rione di Capodimonte nella Sacra Conversazione 'Giovannelli', mentre nel Martirio di San Marco, eseguito insieme a Vittore Belliniano e Lorenzo Lotto, raffigura ancora una volta il Duomo e il colle Guasco, anche se Ancona qui serve per rappresentare Alessandria d'Egitto.
Il Pinturicchio, nel Papa Pio II arriva per la Crociata al porto di Ancona, raffigura una veduta della città.
Carlo Crivelli, nella Visione del Beato Gabriele Ferretti, ci offre una veduta della campagna nei pressi della Chiesa di San Francesco ad Alto.
Tiziano, nel Noli me tangere, rappresenta Porta Capodimonte.
Il Domenichino nel dipinto Arco di Traiano ci ha lasciato una interpretazione rinascimentale dell'antico monumento romano.
Nella Galleria delle carte geografiche, ai Musei vaticani, c'è il più completo panorama dell'Ancona cinquecentesca: Veduta della città e del porto di Ancona, di Antonio Danti accompagnata dalle vedute prospettiche degli altri tre porti più importanti dell'epoca.
Passando al Settecento, si ricordano soprattutto due opere di Luigi Vanvitelli: Veduta del Molo nuovo dal Lazzaretto e la speculare Veduta del Lazzaretto dal Molo Nuovo. Tra incisori di questo secolo che hanno raffigurato Ancona, si ricordano Giovanni Battista Piranesi (Arco di Traiano) e Jakob Philipp Hackert (Veduta del porto di Ancona con l'Arco di Traiano).
Nell'Ottocento, il pittore anconitano di fama nazionale Francesco Podesti, nel Giuramento degli Anconitani, ricostruisce una ricchissima scena di vita medievale della città durante l'assedio del 1173.
Ancona nella letteratura
In letteratura, il nome di Ancona compare per la prima volta nell'età classica: Catullo nel Carmina, 36, la cita parlando dei più celebri luoghi di culto di Venere, mentre Giovenale nel libro IV delle Satire, parla del tempio di Venere sorretto dalla dorica Ancona; è la prima attestazione dell'epiteto di dorica riferito alla città.
Arrivando al Medioevo, Dante Alighieri, nel canto XXI del Paradiso, dice: In quel loco fu' io Pier Damiano /e Pietro Peccator fu' nella casa / di Nostra Donna in sul lito adriano. È san Pier Damiani a parlare nei versi del Poeta e la dimora di nostra Signora sul lido adriatico, secondo alcuni studiosi, sarebbe la chiesa di Santa Maria di Portonovo.
Nel Rinascimento, Michel de Montaigne, nel suo Giornale di viaggio in Italia, ci lascia una accurata descrizione di Ancona, mentre Torquato Tasso ce ne fornisce un'immagine poetica.
Nel Settecento, Giacomo Casanova nei suoi diari si sofferma a lungo a proposito dei suoi due soggiorni ad Ancona e ci racconta belle ed intriganti avventure capitategli con due donne incontrate qui.
Nell'Ottocento, Stendhal riferisce nei suoi diari della sua permanenza ad Ancona, mentre Madame de Staël nel romanzo Corinna ou l'Italie dà una bella descrizione dell'atmosfera cosmopolita della città nei primi anni del secolo. Nello stesso secolo, Victor Hugo ne I miserabili parla dell'ideale di libertà che da Parigi arriva all'orecchio dei patrioti di Ancona radunati nel rione degli Archi, e Ippolito Nievo, nelle Confessioni di un italiano, rievoca i giorni dell'assedio austro-russo-turco alla città e l'affascinante figura del giovane generale Giuseppe Lahoz.
Arrivando al Novecento, Robert Musil ambienta ad Ancona le vicende dei protagonisti del romanzo Viaggio in Paradiso e descrive l'atmosfera del porto e delle piccole spiagge sotto le rupi. Joyce Lussu nel romanzo "Anarchici e Siluri" ci riporta indietro nel tempo, facendoci immergere nell'Ancona degli anni 1910, che nella finzione letteraria ospitava Sherlock Holmes alle prese con spie, ricevimenti alle Muse e passeggiate nei boschi del Conero assieme al celebre naturalista anconetano Luigi Paolucci. Pier Paolo Pasolini, in La lunga strada di sabbia, lascia una acuta descrizione della città.
Ancona nel cinema

Il piazzale del Duomo in Ossessione di Visconti

Si citano solo i titoli più significativi.
- Ossessione, di Luchino Visconti (1943). Il capolavoro di Visconti, considerato il primo film neorealista, nelle sequenze centrali è stato girato ad Ancona, rappresentata dal regista come luogo in cui il protagonista, osservando le navi lasciare il porto, spera di partire e di lasciarsi tutto dietro alle spalle.
- Un'anima divisa in due, di Silvio Soldini (1993). Anche in questa pellicola Ancona rappresenta per i protagonisti, fuggitivi da Milano, il desiderio di una vita migliore. In questo caso non è la presenza del porto, ma la dimensione a misura d'uomo e la vicinanza con la natura a far assumere alla città questo ruolo.
- La regina degli scacchi di Claudia Florio (1998). Ancona in questo film è nebbiosa, inquietante e, con le sue vie in salita, le sue antiche scalinate, le sue spiagge invernali, fa da sfondo perfetto alla difficile e combattuta introspezione di una giovane ragazza.
- La stanza del figlio di Nanni Moretti (2001). Vincitore della Palma d'oro al 54º Festival di Cannes, è stato girato interamente in città; qui Ancona è usata senza citarla, pur con notevoli riferimenti, per rappresentare una tipica città dell'Italia di oggi.
- Nel film La prima notte di quiete, di Valerio Zurlini (1972) alcune scene sono state girate all'interno, allora in rovina, della storica Villa Favorita, restaurata nel 1998.
- In Corpo estraneo, di Krzysztof Zanussi, (2013) sono state girate ad Ancona alcune scene, in cui la città rappresenta la solare realtà iniziale della vicenda narrata, che poi si perde in una lunga e faticosa ricerca esistenziale[92].
- Il cinema come preghiera, di Andrej Andreevič Tarkovskij (2020), racconta la vita e i lavori di Andrej Tarkovskij ed è opera del figlio del grande regista russo[93], che ha scelto di girare alcune scene a Santa Maria di Portonovo, chiesa alla quale il padre era particolarmente legato e che aveva citato nel suo diario.
- Gli anni folli della velocità - Vite Straordinarie (2020) di Gabriele Ogiva e Federica Biondi. Un racconto che accompagna lo spettatore in un viaggio attraverso l'anconetano dell'immediato dopoguerra, terra di motori e di piloti. Il lungometraggio contiene il più vecchio ed inedito filmato sulla città dorica, risalente al 1932.
- Addio in Febbraio - Precordi (2022) di Gabriele Ogiva. Il film ripercorre l'avventurosa vita di Bruno, italiano emigrato in Argentina e l'ossessione amorosa di quest’ultimo per la giovane cugina argentina Delia, per la quale lascerà tutto.

### Teatro

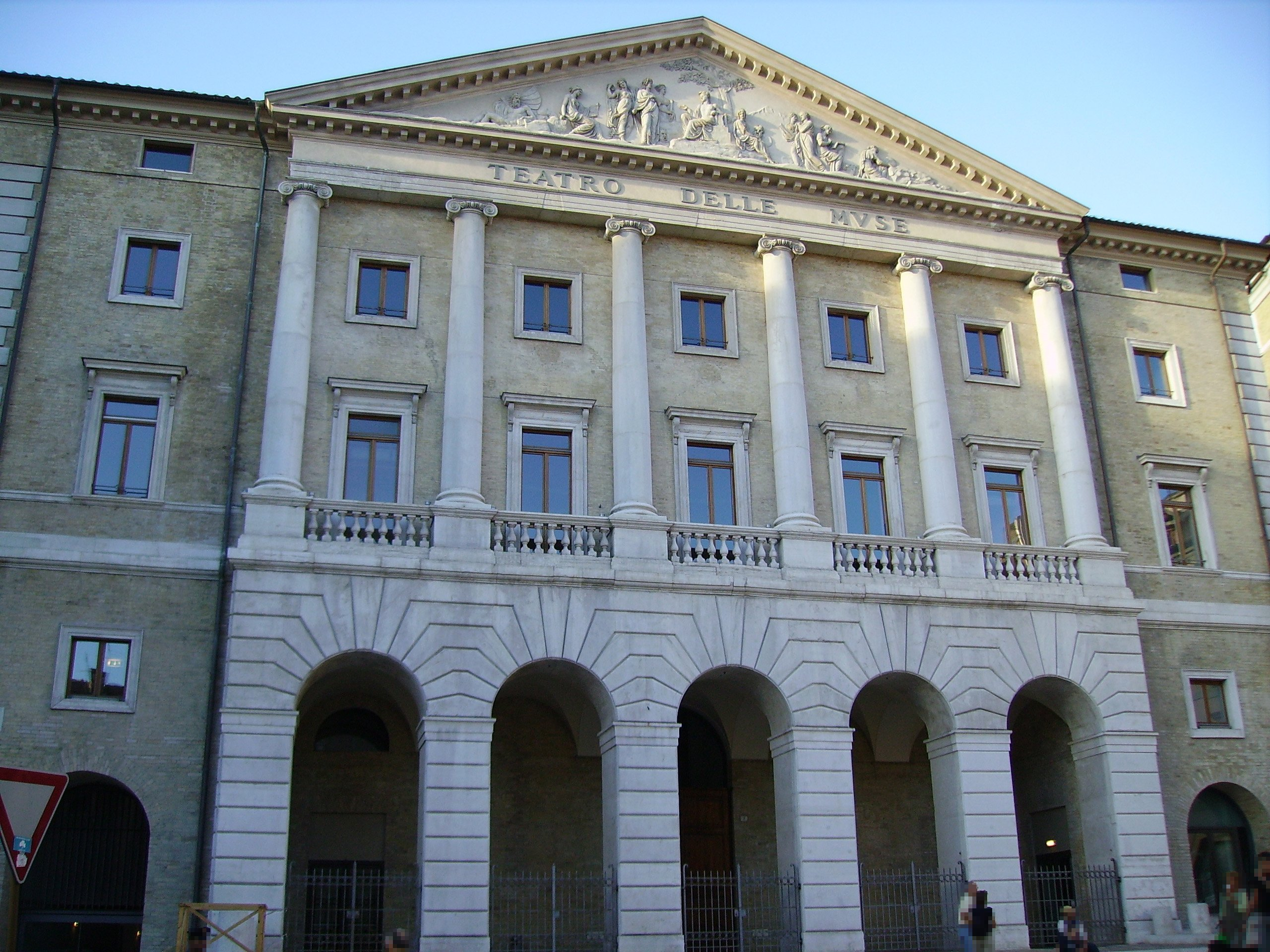
La facciata del Teatro delle Muse

- Teatro delle Muse. Costruito nel 1827 su progetto di Pietro Ghinelli, ha conservato soltanto la struttura esterna e la neoclassica facciata a colonne ioniche. Durante la seconda guerra mondiale il tetto fu parzialmente danneggiato da uno spezzone incendiario d'aereo, cosa che suggerì agli amministratori un'assai discussa demolizione e ricostruzione degli interni in stile moderno, avviando una ristrutturazione durata decenni e terminata nel 2002. Capace di accogliere più di mille spettatori, ospita una stagione lirica di livello internazionale, una stagione sinfonica, una di prosa ed una di musica jazz. È la sede del Teatro Stabile delle Marche.
- Teatro sperimentale "Lirio Arena". Inaugurato nel maggio 1960 per far rinascere ad Ancona il teatro drammatico dopo le distruzioni della guerra, in attesa della riapertura del Teatro delle Muse. Fu per anni l'unico teatro cittadino pubblico.
- Teatro Metropolitan (già Teatro "Vittorio Emanuele II"), gioiello del XIX secolo ubicato nel corso principale, è stato oggetto di complesse opere di ristrutturazione ad uso ricettivo-commerciale e dell'originale è rimasto il solo involucro esterno.
- Teatro Goldoni, altro teatro storico realizzato a metà Ottocento. Pur essendo originariamente di notevole valore architettonico, con architettura Liberty e interessanti strutture in ghisa, con un progetto del 1995[94] è stato sventrato per realizzare un cinema multisala.

### Musica
Ancona è sede dell'Orchestra Filarmonica Marchigiana, una delle tredici Istituzioni Concertistiche Orchestrali italiane (ICO) riconosciute dal Ministero per i Beni e le Attività Culturali.
Ha sede in città anche il Coro Lirico Marchigiano "V. Bellini", fondato nel 1887, che sino alla Seconda guerra mondiale è stato il coro stabile del Teatro delle Muse, con il quale adesso collabora stabilmente, così come con i principali teatri regionali.
L'Orchestra di Fiati, fondata a fine Ottocento, è l'istituzione musicale più antica della città, derivando dalla banda musicale cittadina.
La Banda Musicale Torrette di Ancona, Fondata nel 1930 nasce all'interno delle attività della Società di Mutuo Soccorso del quartiere di Torrette di Ancona. Il precipitare degli eventi del 2º conflitto bellico del novecento obbligarono a sospendere le attività. Grazie alla sensibilità di alcuni musicisti (alcuni dei quali ancora attivi componenti dell'organico), il 19 gennaio 1997, la ricostruita Banda Musicale di Torrette tiene il suo primo servizio pubblico in occasione della festa di Sant'Antonio. In particolare la Banda è presente nelle ricorrenze Civiche (25 aprile, 2 giugno, 2 e 4 novembre) in quelle religiose quali la processione del Corpus Domini e molte altre. Nel 2014, in occasione della festa di San Ciriaco, Patrono della Città - Il Comune di Ancona ha conferito alla Banda la Cittadinanza Benemerita, per meriti nella diffusione della musica e quale esempio di volontariato Civico e Culturale.

### Cucina
Il simbolo universalmente riconosciuto delle tradizioni gastronomiche di Ancona è lo stoccafisso all'anconitana, celebrato da manifestazioni ricorrenti nell'anno e tutelato dall'Accademia dello Stoccafisso.

Stoccafisso all'anconetana

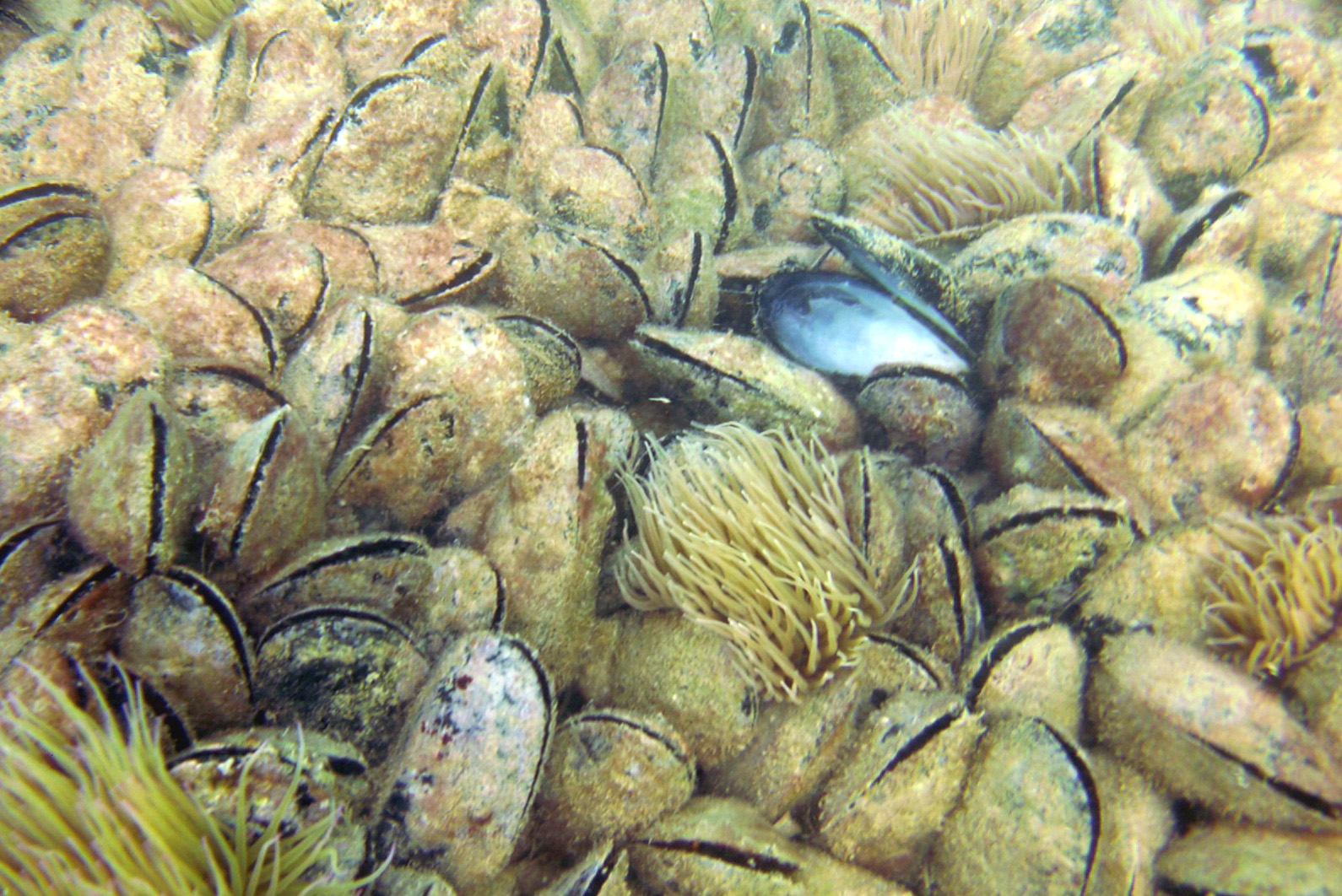
Mitili e anemoni sul fondale di Portonovo (Ancona)

Insieme allo stoccafisso, l'altro re della cucina anconitana è il mosciolo, nome locale del mitilo non allevato, ma pescato sulle scogliere naturali, riconosciuto come "prodotto di origine protetta". Durante l'estate, i grottaroli anconitani pescano i mitili in apnea, li puliscono sulla riva con attrezzi fabbricati artigianalmente, li cucinano in vario modo (ci si fanno sughi per la pasta, si preparano impanati alla griglia, o semplicemente "alla marinara" (conditi con aglio prezzemolo e limone), li gustano in grandi tavolate fuori dalla grotta.
Gli antipasti più tipici sono a base di frutti di mare, preparati e venduti anche in piccoli chioschi nel centro della città. I più tipici sono le crocette e i bombetti in porchetta, ossia con aglio, pomodoro e finocchio selvatico.
Come primi piatti si ricordano i vincisgrassi, preparati soprattutto in occasioni festive, e le paste al sugo di pesce: alla pescatora (con il pomodoro) o alla marinara (in bianco) e allo scoglio (con mitili, vongole, gamberetti e calamari).
Oltre allo stoccafisso e ai móscioli, altri secondi tipici sono il brodetto all'anconetana, una variante della zuppa di pesce adriatica, e vari tipi di pesce azzurro a scottadeto, ossia alla brace.
Un contorno tipico di Ancona sono i paccasassi, un'erba succulenta che, come dice il nome, vive nelle spaccature degli scogli marini; sono utilizzati per accompagnare il pesce, per arricchire la pasta all'aglio e olio e per preparare la "pizza dorica".
Nel periodo della vendemmia si preparano le ciambelle al mosto, che, tagliate e tostate, danno origine alle fette al mosto. Nelle case si preparano, con mosto e farina, una crema da arricchire poi con noci e pinoli: si tratta dei sughetti (in anconetano sciugheti) d'uva.
A Carnevale il quintetto dei dolci carnevaleschi preparati ad Ancona è costituito dalla cicerchiata, dagli arancini, dalle zéppole, dalle frappe e dalle castagnole.
I tradizionali cornetti anconetani sono le polacche, il cui nome ricorda i soldati del II Corpo polacco che, dopo aver liberato Ancona nell'agosto 1944, rimasero qualche tempo in città e apprezzavano questi dolci.
Un altro simbolo della cucina anconitana è il pà cu l'ojo (pane con l'olio), una semplice bruschetta che la popolazione locale mangia nei diversi orari della giornata. L'uso anconitano di cibarsi di questa semplice vivanda è conosciuta in tutte le Marche, tanto che gli abitanti delle altre zone della regione usano burlescamente il termine pà cu l'ojo per indicare ogni abitante di Ancona.
Il vino cittadino per eccellenza è il Rosso Conero, un DOC di antichissima tradizione, che ha come base il vitigno Montepulciano.
Nei momenti più freddi dell'anno si usa bere il turchetto, un caffè molto lungo rinforzato con rum, buccia di limone ed anice: una energetica la cui origine è legata al modo in cui i marinai anconetani correggevano il caffè lungo che si vedevano servire in Grecia e in Turchia, al loro gusto troppo leggero. Il noto Caffè Borghetti, o Caffè Sport, trova la sua origine proprio in questa città.

### Eventi

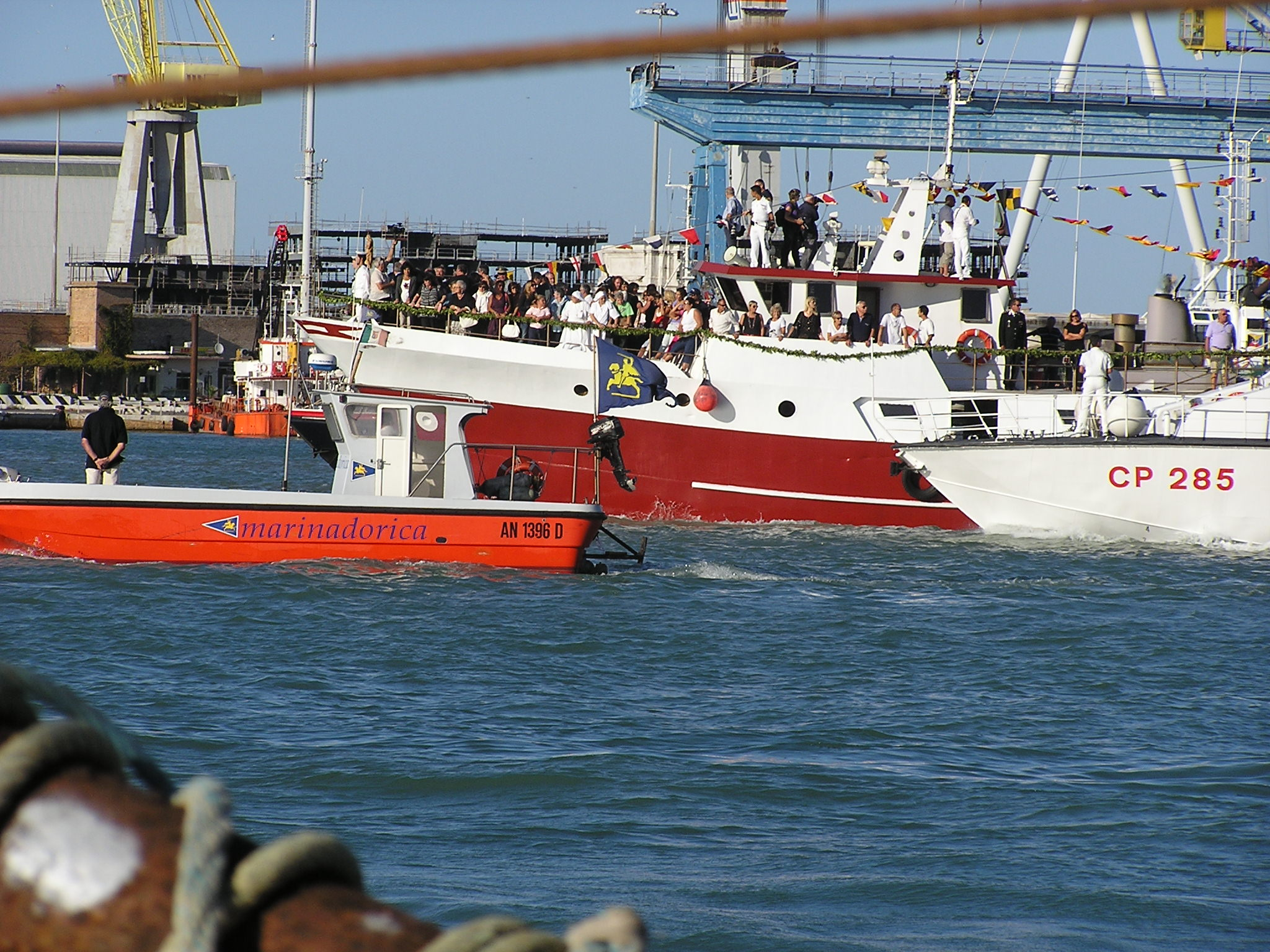
Festa del mare del 2009

Tra gli appuntamenti tradizionali più importanti si segnalano i seguenti.
Festa del mare ed eventi collegati
La festa del mare di Ancona si tiene nella prima domenica di settembre e consiste in un'animatissima processione di centinaia di imbarcazioni che dal porto si recano al largo per onorare i caduti del mare con una cerimonia religiosa. A terra si tengono spettacoli, sfilate, concerti e la "fiera degli Archi", nel rione marinaro della città. Conclude la giornata uno spettacolo di fuochi d'artificio, a specchio delle acque del porto.
La festa del mare ha fatto da catalizzatore per altre iniziative più recenti: intorno alla prima domenica di settembre si svolgono il festival musicale multiculturale "Adriatico Mediterraneo" e la "Regata del Conero".
La festa del mare ha avuto origine nel 1982, da un'idea del frate cappellano del porto Padre Francesco Catani, come un "riconoscimento per tutti coloro che lavorano in mare e per il mare e al contempo un invito spirituale a rapportarsi al mare e alle genti che lo percorrono con cura, rispetto e sensibilità".
La Venuta
La festa della Venuta, che si tiene le sere dell'8 e del 9 dicembre accendendo grandi falò in varie parti della città ed anche in campagna; il 10 dicembre infatti si festeggia la Madonna di Loreto, e la tradizione vuole che i fuochi odierni ricordino quelli che nel 1200 servirono ad illuminare la strada alla Santa Casa che in volo stava giungendo nel vicino centro di Loreto. Nel 1617, grazie all'iniziativa del frate cappuccino anconitano fra Tommaso, l'usanza si diffuse capillarmente in tutte le Marche. Una curiosità: alla festa della Venuta del 1849 assistette Garibaldi, in città per chiedere sostegno ai circoli patriottici.
Carnevale

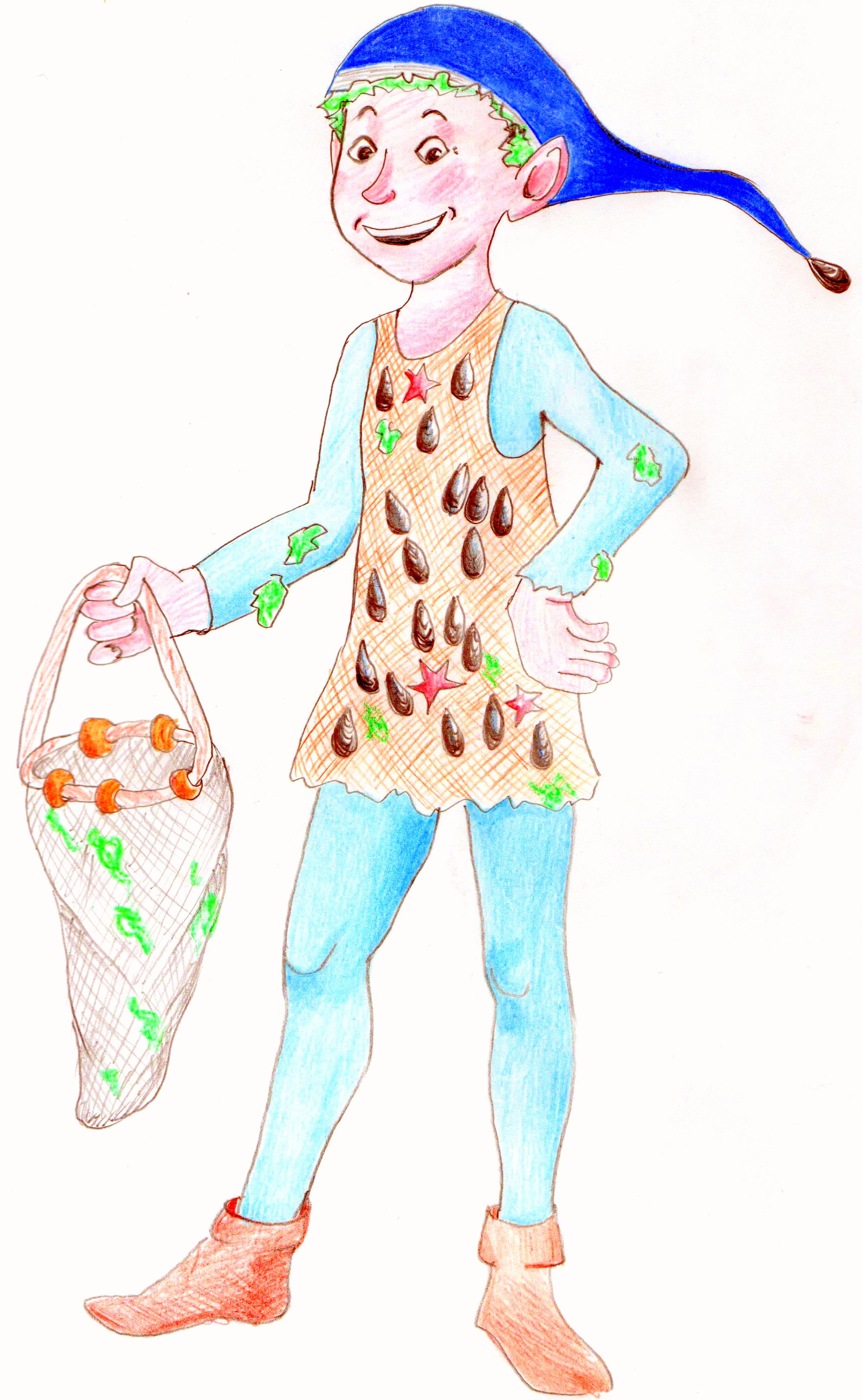
La maschera di Mosciolino

Il Carnevale è da secoli molto onorato in città. Dagli anni cinquanta in poi viene festeggiato con sfilate di maschere nelle vie del centro ed è stato denominato "Carnevalò".
La maschera storica della città era Papagnoco, nato nella metà dell'Ottocento dalla fantasia di un burattinaio anconitano. Dalla ribalta dei teatrini passò presto ad essere usato come maschera. Ne fu proibito l'uso, per decreto regio, nel 1861, probabilmente per la sua carica troppo trasgressiva. Papagnoco era il tipico contadino trasferitosi in città; dal contrasto fra le sue origini e l'ambiente urbano nascevano le situazioni comiche che lo caratterizzavano. Rozzo, paccó (spaccone), vestito di grigio con fazzoletto rosso al collo e cappello a larghe falde nero, era armato di un bastone con il quale minacciava i cittadini, che con la sua mentalità agreste accusava di malcostume. Nella ribalta dei burattini, spalla di Papagnoco era Burlandoto, anch'esso poi diventato una maschera. Rappresentava la guardia della dogana papalina, sciocco e dalla divisa rappezzata e sudicia, burlato dai popolani e dai contrabbandieri.
La nuova maschera carnevalesca anconitana, scelta nel 1999 con votazione popolare, è Mosciolino, ideata dal grafico Andrea Goroni, simile ad un folletto marino. Le caratteristiche e la storia di questa maschera sono narrate nel paragrafo "La storia di Mosciolino".
Fiera di maggio
La fiera Fiera di maggio si tiene in città fin dal XIV secolo, dal 1º al 4 maggio, in onore del santo patrono San Ciriaco. Nell'occasione, i fedeli salgono al Duomo per onorare il corpo del martire paleocristiano, esposto nella cripta solo nel mese di maggio. Centinaia di bancarelle invadono per l'occasione le strade del centro. Dagli anni cinquanta, un luna park staziona in città durante la settimana della fiera. Piazza del Papa e le vie che conducono al Duomo erano la sede storica della fiera, rappresentata nel noto film di Visconti Ossessione. La fiera è una delle più grandi del centro Italia per numero di bancarelle richiama visitatori da tutta la provincia.
La salita al Monte
Un'antica tradizione (almeno vecchia di due secoli) vuole che in primavera gruppi di giovani partano quando ancora è notte per salire al Monte d'Ancona (il Conero) a vedere l'alba sul mare, con la vista che spesso si allarga ai monti della opposta sponda dalmata. Dal dopoguerra in poi l'uso è cambiato, ma ancora centinaia di persone si recano al Monte in primavera o in estate, ma in macchina e non solo all'alba.
Festa della Madonna del mare, Festival del Dialetto, Festa del Covo
Si tratta di tradizioni tipiche delle frazioni del Poggio, di Varano e di Candia.

## Geografia antropica

### Urbanistica
Ancona è una tipica città policentrica, dato che sono quattro le piazze centrali: Piazza del Papa, il cuore dei rioni più antichi; Piazza del Teatro, punto di unione tra il centro e il porto; Piazza Roma, il centro della zona dei mercati all'aperto e al coperto; Piazza Cavour, la più vasta e alberata, centro dei rioni ottocenteschi. Le ultime tre piazze sono unite da un tridente di corsi paralleli: corso Mazzini (corso vecchio), corso Garibaldi (corso nuovo) e corso Stamira; sono i corsi principali e la zona commerciale tra essi compresa è nota con il nome di "Spina dei corsi".

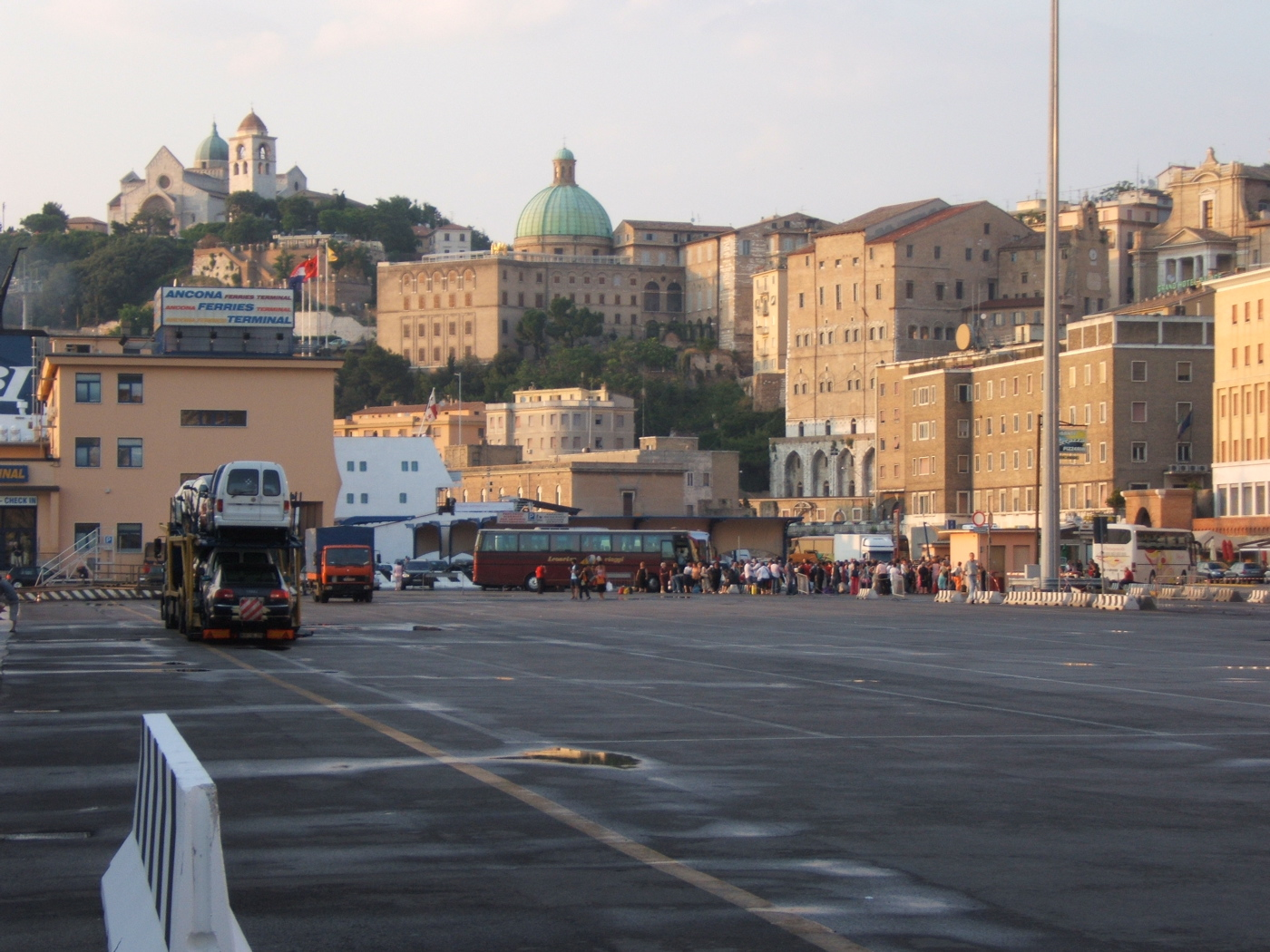
Scorcio del Colle Guasco di Ancona dal porto

Se quattro sono le piazze centrali e tre sono i corsi principali, uno solo è il vertice di questa città circondata per due lati dal mare: la sommità del colle Guasco, sul quale sorge il Duomo, punto di riferimento nei panorami e primo segno inconfondibile della città per chi proviene dal nord o dal mare.
Anche la Cittadella caratterizza i panorami della città, essendo posta sulla cima del Colle Astagno, affacciato sul porto. Dagli anni cinquanta è immersa in un bosco di pini piantato in occasione di una festa dell'albero per scongiurare le frane che interessavano il versante e dotare la città di una zona di fresca ombra.
Caratteristica è la presenza di un asse stradale che attraversa tutto il promontorio da ovest ad est, detto "da mare a mare": dalle banchine del porto al belvedere sulle rupi del Passetto.
Dato che la città si adagia su numerose colline e si affaccia sulla costa alta, altra caratteristica è la frequenza con la quale si incontrano salite, scalinate, punti panoramici e sentieri impervi che scendono al mare.

#### Area urbana e area metropolitana
A nord, la conurbazione di Ancona si estende fino a Falconara Marittima, con la quale c'è una continuità di insediamento lungo la via Flaminia. L'area urbana di Ancona supera i 200 000 abitanti e comprende i comuni confinanti che sotto molti punti di vista orbitano intorno ad essa
L'area metropolitana di Ancona, definita in base al pendolarismo diretto verso la città, alla densità di popolazione e al continuum edilizio, ha una popolazione di 283 926 abitanti; comprende 16 comuni, ha un'area di 593 km² ed una densità di 460 abitanti al km².

### Suddivisioni amministrative

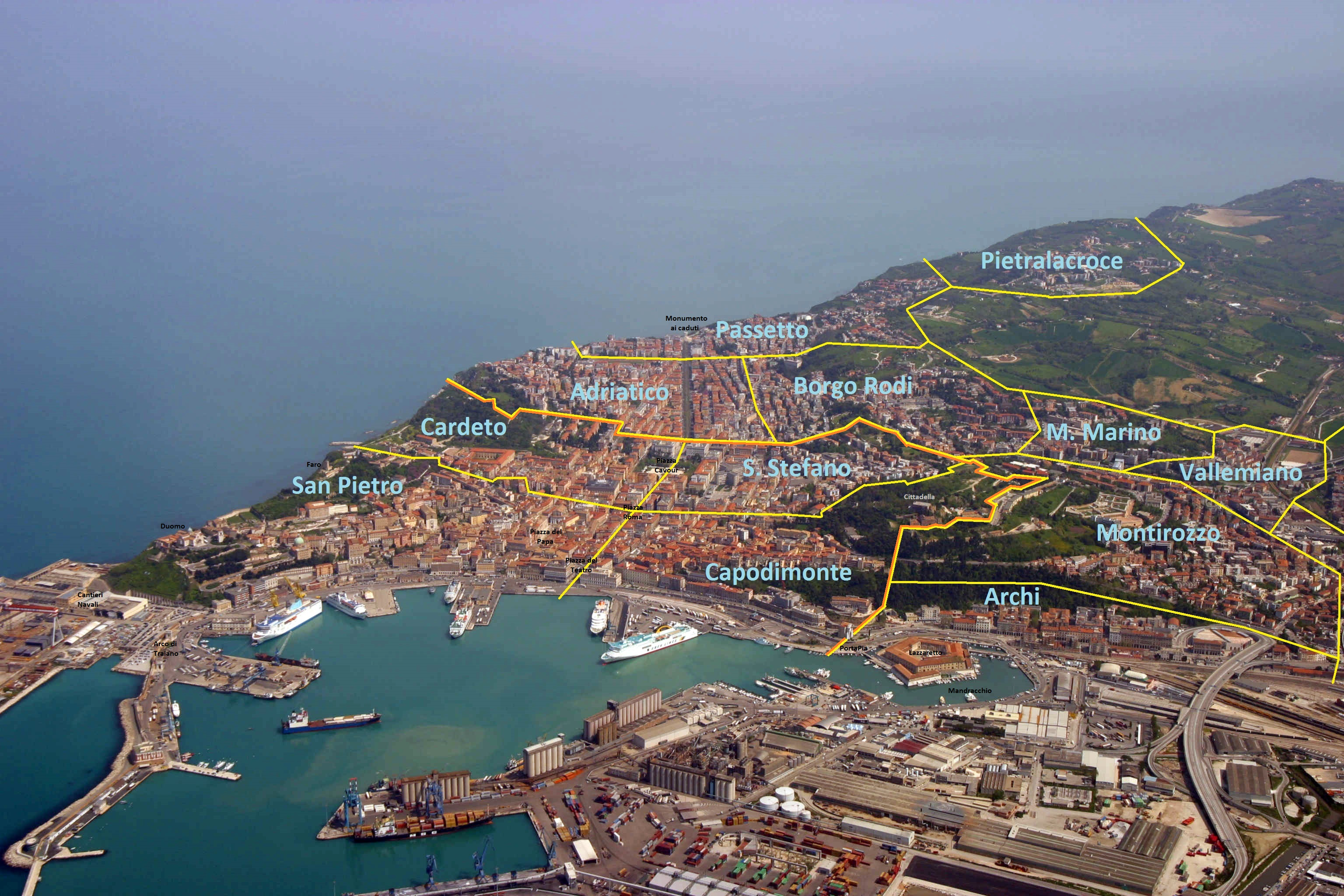
Rioni della città (veduta parziale)

I quartieri e i rioni di Ancona sono ventisette, mentre le frazioni sono dodici. Dal 2017, i rioni, i quartieri e le frazioni della città sono raggruppati in nove "Consigli di partecipazione".

## Economia
Come il resto della regione, Ancona è caratterizzata da un tessuto industriale costituito da numerose piccole aziende; la specificità economica della città è la presenza di un porto internazionale e di diversi cantieri navali, tra cui spicca la sede di Ancona della Fincantieri; nel loro complesso, i lavoratori portuali sono circa 6.000, di cui più di 4.000 addetti alla costruzione di navi, più di 1.700 al traffico passeggeri e merci e 750 circa alla pesca.

### Pesca
Il porto peschereccio di Ancona, accolto nel mandracchio, è uno dei maggiori italiani; i mercati ittici di Ancona sono nel loro insieme al secondo posto nell'Adriatico e al sesto posto in ambito nazionale.

### Artigianato
Tradizionale la produzione di strumenti musicali, tra i quali la concertina e i mandolini elettrici. Diffusa è anche la lavorazione del rame, oltreché quella orafa e quella della ceramica.

### Industria
L'industria dei cantieri navali, storicamente rilevante in città, ruota intorno al Cantiere navale di Ancona di Fincantieri e diversi cantieri privati, tra i quali gli stabilimenti CRN, che fanno di Ancona un centro importante della cantieristica italiana. Molto importanti sono le industrie metalmeccaniche, chimiche, farmaceutiche; ad Ancona nacque il Gruppo Angelini farmaceutici, il quale è presente con uno stabilimento di produzione in zona Baraccola.

### Servizi e commercio
Il commercio è l'attività principale della città, per la grande rilevanza che ha il porto, tra i primi porti italiani per traffico internazionale, con oltre un milione di passeggeri annui, e uno dei primi dell'Adriatico per le merci, con il transito di circa 200.000 TIR ogni anno. Dal 2005 Ancona è il porto d'imbarco per le crociere.
Dato il ruolo di capoluogo regionale, in città sono moltissimi i cittadini impiegati nei servizi, in particolar modo quelli pubblici, mentre il settore del commercio è particolarmente attivo nella zona dei tre corsi principali, storico centro commerciale della città, sia nelle periferie, dove negli ultimi anni, sono sorti numerosi centri commerciali di grandi dimensioni.
Il quartiere fieristico di Ancona è stato dismesso. Sin dal 1933 vi si teneva la "Fiera Adriatica della Pesca" che diventò presto "Fiera Internazionale della Pesca". Durante la seconda guerra mondiale fu interamente distrutto. Ricostruito in breve tempo, venne inaugurato nel 1948 alla presenza del Presidente della Repubblica Luigi Einaudi; la fiera assunse di nuovo carattere internazionale nel 1955. Negli anni ottanta il quartiere fieristico fu rinnovato e, con 12000 m² di superficie espositiva divisi in due padiglioni ed un centro congressi, iniziò ad ospitare esposizioni di molteplici settori: circa 30 manifestazioni e 250 convegni annui. Dopo più di settant'anni di vita, la Fiera della Pesca non viene più allestita dal 2012.

### Turismo
Il turismo ha una sua importanza, sia quello di transito, visto l'alto numero di persone che si imbarcano sui traghetti, (più di 1.000.000 all'anno), sia quello balneare, diretto soprattutto verso la spiaggia di Portonovo.

## Infrastrutture e trasporti

### Strade
Ancona è collegata a Padova e Bari dalla strada statale 16 Adriatica, mentre l'Autostrada A14 Adriatica (caselli di Ancona Nord e Ancona Sud) fornisce un collegamento rapido stradale fino a Bologna e a Taranto. Il collegamento con l'Umbria e con Roma è assicurato da una superstrada: la strada statale 76 della Val d'Esino.
Una strada di attraversamento della città, chiamata bretella o Asse Nord-Sud, in parte sopraelevata, collega il centro cittadino con i rioni periferici e il casello autostradale Ancona sud. Il porto è servito dalla SS 681.

### Ferrovie
Dalla stazione di Ancona Centrale partono treni che percorrono tre diverse linee: la Bologna-Ancona, l'Adriatica e la Roma-Ancona; è servita da collegamenti operati da Trenitalia, sia a lunga percorrenza, sia regionali, nell'ambito del contratto di servizio stipulato con la Regione Marche.
La città è inoltre servita dalla stazione di Varano e dalle fermate Ancona Torrette, Ancona Stadio e Palombina, dedicate anch'esse al servizio regionale.
La stazione di Ancona Marittima, situata nel centro storico, era stata per questo destinata dal Piano Provinciale dei Trasporti (approvato nel 1998) a costituire il capolinea della metropolitana di superficie del capoluogo marchigiano. Per realizzare il progetto furono aperte le stazioni di Ancona-Torrette, Ancona Stadio, Camerano-Aspio e Falconara Stadio; sarebbe stata utilizzata anche la Stazione Aeroporto delle Marche, che avrebbe collegato il centro cittadino allo scalo aereo. Dopo un denso dibattito politico e proteste di piazza, nel 2015 l'amministrazione decise di chiudere la stazione.

### Porto

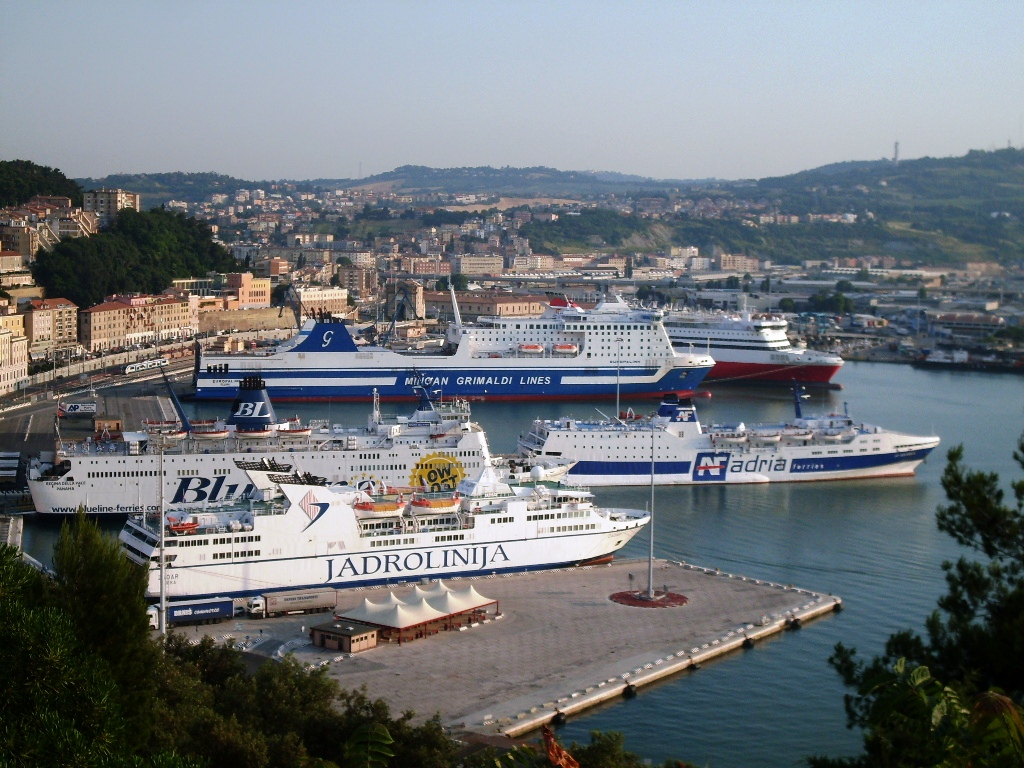
Traghetti al porto

Il porto di Ancona è tra i primi porti italiani per traffico internazionale di veicoli e passeggeri, mentre per le merci è tra i primi dell'Adriatico. Per ciò che riguarda la pesca, è al terzo posto in Italia per TSL.

### Aeroporto
L'Aeroporto di Ancona-Falconara, situato a Falconara Marittima, offre sia voli di collegamento con hub internazionali (Monaco), che diversi voli low-cost (ad esempio per Londra, Catania, Tirana, Düsseldorf, Bruxelles).

### Mobilità urbana
Il servizio di trasporto urbano è operato dalla Conerobus, che gestisce la rete filoviaria di Ancona, le autolinee urbane ed extraurbane nonché l'ascensore panoramico del Passetto.
Nel 1994 sono inziati i lavori per la metropolitana di superficie, sistema di integrazione tra autobus treno nell'area urbana di Ancona. Alcune stazioni ferroviarie già esistenti (Ancona marittima, Varano, Palombina, Falconara Marittima e Castelferretti - Aeroporto) sono state affiancate da fermate ferroviarie realizzate appositamente per il progetto: Ancona Torrette, di Ancona Stadio, di Camerano - Aspio e di Falconara Stadio, con una spesa di due milioni di euro. Erano previsti punti di smistamento dei bus in corrispondenza delle stazione e delle fermate ferroviarie. Il progetto è stato poi abbandonato dalle istituzioni: la stazione di Ancona Marittima, che sarebbe dovuta essere il capolinea della metropolitana, nel 2015 è stata addirittura soppressa e le stazioni realizzate ex-novo, dopo i treni inaugurali, non sono mai entrate in funzione (tranne quella di Camerano-Aspio). 
Nel 2024 il sindaco ha dichiarato che, in accordo con Rete Ferroviaria Italiana (RFI) e Regione, la stazione di Ancona marittima riattivata, ritornando al progetto di farne il punto terminale del percorso di una metropolitana di superficie che collegherà l'aeroporto con la stazione centrale, il porto e il centro cittadino. A tal fine, sin dal 2022, Ancona Marittima è inserita nel documento strategico della mobilità ferroviaria del Ministero delle Infrastrutture.

## Amministrazione

### Consolati
- Albania (Via G. Matteotti, 110)
- Belgio (Via dell'Industria, 2/F)
- Bulgaria (via F. Rismondo 1)
- Danimarca (via E. Cialdini 57)
- El Salvador (viale della Vittoria 24)
- Francia (corso G. Mazzini 107)
- Grecia (via L. Einaudi, 4)
- Messico (piazza Cavour 29)
- Paesi Bassi (corso Stamira 49)
- Polonia (via Montebello 58)
- Repubblica Ceca (via G. Pastore 1)
- Repubblica Dominicana (piazza Stamira 10)
- Romania (via M. Fanti, 9)
- Russia (via Palestro, 46)[131]
- Turchia (via XXIX Settembre 2)

### Gemellaggi
- Spalato, dal 1970[A 5][132]
- Smirne
- Nagykanizsa
- Ribnica
- Svolvær
- Castlebar

## Sport
Atletica
La società anconitana di atletica è dal 1908 la S.E.F. Stamura. Campioni olimpici anconitani sono Gianmarco Tamberi, medaglia d'oro nel salto in alto, e Gastone Pierini, medaglia di bronzo nel sollevamento pesi.
Arti marziali
Il taekwondo è presente nella città di Ancona già dalla metà degli anni settanta. Le società sono: dal 1986 il Taekwondo Club Ancona, dal 1996 l'Accademia Dorica e dal 2009 il Taekwondo Olympic Ancona. Tutte e tre le società sono affiliate alla FITA.
La società sportiva S.E.F. Stamura ha una sezione di judo ed una di aikido.
Calcio
La Società Sportiva Calcio Ancona è l'erede della tradizione sportiva iniziata nel 1905 con l'istituzione dell'Unione Sportiva Anconitana; vanta due presenze in Serie A, una nel campionato misto di Serie A-B, ventisette presenze in Serie B e ventisette in serie C, dove milita nel 2021. Ha disputato una finale di Coppa Italia (edizione 1993-1994).
Squadre che rappresentano vari quartieri o frazioni doriche sono Colle 2006, Ankon Dorica, Nuova Folgore, Pietralacroce, Ponterosso, Portuali Ancona, Candia Baraccola, Dorica Torrette, Juvenilia, Nuova Aquila e Varano. Hanno tutte disputato campionati dilettantistici regionali.
Calcio a 5
La squadra principale è il Cus Ancona, che partecipa al campionato di serie B. Numerose sono anche le squadre di Serie C1 (Pietralacroce), C2 (Mantovani, Verbena e Aspio 2005) e D (Ankon, Futsal Ancona, Circolo Collodi e Nuova Folgore).
Canottaggio
Il Gruppo Sportivo "Armando Maggi" del Corpo Nazionale dei Vigili del Fuoco negli anni novanta ha assunto notorietà grazie alle imprese di Alessandro Corona, tra le quali spiccano la conquista di cinque titoli mondiali e la partecipazione consecutiva a quattro edizioni olimpiche.
Ciclismo
Ancona è stata per nove volte sede di arrivo di tappa del Giro d'Italia, la prima nel 1911, l'ultima nel 1999, quando ospitò una cronometro individuale con partenza e arrivo ad Ancona. La città fu inoltre sede di partenza di una tappa nel 1961.
- 1911 - 8ª tappa Bologna- Ancona: vinta da Lauro Bordin
- 1930 - 10ª tappa Teramo - Ancona: vinta da Michele Mara
- 1934 - 10ª tappa Teramo - Ancona: vinta da Learco Guerra
- 1937 - 13ª tappa Pescara - Ancona: vinta da Aldo Bini
- 1946 - 5ª b tappa Cesena - Ancona: vinta da Aldo Bini
- 1952 - 8ª tappa Roccaraso - Ancona: vinta da Rino Benedetti
- 1955 - 13ª tappa Scanno - Ancona: vinta da Giorgio Albani
- 1975 - 2ª tappa Modena - Ancona: vinta da Patrick Sercu
- 1999 - 9ª tappa Ancona (cron. individuale) vinta da Laurent Jalabert

Football americano
Nel football americano sono attivi i Dolphins Ancona, che partecipano all'Italian Football League.
Lotta greco-romana
La lotta greco-romana si pratica ad Ancona dagli inizi del XX secolo. Attualmente è attiva l'A.S.D. Pro Patria.
Nuoto
La società cittadina è la Vela Nuoto Ancona, nata nel 1902. Ha avuto diversi atleti nelle squadre nazionali, per un totale di sette presenze a campionati mondiali e sei ai campionati europei, oltre a incontri internazionali giovanili e assoluti. È scuola di nuoto federale per l'avviamento al nuoto, pallanuoto e nuoto sincronizzato. L'anconitano Sauro Nicolini è campione paralimpico (una medaglia d'argento, due di bronzo) . Svolge attività di nuoto agonistico, nuoto sincronizzato, pallanuoto e nuoto master. È la più antica società sportiva del capoluogo.
Pallacanestro
La squadra maschile della città, la Stamura Basket Ancona, ha disputato il campionato di Serie A nella stagione 1950-1951 ed attualmente milita in Serie B. La squadra femminile, l'Ancona Basket, milita in Serie B. Hanno giocato le proprie partite interne al PalaRossini la Sutor Basket Montegranaro e l'Unione Sportiva Basket Recanati, rispettivamente per il campionato di Serie A (dal 2011 al 2013) e per quello di Serie A2 (2016-2017). I cestisti anconitani Achille Polonara e Alessandro Pajola sono atleti olimpici cresciuti nelle file della Stamura.
Pallamano
La principale società della città è la Dorica Pallamano Ancona, che partecipa al campionato di serie A di élite.
Pallanuoto
La società cittadina è la Vela Nuoto Ancona, nata nel 1902. La squadra maschile è ormai in pianta stabile in serie A2. La squadra femminile è stata promossa in serie A1 nella stagione 2018-19 e nella stagione 2023-24.
Pallavolo
Nella pallavolo femminile la squadra principale è la Conero e Ponterosso Volley Club Ancona che partecipa al campionato di B1. L'anconitano Samuele Papi ha giocato in Nazionale, con cui ha vinto due campionati mondiali, ed è campione olimpico (due medaglie d'argento, una di bronzo).
Ancona ha ospitato partite del campionato mondiale di pallavolo maschile per due tornei: nel 1978 e nel 2010.
Pugilato
Storicamente una delle attività sportive più amate in città. L'associazione sportiva di riferimento è l'Unione Pugilistica Anconetana "Umberto Pittori" (UPA), che prende il nome dal pugile, triestino di nascita ed anconitano d'adozione, che ha vinto tre campionati italiani (1935, 1936 e 1938) e partecipato alle Olimpiadi del 1936 per la categoria dei pesi Welter.
Rugby
Nel Rugby, il CUS Ancona Rugby partecipa al campionato di C. Nel novembre 2020 lo Stadio del Conero ha ospitato la prima partita ufficiale della nazionale italiana, contro le Isole Figi.
Scherma
La società cittadina è il Club Scherma Ancona.
Tennis
La società di riferimento è l'A.S.D. Tennis Club Ancona.
Vela
Nel porto turistico di Marina Dorica, fanno base diversi circoli velici; tra questi il sodalizio ultracentenario della S.E.F. Stamura, l'Ancona Yacht Club e la sezione locale della Lega Navale. Atleti e imbarcazioni di questi circoli partecipano a regate di ogni livello, compresi i campionati del mondo. Le manifestazioni più importanti sono la Regata del Conero (per la vela d'altura, nella seconda domenica di settembre) e il trofeo dell'Ammiragliato (per le derive).

### Impianti sportivi
- Stadio Del Conero, dal 1992 il principale della città
- Stadio Dorico, dal 1931 al 1992 il principale della città
- Palazzo dello sport "PalaRossini", il principale della città, dedicato al campione olimpico anconitano Liano Rossini, una medaglia d'oro e una d'argento nel tiro a volo.
- Palazzo dello sport per l'atletica "Palaindoor di Ancona"
- Pista di atletica leggera "Italico Conti"
- Campo di rugby delle Palombare
- Diamante comunale "Conero" di Montedago
- Centri Tennis
  - "Riviera del Conero" di Pietralacroce
  - "Dorico" allo Stadio Dorico
  - di Ponterosso
  - della Montagnola
  - UISP a Varano
- Altri palazzi dello sport
  - "PalaVeneto", sino al 1992 il principale della città
  - "PalaSabbatini" (Panettone)
  - "PalaMassimo Galeazzi"
  - di Collemarino
  - Palascherma comunale di Monte Pelago
  - Palajudo comunale di Ponterosso
- Piscine comunali
  - del Passetto
  - di Vallemiano
  - di Ponterosso
  - "Domenico Savio"

### Annotazioni
1. ↑  È nota anche con i nomi di Villa Almagià, Giardino dei Frati e di Villa Gusso
2. ↑  Istituita ai sensi della L.R.52/74
3. ↑  Il primo presidente del Consiglio Nazionale delle Ricerche fu l'anconitano Vito Volterra
4. ↑  Dopo Chioggia
5. ↑  Siglato il 15 luglio 1970 al Palazzo degli Anziani di Ancona dai due sindaci Alfredo Trifogli e Milicic.

### Fonti
1. 1 2   Statuto approvato il 18 luglio 2010 (PDF), su comune.ancona.it. URL consultato il 28 luglio 2011 (archiviato dall'url originale il 23 settembre 2015).
2. 1 2   Bilancio demografico mensile anno 2025 (dati provvisori), su demo.istat.it, ISTAT.
3. ↑   Classificazione sismica (XLS), su rischi.protezionecivile.gov.it.
4. ↑   Tabella dei gradi/giorno dei Comuni italiani raggruppati per Regione e Provincia (PDF), in Legge 26 agosto 1993, n. 412, allegato A, Agenzia nazionale per le nuove tecnologie, l'energia e lo sviluppo economico sostenibile, 1º marzo 2011,  p. 151. URL consultato il 25 aprile 2012 (archiviato dall'url originale il 1º gennaio 2017).
5. ↑  Sergio Sconocchia, Ancona greca nelle fonti antiche, in Ancona greca e romana e il suo porto 2015, pp. 21-45.
6. ↑   Luciano Canepari, ancona, in Il DiPI: dizionario di pronuncia italiana, Bologna, Zanichelli, 1999, ISBN 88-08-09344-1.
7. 1 2  
  - Anno 2010 - Il Sole 24 ore, Intervista a Luciano Canepa, presidente dell'autorità portuale ell'Adriatico centrale, 17 novembre 2010, da cui si cita: Ancona è il primo porto italiano per passeggeri e veicoli, con oltre 1,5 milioni di passeggeri e 200.000 TIR ogni anno.
  - Anno 2012 - si veda: www.consiglio.marche.it, Documento della Giunta regionale Marche, p. 21, da cui si cita: Nel settore passeggeri, quindi, lo scalo marchigiano continua a segnare record di grande importanza quale primo porto per il traffico internazionale.
  - Anno 2021 - si veda: dati.istat.it, Passeggeri per porto di imbarco e sbarco - forma di navigazione: internazionale.
  - Anno 2022: si veda: www.shipmag.it, Boom di passeggeri nel porto di Ancona, da cui si cita: primo porto italiano per numero di destinazioni internazionali servite
8. ↑  Per tutto l'incipit: Sito porto.ancona.it, Porto di Ancona
9. ↑  Roberto Giulianelli, Porto e città..., FrancoAngeli, 2022 (p. 186). ISBN 9788835134039
10. ↑  Battista Melzi, Alfredo Comandini Il nuovissimo Melzi: dizionario italiano..., A. Vallardi, 1920 (pagina 563).
11. ↑   Classificazione sismica (PDF), su protezionecivile.it, Dipartimento della Protezione Civile,  p. 7. URL consultato il 20 marzo 2008 (archiviato dall'url originale il 18 aprile 2009).
12. ↑    - Curzio Maltese, I padroni delle città, Feltrinelli Editore, 2007 (p. 88). ISBN 978-88-07-17137-6
  - Guido Piovene, Viaggio in Italia, Arnoldo Mondadori Editore, 1957 - XI edizione - 1961 (p.403)
13. ↑    - Nando Cecini, Le parole e la città, Il Lavoro Editoriale, 2010 (capitolo Ancona) - il testo raccoglie diverse testimonianze letterarie del fenomeno. ISBN 978-88-7663-469-7
14. ↑  Per tutta la sezione:  Ancona Climate & Temperature, su ancona.climatemps.com. URL consultato il 13 marzo 2022.
15. ↑  S. Bugarini, R. Romagnoli,  Climatologia dell'area medio-adriatica (PDF)., Il Lavoro editoriale, 2014.
16. ↑  Strabone, Geografia, V, 4, 2.
17. ↑  (FR) Vladimir Skračić, Noms des peuples non croates dans la toponymie adriatique; Marche e Dalmazia tra umanesimo e barocco: atti del convegno internazionale di studio, Ancona, 1988.
18. ↑  Esperienze letterarie, Casa Editrice Napoletana; Giuseppe Cingolani, Ancona e il suo porto, Sala Stampa Edizioni, 2004.
19. ↑  Delia G. Lollini, La civiltà picena in Popoli e civiltà dell'Italia antica, Roma, Biblioteca di Storia Patria, 1976, Vol. V.
20. ↑  Sebastiani 1996, p. 21.
21. ↑  Luca Antonelli, I Piceni: corpus delle fonti, la documentazione letteraria, Roma, L'Erma di Bretschneider, 2003, ISBN 88-8265-242-4.
22. ↑  Strabone, Geografia, capitolo 5, paragrafo 4, comma 2
23. ↑    - Lidiano Bacchielli, Domus Veneris quam dorica sustinet Ancona, in AC. XXXVII, 1985 (pagine 106-137)
  - Nicola Bonacasa, Lorenzo Braccesi, E. De Miro,  La Sicilia dei due Dionisî - atti della Settimana di studio, (archiviato dall'url originale il 28 marzo 2015). Agrigento, 24-28 febbraio 1999, L'Erma di Bretschneider, 2002 (p. 120).
24. ↑  Alessandra Coppola, Ancona e la presenza greca nel Piceno, in Piceni popolo d'Europa, Roma, De Luca, 1999. ISBN 978-88-8016-355-8.
25. ↑  Maurizio Landolfi, Ancona greca e romana, in Scultura nelle Marche, a cura di Pietro Zampetti, Nardini editore, 1993.
26. ↑   Letizia Pani Ermini, L'Europa tardoantica e medievale. I territori entro i confini dell'Impero. L'Italia: Ancona, in Il Mondo dell'Archeologia, Roma, Istituto dell'Enciclopedia Italiana, 2004. URL consultato il 31 ottobre 2014 (archiviato il 23 marzo 2015).
27. ↑  Cfr. Armando Lodolini, Le repubbliche del mare, pagina 204.
28. ↑  Boncompagno da Signa, Liber de obsidione Anconae, Viella, 1999.
29. ↑  
  -  Edward W. Bodnar e Clive Foss (a cura di), Cyriac of Ancona: Later travels, Cambridge (Massachusetts), Harvard University Press, 2003, ISBN 0-674-00758-1. Bodnar chiama Ciriaco: «the founding father of modern classical archeology» ("il padre fondatore della moderna archeologia classica");
  - R. Bianchi Bandinelli, M. Pallottino, E. Coche de la Ferté - Treccani, alla voce  archeologia, in Enciclopedia dell'arte antica, Roma, Istituto dell'Enciclopedia Italiana.
30. ↑  Carisio Ciavarini,  Sommario della storia d'Ancona raccontata al popolo anconetano (archiviato dall'url originale il 9 novembre 2016)., Ancona, 1867, pagg.153-159
31. ↑  Secondo il Santini "la marina mercantile anconitana della quale era a capo Antonio Elia fece nella difesa del patrio suolo bravamente il suo dovere" (cfr. G. Santini, Diario dell'assedio e difesa di Ancona nel 1849, L'Aquila 1925, p. 108 e segg.).
32. ↑   Ancona, decreto 1934-11-18 DCG, riconoscimento di stemma e gonfalone, su Archivio Centrale dello Stato. URL consultato il 16 ottobre 2024.
33. ↑   Bozzetto dello stemma del Comune di Ancona, su ACS, Raccolta dei disegni degli stemmi di comuni e città. URL consultato il 16 ottobre 2024.
34. ↑   motivazione, su quirinale.it. URL consultato il 1º dicembre 2006 (archiviato il 5 ottobre 2006).
35. ↑  La medaglia è stata conferita con decreto del presidente della Repubblica il 19 settembre 1960, come riportato nel testo seguente: Tuttitalia, Enciclopedia dell'Italia Antica e Moderna, volume Marche, Sansoni editore - Firenze e Istituto Geografico De Agostini - Novara (1963). Nel sito del Quirinale sono riportate le parole del presidente della repubblica in occasione della sua visita ad Ancona: «due volte medaglia d'oro, valorosa nelle lotte del Risorgimento, coraggiosa nel far fronte alle distruzioni provocate dalla seconda guerra mondiale, da cui seppe presto risorgere.»
36. ↑   Sito del Nastro Azzurro (PDF) [collegamento interrotto], su istitutonastroazzurro.org.
37. ↑   Relazione dr. Fabio Roia, Consiglio Superiore della Magistratura in occasione dell'inaugurazione dell'anno giudiziario 2010 del Distretto di Ancona, su giustiziaquotidiana.it. URL consultato il 12 marzo 2013 (archiviato dall'url originale il 26 marzo 2015).
38. ↑  AA. VV. San Ciriaco, la cattedrale di Ancona, Federico Motta Editore
39. 1 2  Paolo Piva, Marche romaniche, Jaca Book D'auria editrice
40. 1 2 3  Vincenzo Pirani, Le chiese di Ancona, Casa Editrice Nuove Ricerche, Ancona, 1998
41. ↑  C. Mezzetti e F. Pugnaloni, Il Lazzaretto, un'opera dimenticata Cassa di risparmio di Ancona, Ancona 1980
42. ↑   : : Maria Luisa Moscati - Sinagoghe nelle Marche: :, su morasha.it. URL consultato il 30 ottobre 2014 (archiviato il 5 agosto 2014).
43. ↑  Mario Natalucci, Ancona attraverso i secoli, Città di Castello, Unione arti grafiche, 1960
44. ↑  Lidiano Bacchielli, Domus Veneris quam dorica sustinet Ancon, in Archeologia Classica volume XXXVII, 1985 (pagine 106-137); Mario Luni, in San Ciriaco: la cattedrale di Ancona: genesi e sviluppo, Volume 1º, a cura di Maria Luisa Polichetti, F. Motta Editore, 2003 (pagine 49-93).
45. ↑  Maria Luisa Polichetti, Santa Maria della Piazza, Sagraf, 1981
46. ↑  Marche, Touring club, 2005 (pp. 94, 103, 112, 114)
47. ↑  Sito dell'ANSA,  Si torna alla Lanterna Rossa (archiviato dall'url originale il 28 ottobre 2021).; (EN)  Sito Lonely Planet,  Parco del Cardeto (archiviato dall'url originale il 29 ottobre 2021).
48. ↑   Verde urbano, su openpolis.it. URL consultato il 26 dicembre 2021 (archiviato il 15 settembre 2021).
49. ↑   Corruzione in Comune, su cronacheancona.it. URL consultato il 26 dicembre 2021 (archiviato il 30 ottobre 2021).
50. ↑  Mario Natalucci, Ancona attraverso i secoli, 1960, III volume (p. 522);  Villa Santa Margherita (Almagià) (archiviato dall'url originale il 13 settembre 2021).
51. ↑   Bilancio partecipato 2018 (PDF), su comune.ancona.gov.it. URL consultato il 26 dicembre 2021 (archiviato il 13 settembre 2021).
52. 1 2   Ancona e il mare (PDF), su consiglio.marche.it. URL consultato il 26 dicembre 2021 (archiviato il 15 settembre 2021).
53. ↑   Procedere all'istituzione dell'Area marina del Conero, su legambiente.it. URL consultato il 26 dicembre 2021 (archiviato il 21 agosto 2014).
54. ↑  P. Burattini. Stradario–Guida della città di Ancona. Ancona, 1951. Per gli anni successivi si fa riferimento ai dati ISTAT
55. ↑  Dati tratti da:
  -  Popolazione residente dei comuni. Censimenti dal 1861 al 1991 (PDF), su ebiblio.istat.it, ISTAT.
  -  Popolazione residente per territorio – serie storica, su esploradati.censimentopopolazione.istat.it.
Nota bene: il dato del 2021 si riferisce al dato del censimento permanente al 31 dicembre di quell'anno.
56. ↑   Ufficio di Statistica del comune di Ancona, su comune.ancona.it. URL consultato il 1º giugno 2007 (archiviato dall'url originale il 27 settembre 2007).
57. 1 2   Bilancio demografico popolazione straniera e popolazione residente straniera per sesso, su demo.istat.it. URL consultato il 16 luglio 2025.
58. ↑  Armando Angelucci, sulle riviste L'onda - L'eco dei bagnanti e Flik & Flok; Palermo Giangiacomi Il vernacolo anconitano 1932; Saturno Schiavoni, nella rivista Riguleto; Mario Panzini nel Dizionario del vernacolo anconitano, Controvento editore 2008, vol. I, alla voce "La Chioga".
59. 1 2  AA.VV. Tradizioni e costumi d'Italia, Istituto Geografico De Agostini, Novara 1983
60. ↑    - Sergio Anselmi, Gianni Volpe, Marche, volume della collana L'architettura popolare in Italia, Edizioni Laterza, 1987 - ISBN 978-88-4202-819-2;
  -  Variante generale al Piano del Parco del Conero - APS 20 - azione 2 (PDF) (archiviato dall'url originale il 22 ottobre 2021).;
  - Emilio D'Alessio, Le grotte del Passetto: architettura e natura del litorale di Ancona, ARS Books, 1990.
61. ↑  Giampaolo Dossena, Solitari con le carte, A. Mondadori editore, 1979 (cap. Carte regionali italiane, pp. 17-19)
62. ↑   Comuni superiori ai 100.001 abitanti, su cepell.it. URL consultato il 6 luglio 2020 (archiviato il 4 luglio 2020).
63. ↑  Gian Paolo Brizzi e Jacques Verger (a cura di), Le università minori in Europa.
64. ↑  Giancarlo Galeazzi (a cura di), Benvenuto Stracca nel quarto centenario della morte.
65. ↑  Dati tratti da Marchedomani di maggio 2012
66. ↑   Addio al Pergolesi: il Comune non stanzierà i fondi. L'opposizione insorge, su anconatoday.it. URL consultato il 13 settembre 2021 (archiviato il 13 settembre 2021).
67. ↑   Musei tattili italiani, su quotidiano.net. URL consultato il 14 settembre 2021 (archiviato il 14 settembre 2021).
68. ↑   Museo del Giocattolo e del Bambino, su museionline.info.
69. ↑  Pietro Zampetti, Pittura nelle Marche, Nardini editore, Firenze, 1988 (pagina 333)
70. ↑  Pietro Zampetti, in Francesco Podesti, Electa editrice, Milano 1996, pagina 34
71. ↑  Andrea De Marchi e Matteo Mazzalupi, Pittori ad Ancona nel Quattrocento, Federico Motta editore, Milano 2008, ISBN 978-88-7179-607-9
72. ↑   Fiorella Festa Farina, Tra Damasco e Roma. L'architettura di Apollodoro nella cultura classica, Roma, L'Erma di Bretschneider, 2001.
73. ↑  A. Coppola, I due templi greci di Ancona, in Esperia, nº 3 pubblicato nell'anno 1993 (pagg. 189-192)
74. 1 2 3 4   San Ciriaco, la cattedrale di Ancona, Milano, Motta editore, 2003, ISBN 88-7179-353-6.
75. ↑  Pietro Zampetti, Itinerari per le Marche, Editoriale L'Espresso, 1980.
76. 1 2   Fabio Bronzini, Angela Bedini e Stefano Sanpaolesi, Il profumo della città, Ancona, Il lavoro Editoriale, 2009,  p. 48.
77. ↑  (EN) Carlo Crivelli, “The Vision of the Blessed Gabriele”, su nationalgallery.org.uk, Galleria Nazionale di Londra. URL consultato il 3 luglio 2019 (archiviato il 3 luglio 2019).
78. ↑  In questo caso l'identificazione non è condivisa da tutti: vedi Mario Tarelli Porta Capodimonte in una tela di Tiziano? Ancona 1945.
79. ↑   Evelina Borea e Carlo Gasparri, L'idea del bello: viaggio per Roma nel Seicento con Giovan Pietro Bellori, Ed. de Luca, 2000,  p. 326. Nel dipinto l'iscrizione è modificata.
80. ↑   AA.VV., Roma, Milano, Touring Editore, 2008, ISBN 978-88-365-4134-8.
81. ↑   Fabio Mariano, L'immagine delle città, Ancona, Il lavoro editoriale, 2001, ISBN 88-7663-317-0.
82. ↑  G. Piranesi, Alcune Vedute di Archi Trionfali ed altri monumenti innalzati da Romani parte de quali se veggono in Roma e parte per l'Italia, 1748; Paolo Bembo,  Jacob Philipp Hackert pittore di marina (PDF) (archiviato dall'url originale il 22 agosto 2014)..
83. ↑  Michel Montaigne Viaggio in Italia, Bari, Laterza 1972
84. ↑  Nel sonetto 319
85. ↑  Giacomo Casanova, Storia della mia vita, Mondadori, Milano, 1983-1989
86. ↑  Stendhal, Diario, Einaudi, Vol. 2, pag. 427 - 428.
87. ↑  Madame de Stael, Corinne ou l'Italie, Parigi 1807
88. ↑  Victor Hugo, I Miserabili, 11º capitolo II volume
89. ↑  Robert Musil, Viaggio in Paradiso, in L'uomo senza qualità, Einaudi 1972
90. ↑  Joyce Lussu, Opere scelte, Il lavoro Editoriale, Ancona, 2008
91. ↑  La lunga strada di sabbia, Milano, Contrasto, 2005. ISBN 978-88-235-1467-6
92. ↑   Dal sito filmneweurope.com (archiviato dall'url originale il 14 aprile 2013).
93. ↑   Il cinema come preghiera, su marcheteatro.it. URL consultato il 7 settembre 2021 (archiviato il 7 settembre 2021).
94. ↑  rivista Il Comune di Ancona, aprile-maggio 1996
95. ↑   Fondazione Orchestra Regionale delle Marche, su filarmonicamarchigiana.com. URL consultato il 14 settembre 2021 (archiviato il 14 settembre 2021).
96. ↑   Coro Lirico Marchigiano Vincenzo Bellini, su corobellini.it. URL consultato il 14 settembre 2021 (archiviato il 14 settembre 2021).
97. ↑   Orchestra Fiati di Ancona, su comune.ancona.gov.it. URL consultato il 14 settembre 2021 (archiviato il 14 settembre 2021).
98. ↑   Accademia dello stoccafisso, su accademiadellostoccafisso.com. URL consultato il 9 agosto 2012 (archiviato il 18 giugno 2012).
99. ↑   Presidio "Mosciolo selvatico di Portonovo" (archiviato dall'url originale il 27 settembre 2007).
100. ↑   Moscioli soluzioni, su speakitalian.org. URL consultato il 14 settembre 2021 (archiviato il 14 settembre 2021).
101. ↑  Guida gastronomica d'Italia - Introduzione alla Guida gastronomica d'Italia, Touring Editore, 1931, ristampa anastatica del 2001 (p. 290).
102. ↑  I dolci delle feste, capitolo Sughetti Touring Editore, 2004 (p. 187).
103. 1 2  Francesca Alfonsi, Le abitudini anconetane, in Guida di Ancona – Il Lavoro Editoriale, 1991 (pag. 16)
104. ↑   Vedi la pagina, su parks.it. URL consultato il 9 agosto 2012 (archiviato il 15 agosto 2012).
105. ↑   La festa del mare di Ancona, su visitancona.com. URL consultato il 24 settembre 2013 (archiviato il 27 settembre 2013).
106. ↑   Sito ufficiale del festival, su adriaticomediterraneo.eu. URL consultato il 7 settembre 2015 (archiviato il 18 settembre 2015).
107. ↑   Regata del Conero, su regatadelconero.it. URL consultato il 2 dicembre 2019 (archiviato dall'url originale il 1º maggio 2019).
108. ↑   www.comuneancona.it.,
109. ↑   Il Falò per la Venuta, su pellegrinaggio.org. URL consultato il 24 settembre 2013 (archiviato il 27 settembre 2013).
110. ↑   Copia archiviata, su fuochidellavenuta.it. URL consultato il 5 settembre 2017 (archiviato dall'url originale il 16 settembre 2017).
111. ↑   Garibaldi ad Ancona, su xoomer.virgilio.it. URL consultato il 3 ottobre 2012 (archiviato il 1º ottobre 2013).
112. ↑  Filippo M. Giochi, Alessandro Mordenti Civiltà Anconitana, edito da Il Lavoro Editoriale, 2005
113. ↑  Mario Panzini, Dizionario del Vernacolo Anconitano voce Papagnoco, editore Controvento, Ancona 2008
114. ↑  Tuttitalia, Enciclopedia dell'Italia Antica e Moderna, Volume Marche, Sansoni editore–Firenze e Istituto Geografico De Agostini–Novara (1963)
115. ↑   Fiera di San Ciriaco, su blunautilus.it. URL consultato il 24 settembre 2013 (archiviato il 27 settembre 2013).
116. ↑  AA.VV. Tradizioni e costumi d'Italia, Istituto Geografico De Agostini, Novara 1983; Tuttitalia, Enciclopedia dell'Italia Antica e Moderna, Volume Marche, Sansoni editore–Firenze e Istituto Geografico De Agostini–Novara (1963)
117. ↑  La forestiera–Impressioni di una signora inglese sulla vita nelle Marche nell'Ottocento–di G. Gretton–edizione Il lavoro editoriale–Ancona–2003
118. ↑   Area urbana di Ancona (PDF) (archiviato dall'url originale il 13 settembre 2021)., da cui: 210.729 abitanti; comprende i comuni di Ancona, Falconara, Montemarciano, Sirolo, Numana, Camerano, Osimo, Offagna, Agugliano, Polverigi, Camerata Picena, Monte San vito.
119. ↑   Studio e monitoraggio sistematico - Università di Genova (1996-2000-2009) (archiviato dall'url originale il 24 ottobre 2009).
120. ↑   Addetti 2017/2018, su porto.ancona.it.
121. ↑   associazione "bartola": indice generale, su associazionebartola.univpm.it. URL consultato il 26 dicembre 2021 (archiviato il 10 maggio 2021).
122. ↑   Atlante cartografico dell'artigianato, vol. 2, Roma, ARomania 2320.C.I., 1985,  p. 10.
123. ↑  "Il Sole - 24 ore",  Porto di Ancona da primato (archiviato dall'url originale il 12 settembre 2014)., articolo del 17/11/2010. Si escludono da questa classifica, naturalmente, i porti interessati al traffico interno, come Ischia, Reggio Calabria o Messina
124. ↑   Metropolitana di superficie di Ancona (PDF), su comitati-cittadini.org (archiviato il 13 settembre 2021).
125. ↑   Ancona Marittima chiude, su corriereadriatico.it (archiviato dall'url originale il 1º febbraio 2021).
126. ↑  Documento della Giunta regionale Marche,  pagina 9 (PDF) (archiviato dall'url originale il 17 maggio 2019).
127. ↑   Metropolitana di superficie di Ancona (PDF), su comitati-cittadini.org.
128. ↑   Andrea Massaro, Due milioni di euro per fare, su ilrestodelcarlino.it. URL consultato il 15 luglio 2025.
129. ↑   Sindaco Ancona, 'nel 2025 solide basi per Stazione Fs marittima', su ansa.it. URL consultato il 31 dicembre 2024.
130. ↑  www.anconatoday.it, Mobilità, Ankon nostra: «Scelte errate, fondamentale la stazione marittima».
131. ↑   Consolati della Federazione Russa, su genova.mid.ru.
132. ↑  (HR) Gradovi prijatelji, su split.hr. URL consultato il 23 febbraio 2021 (archiviato il 4 marzo 2021).
133. ↑  Il Resto del Carlino, 16 giugno 2021,  La Figc dice sì: "Bentornata U.S. Ancona"., di Niccolò Severini.
134. 1 2 3  Andrea Carloni, Le Marche a 5 cerchi, Regione Marche, 2011  pp.59 - 61; 134; 228 (archiviato dall'url originale il 26 dicembre 2021).
135. ↑  Il Resto del Carlino, 6 luglio 2021, Polonara e Pajola, un'impresa per Tokyo "Dalla Stamura al mondo, di Giuseppe Poli.
136. ↑  Sito del CONI,  scheda di S. Papi (archiviato dall'url originale il 30 luglio 2021)..
137. ↑   Mondiali di pallavolo: Ancona fa il bis dopo quelli del 1978., Il Resto del Carlino, 27 settembre 2010. URL consultato il 28 settembre 2010 (archiviato il 18 gennaio 2012).
138. ↑   Allo Stadio del Conero arriva l'Italia del rugby, su Cronache Ancona, 9 novembre 2020. URL consultato il 10 novembre 2020 (archiviato il 26 gennaio 2021).